# Histoire d'Amiens

Armoiries d'Amiens :
La devise et les armoiries d'Amiens, dans leur forme actuelle, datent du XVe siècle
Les armoiries de la ville d'Amiens se blasonnent ainsi:
de gueule au lierre diaprant d'argent, au chef d'azur semé de fleurs de lis d'or.
Le tenant et le support sont deux licornes (la licorne est le symbole des vertus chevaleresques de pureté et d'attrait pour la beauté et la délicatesse).
le soutien est de feuilles d'acanthe, tandis que
le cimier est un château donjonné de cinq pièces.
Devise :
Liliis tenaci vimine jungor (Un lien puissant m'unit au lis).
Ornements extérieurs :
Légion d'honneur, Croix de guerre 1914-1918 avec palme et Croix de guerre 1939-1945 avec palme.

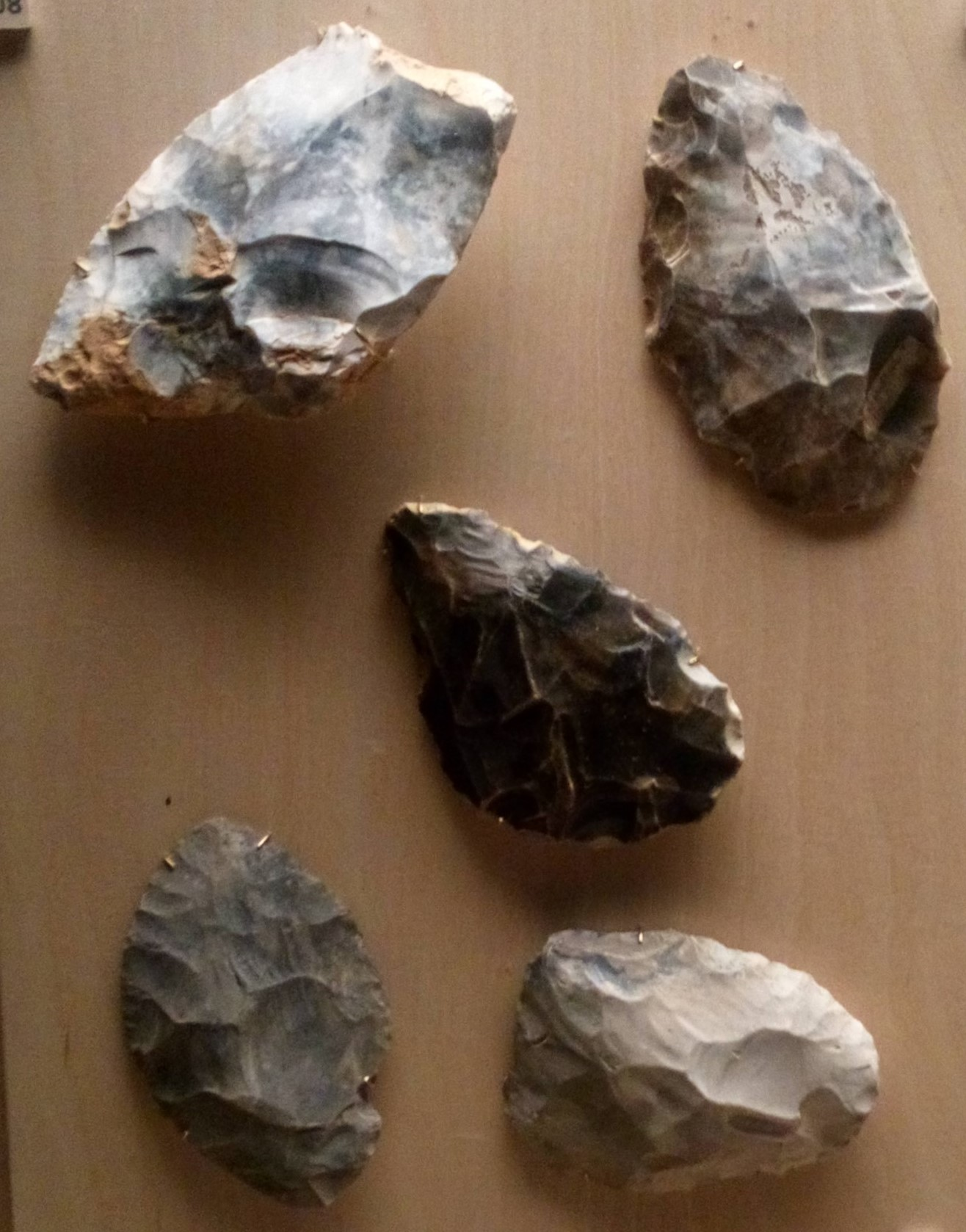
Bifaces acheuléens provenant du quartier Saint-Acheul.

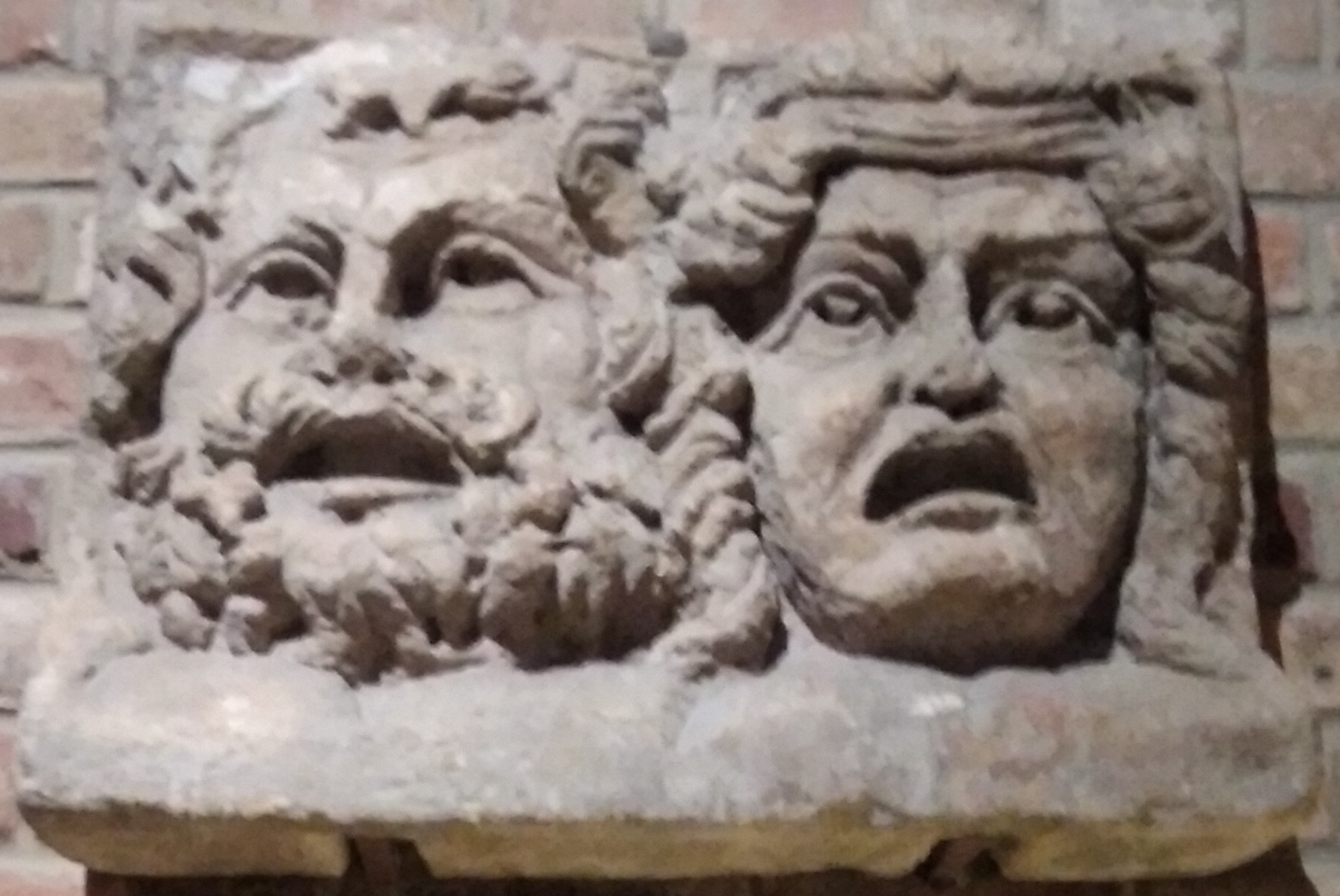
Bas-relief représentant deux masques de théâtre (milieu IIe siècle) mis au jour en 1895, rue des Jacobins à Amiens.

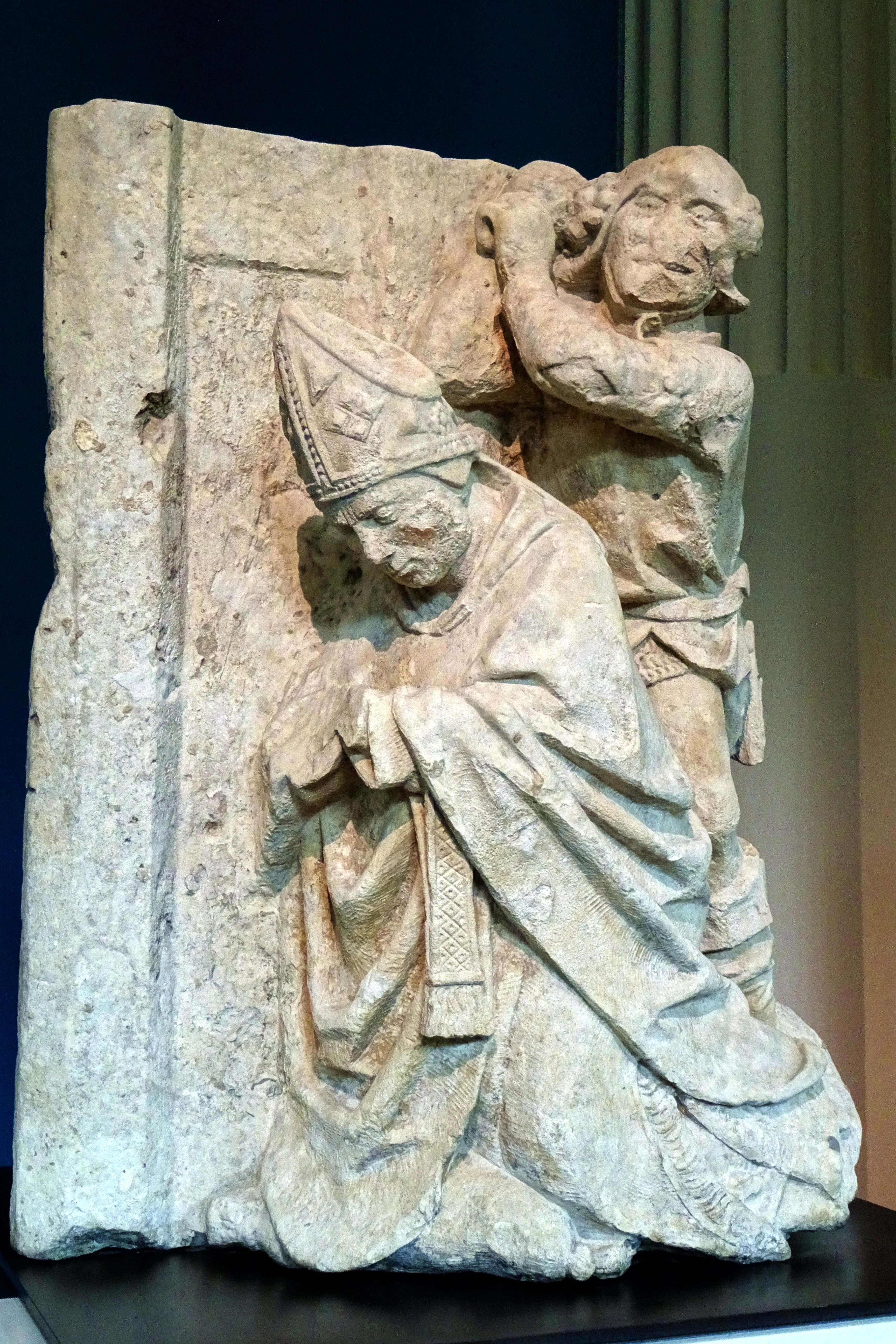
Décollation de saint Firmin, fin XVe siècle, provenant de la chapelle des Macchabées d'Amiens.

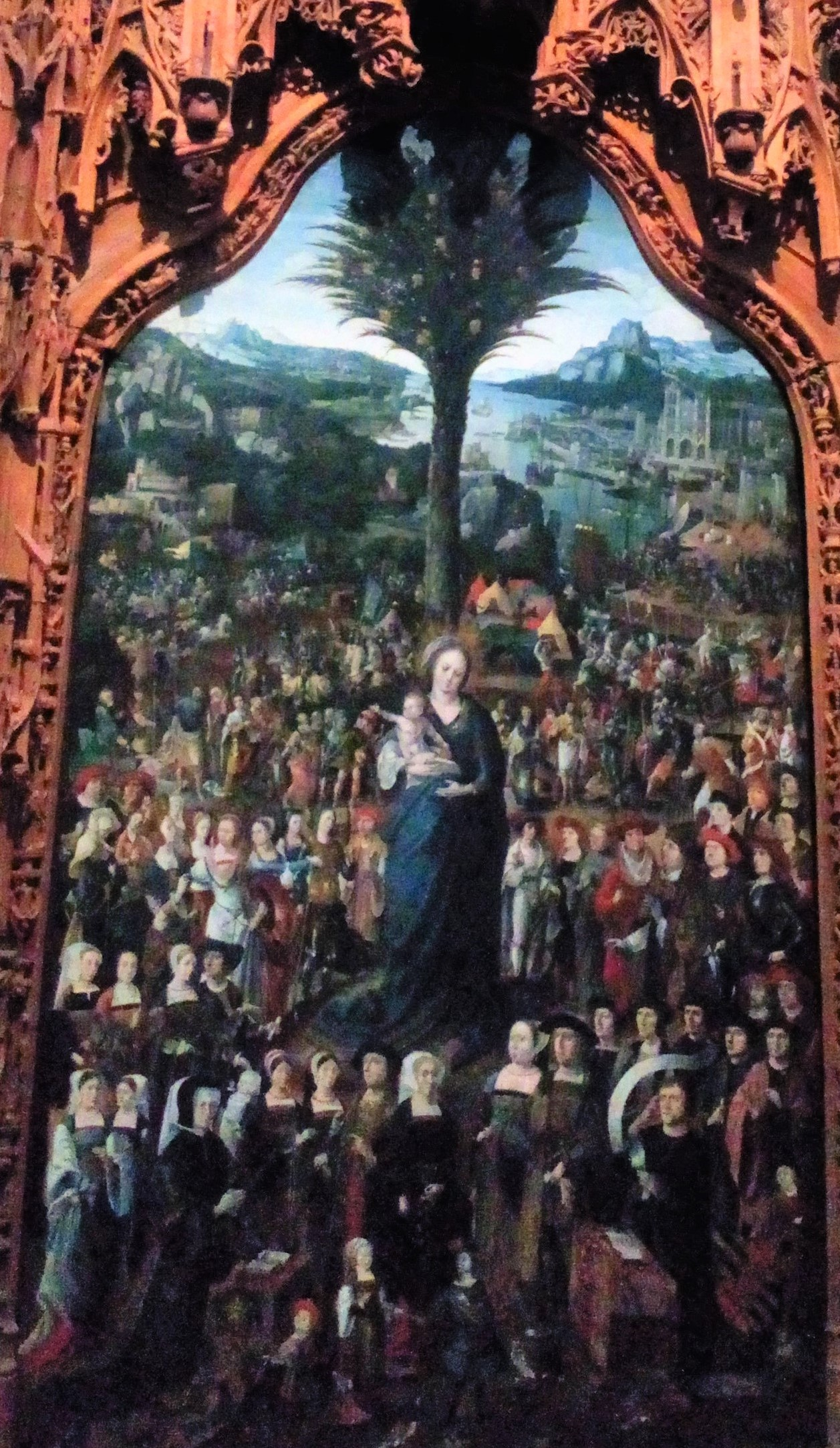
Palme eslute du Sauveur pour victoire (1521), Musée de Picardie.

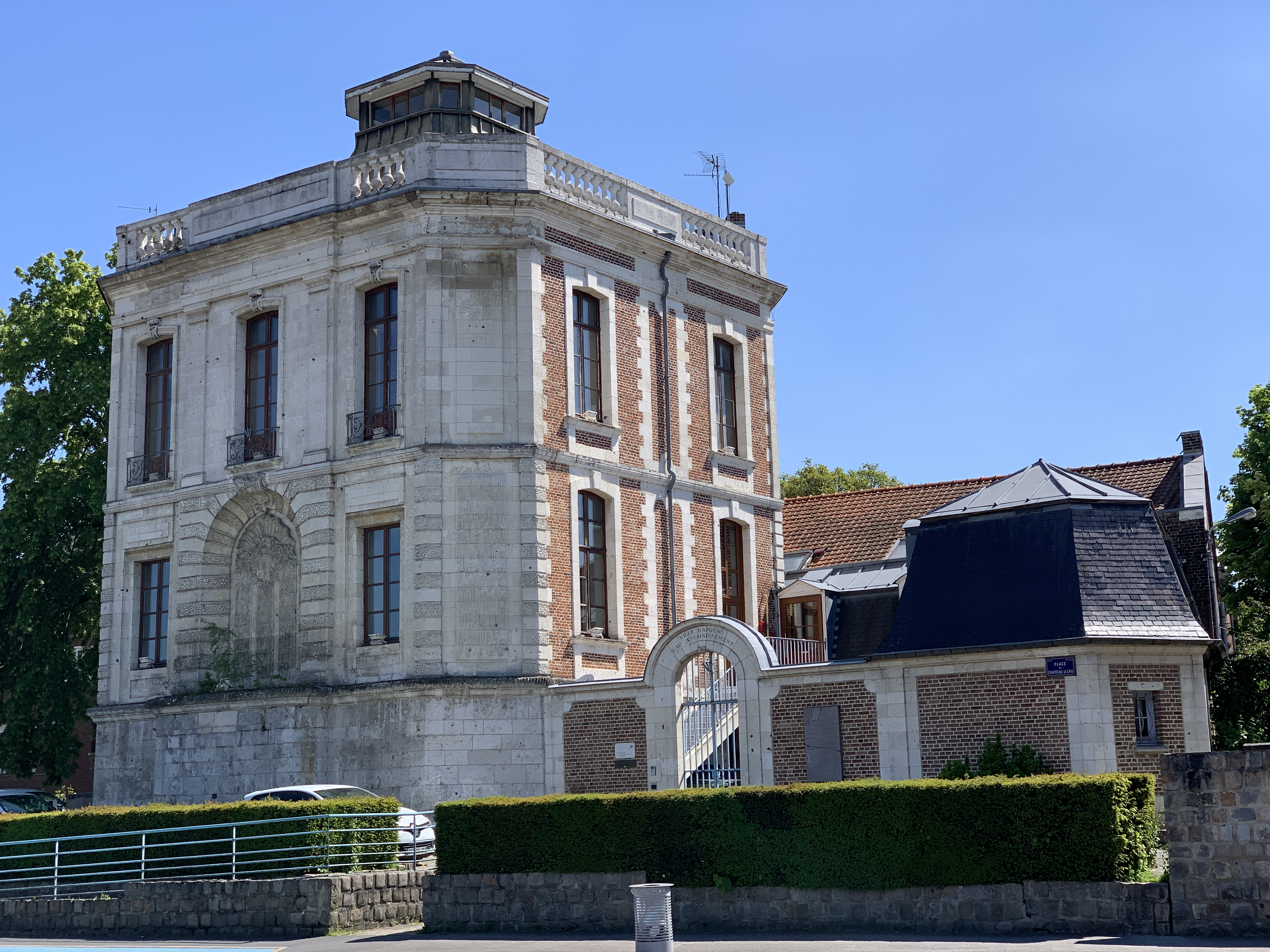
Amiens, château d'eau (XVIIIe siècle).

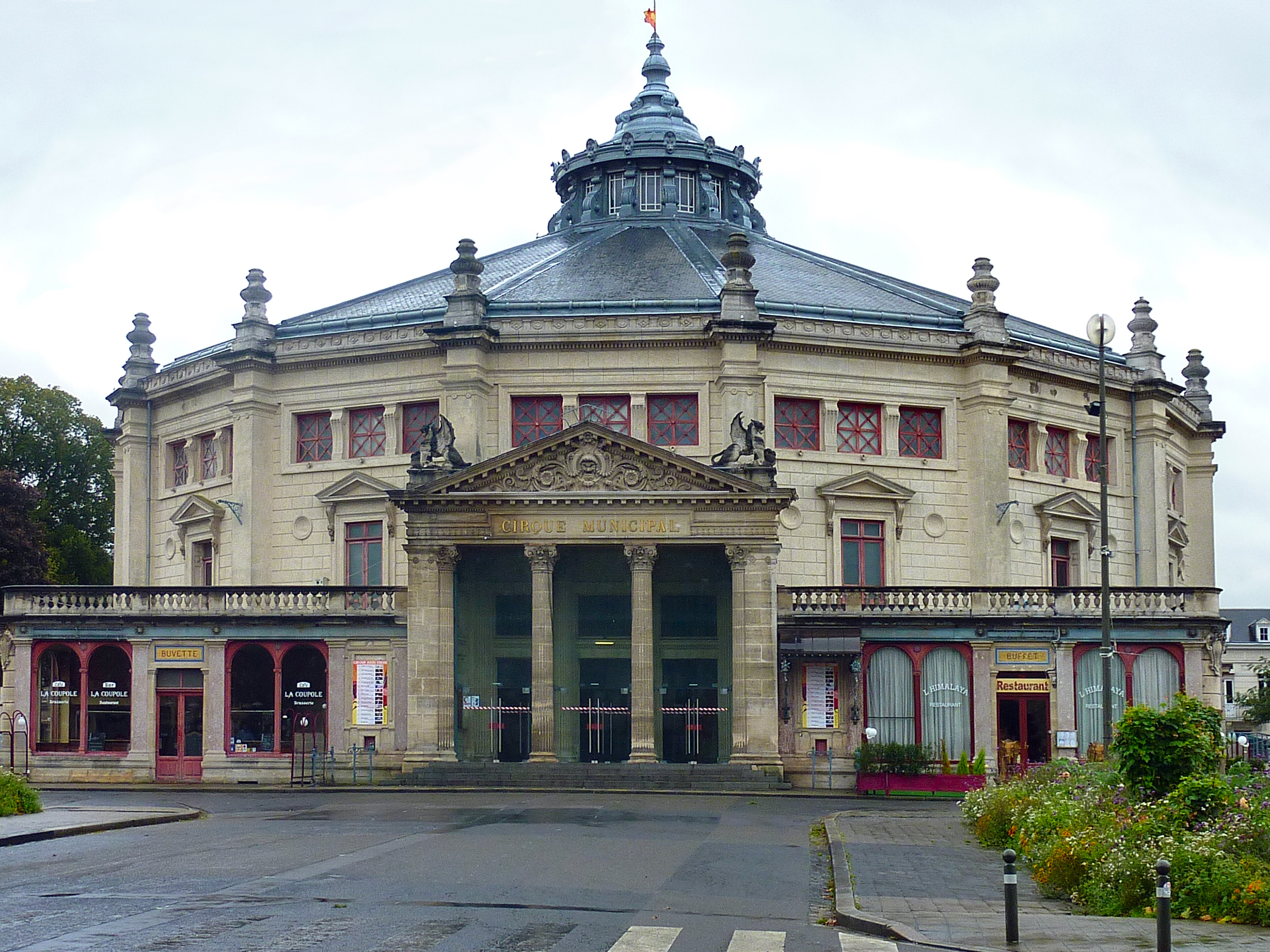
Cirque municipal d'Amiens (1889).

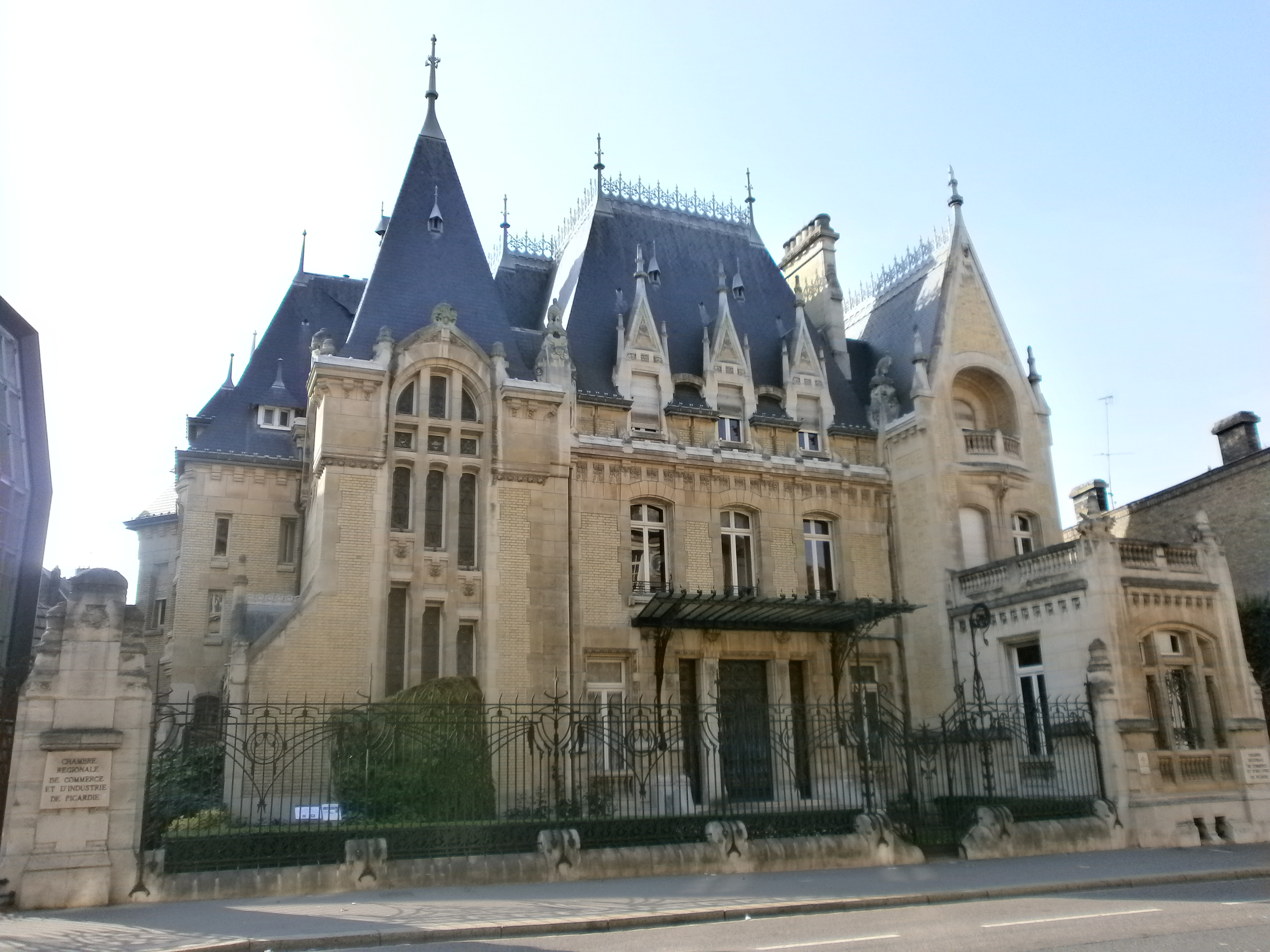
Hôtel Bouctot-Vagniez (1909-1911).

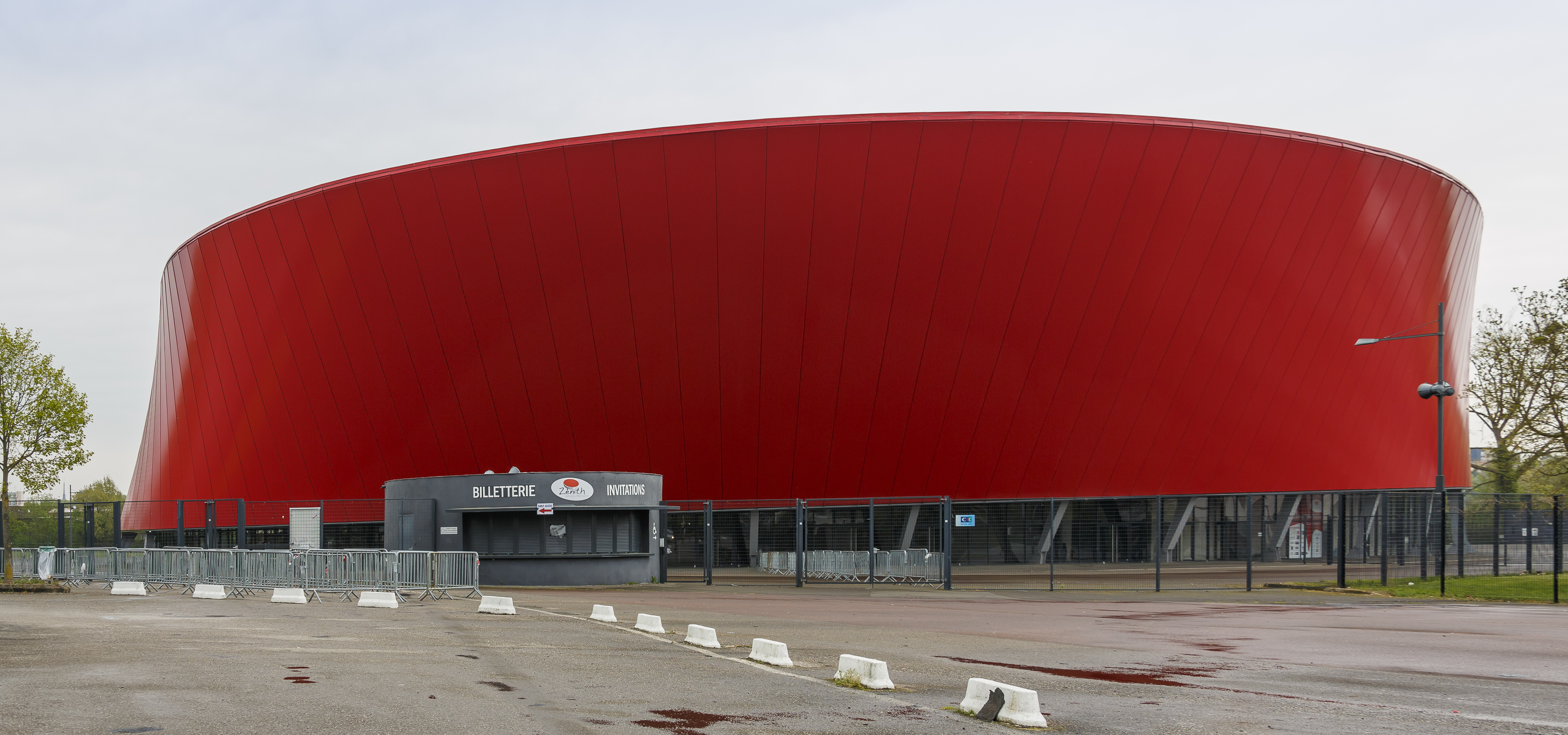
Le Zénith d'Amiens (2008).

L'histoire d'Amiens commence au Paléolithique selon les vestiges archéologiques mis au jour depuis le XIXe siècle qui démontrent que, le site de double confluence où s'est construit Amiens était occupé par l'homme, il y a 500 000 ans. Mais c'est Jules César qui nomma pour la première fois le lieu dans La Guerre des Gaules. Au Ier siècle, les Romains fondèrent la ville de Samarobriva qui devint Amiens au IVe siècle. La ville se développa au Moyen Âge et à l'époque moderne grâce à son activité textile. L'arrivée du chemin de fer au XIXe siècle raffermit sa position de ville du textile. La Seconde Guerre mondiale devait la mutiler sévèrement. La reconstruction des années 1950 permit un accroissement et une diversification de ses activités.

## Préhistoire

### Paléolithique ancien: la civilisation acheuléenne
En 2007, des fouilles archéologiques, rue du Manège, ont mis au jour à Amiens les toutes premières traces d'occupation humaine dans une nappe alluviale perchée à 35 mètres au-dessus du fond de la vallée actuelle. Les vestiges recueillis lors de cette intervention appartiennent au Paléolithique inférieur et sont datés d'environ 500 000 à 550 000 ans.
La présence d'hommes Homo heidelbergensis vraisemblablement, il y a 450 à 300 000 ans, est attestée dans la Somme grâce à des fouilles archéologiques réalisées à Abbeville, Amiens (Jardin archéologique de Saint-Acheul) et à Cagny, village limitrophe d'Amiens.

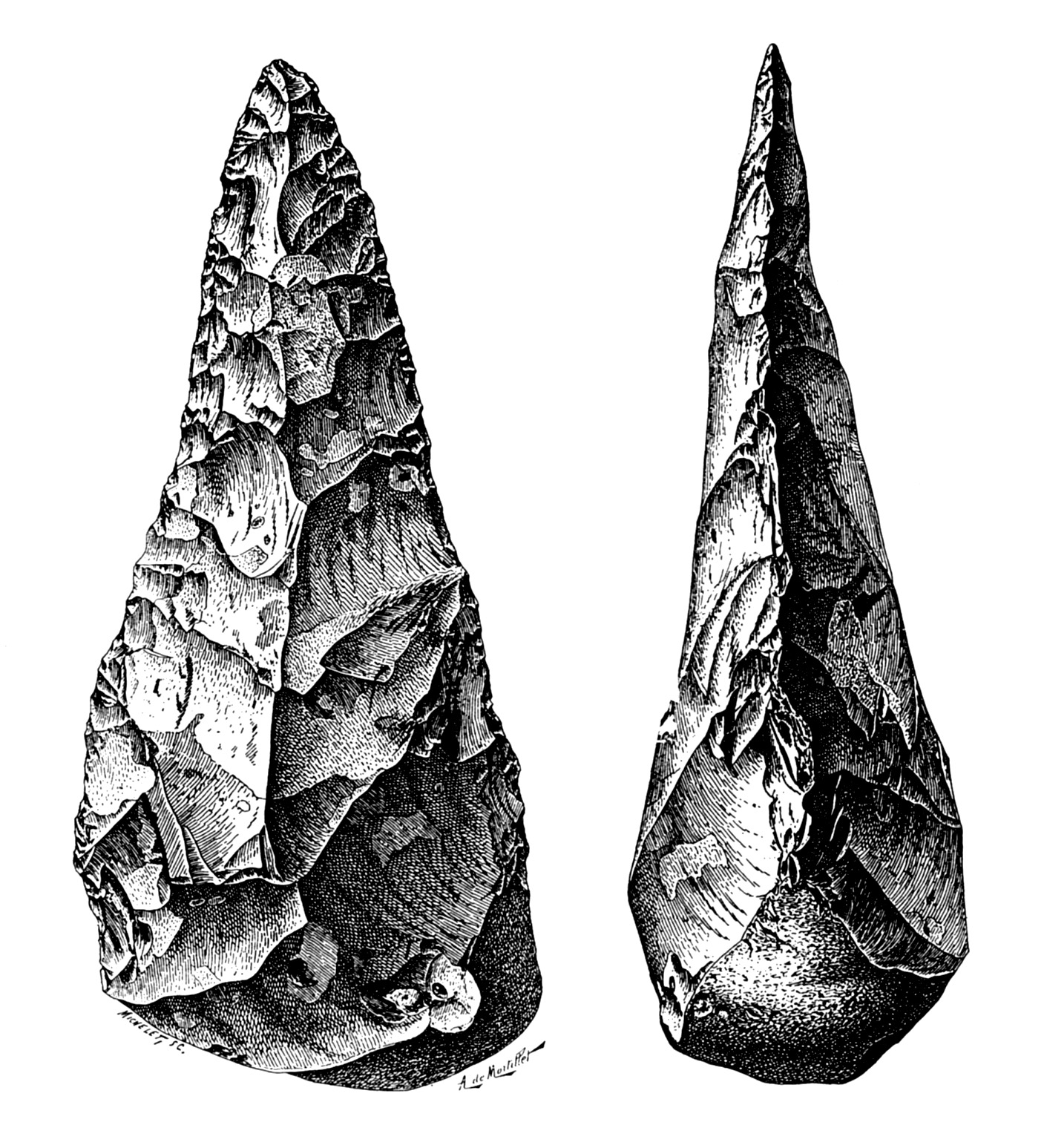
Biface en silex de Saint-Acheul.

En 1853, des « haches taillées », selon le terme de l’époque, sont recueillies dans les anciennes alluvions de la Somme dans le quartier Saint-Acheul, à l’est de la ville. Cette découverte passionna les plus grands spécialistes internationaux de l’époque, Joseph Prestwich, Hugh Falconer, Charles Lyell ou John Evans, qui se pressèrent sur le site. En août 1859, Albert Gaudry y découvrit neuf « haches taillées » qui attestaient, selon lui, de la grande antiquité de l’humanité.
Albert Gaudry, Gabriel de Mortillet et Victor Commont comptent parmi les principaux préhistoriens ayant étudié le gisement préhistorique de Saint-Acheul à Amiens. En 1872, Gabriel de Mortillet donna le nom d'Acheuléen à la civilisation du Paléolithique ancien caractérisée par les silex taillés identiques à ceux trouvés dans le quartier Saint-Acheul. Des gisements acheuléens ont été retrouvés à proximité de la Ferme de Grâce près de Montières (quartier à l'ouest d'Amiens), dans plusieurs sites de la vallées de la Somme et de ses affluents. On retrouve cette civilisation en Europe et en Asie.
Ces découvertes marquèrent le début de la grande période de Saint-Acheul qui dura plus de trois-quarts de siècle. Entre 1860 et 1880, 20 000 bifaces furent ainsi recueillis. Saint-Acheul, dont la renommée devint internationale, accueillit de très nombreux spécialistes et collectionneurs français et étrangers. Ce succès donna naissance à un commerce lucratif de faux silex taillés.

### Paléolithique supérieur: les vénus de Renancourt

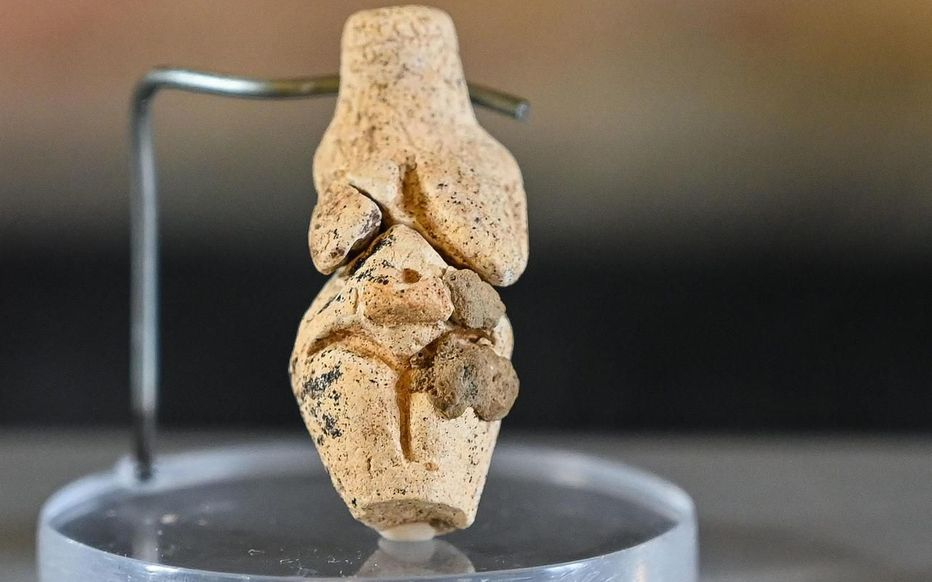

Le Paléolithique supérieur est marqué par l'arrivée, il y a environ 35 000 ans, de l'Homo sapiens. On a retrouvé des sites d'occupation humaine et de débitage de silex du Magdalénien et du Périgordien dans la vallée de la Somme. À Amiens, dans le quartier de Renancourt, a été mise au jour, en juillet 2014, dans les vestiges d'un campement de chasseurs-cueilleurs, une statuette féminine aux attributs sexuels très prononcés, datant de 23 000 ans avant notre ère. La Vénus de Renancourt, en pierre calcaire, est comparable aux 244 Vénus paléolithiques retrouvées à ce jour, en Europe et jusqu'en Sibérie. C'était la première Vénus gravettienne découverte dans le Nord de la France. Depuis lors, une quinzaine de statuettes du même type ont été mises au jour sur le même site, la dernière en date a été retrouvée en juillet 2019. Haute de quatre centimètres, cette nouvelle Vénus est la seule retrouvée entière. Plusieurs milliers de fragments de craie, ont été mis au jour, sur le site, certains semblent être des déchets de fabrication ce qui accrédite l'hypothèse de l'existence d'un atelier de fabrication puisque les statuettes ont été retrouvées en série. Ont été également découverts, des pointes de projectile (pointes de la Gravette), de grandes lames pouvant servir de couteaux, grattoirs, des parures (rondelles perforées en craie) etc. Les nombreux restes osseux de cheval présents attestent de la consommation de cette viande par les habitants du site. En pleine période glaciaire, ce campement aurait été occupé quelques semaines, à la fin de l'été.

### Mésolithique
Le Mésolithique est une période de la Préhistoire situé entre le Paléolithique et le Néolithique qui débute vers 9 600 et prend fin vers 5 500 avant notre ère.
En 2006, des fouilles archéologiques ont permis de découvrir des sites mésolithiques sur des positions d’anciennes berges de la Somme et de la Selle.

### Néolithique

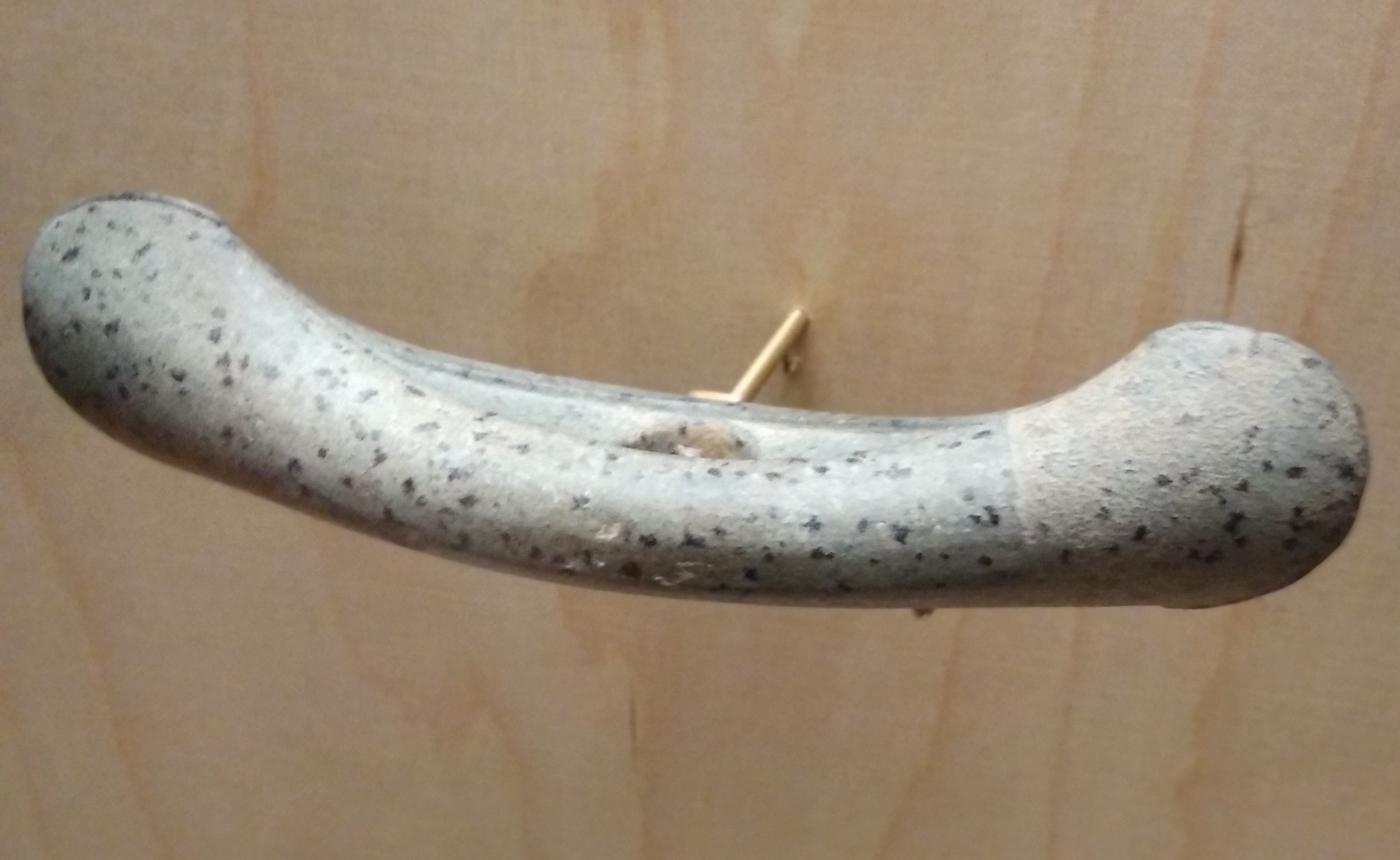
Hache bipenne

Un important gisement du Néolithique a été mis au jour dans le secteur Montières-Étouvie livrant une abondante industrie en silex jaune. Les briqueteries de Renancourt (quartier d'Amiens) ont également révélé d’importants vestiges attribuables au Néolithique ou au Chalcolithique comme en témoigne la hache bipenne naviforme exposée au musée de Picardie.

### Âge du fer

#### La Tène: arrivée des Ambiens

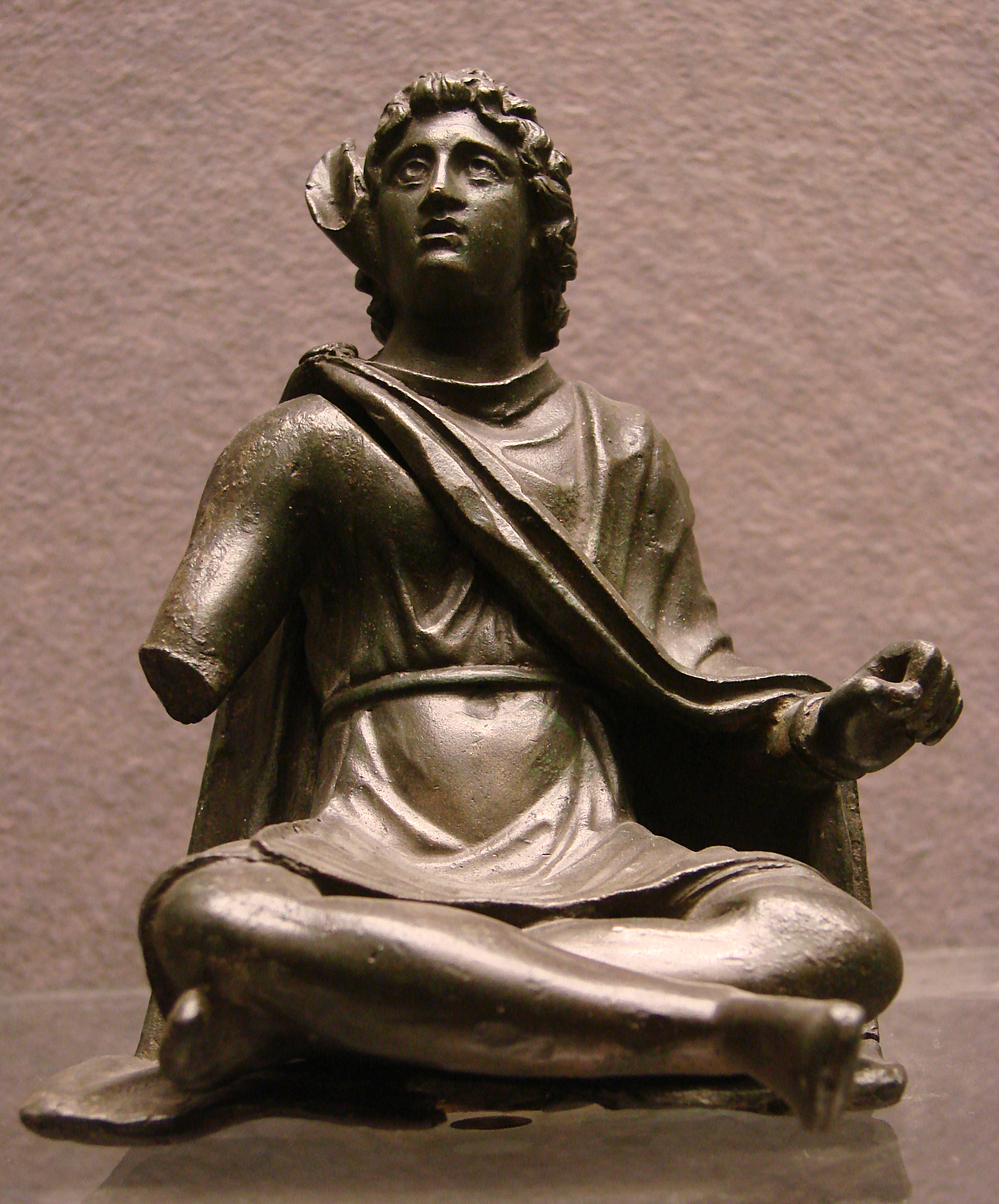
Statuette d'une divinité gauloise à l'oreille de cervidé, (Ier siècle), Amiens, musée de Picardie.

Pendant la période de La Tène, l'usage du fer se généralisa, on a retrouvé un peu partout y compris dans des fermes isolées, des bas-fourneaux.
Au IIIe siècle avant notre ère, le territoire de l'actuel département de la Somme a été occupé par un peuple gaulois, les Belges, divisé en plusieurs tribus : les Ambiens occupèrent les environs d'Amiens jusqu'au littoral. Cette population exploitait densément le territoire, avec l'implantation d'un réseau de fermes. À partir du IIe siècle av. J.-C., des oppidums furent fondés : L'Étoile, La Chaussée-Tirancourt, Méricourt-sur-Somme, etc.
Les Ambiens ont frappé des monnaies s'inspirant des statères de Tarente, en Grande Grèce, ce qui tendrait à prouver la prospérité de cette tribu et ses liens économiques avec la Méditerranée. Le monnayage ambien servit de modèle aux Parisii et aux Bellovaques.

## Antiquité

### La conquête romaine

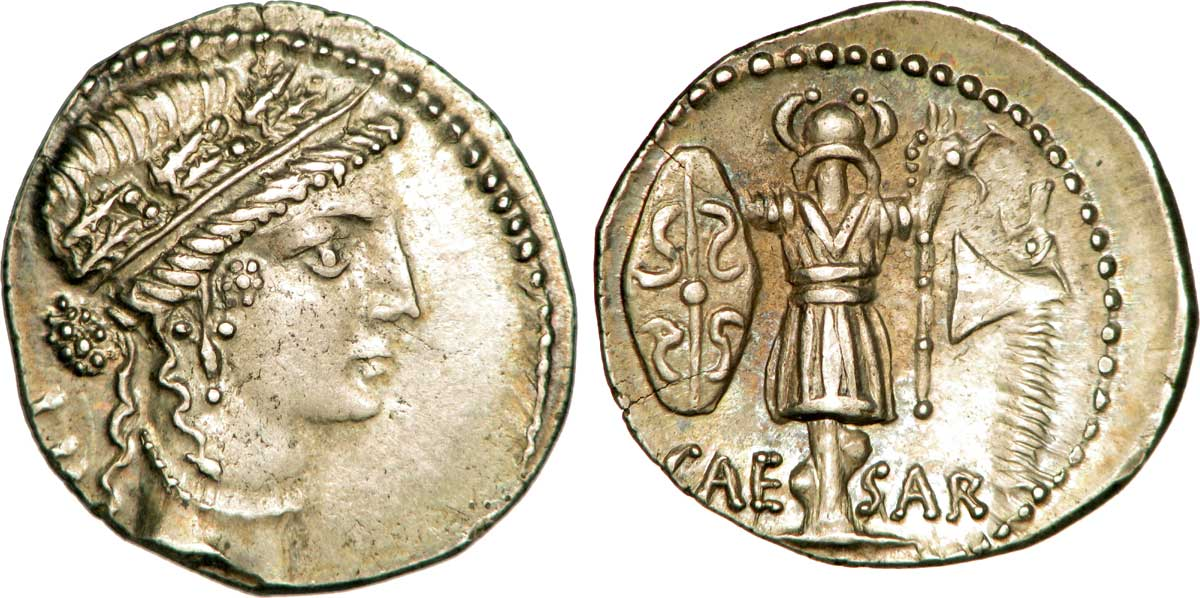
Denier commémorant les conquêtes gauloises de Jules César (vers 48 av J.C.)

Jules César passa un hiver avec ses légions sur le territoire des Ambiens dans un lieu qu'il désigne sous le nom de Samarobriva dans son ouvrage De Bello Gallico (La guerre des Gaules).

Il y explique qu'après sa première tentative de conquête de la Bretagne (l'actuelle Grande-Bretagne) il a pris ses quartiers d'hiver à Samarobriva de l'automne 54 av. J.-C. au printemps 53 av. J.-C.. Il y a convoqué deux fois un concilium Galliae (un conseil de représentants de tribus gauloises)

« [...] Quand il eut fait mettre les navires à sec et tenu à Samarobriva l'assemblée de la Gaule, comme la récolte de cette année avait été peu abondante à cause de la sécheresse, il fut obligé d'établir les quartiers d'hiver de l'armée autrement que les années précédentes, et de distribuer les légions dans diverses contrées. »

« [...] César renvoya Fabius dans ses quartiers avec sa légion, et résolut d'hiverner lui-même aux environs de Samarobriva avec trois légions dont il forma trois quartiers. Les grands mouvements qui avaient eu lieu dans la Gaule le déterminèrent à rester tout l'hiver près de l'armée. »

César établit donc un camp militaire à Samarobriva qui perdura jusqu'aux premières années du règne d'Auguste. Selon toute vraisemblance, aux abords du ou des camps successifs, se développèrent des habitats civils gaulois, des canabae, ce qui incita sûrement les Romains à établir en ces lieux la capitale de la cité des Ambiens. Mais l'existence d'un camp de légionnaires romains, à Amiens même, n'étant pas prouvé, il serait possible sinon probable que le camp en question fût situé plus à l'ouest sur un oppidum gaulois par exemple.

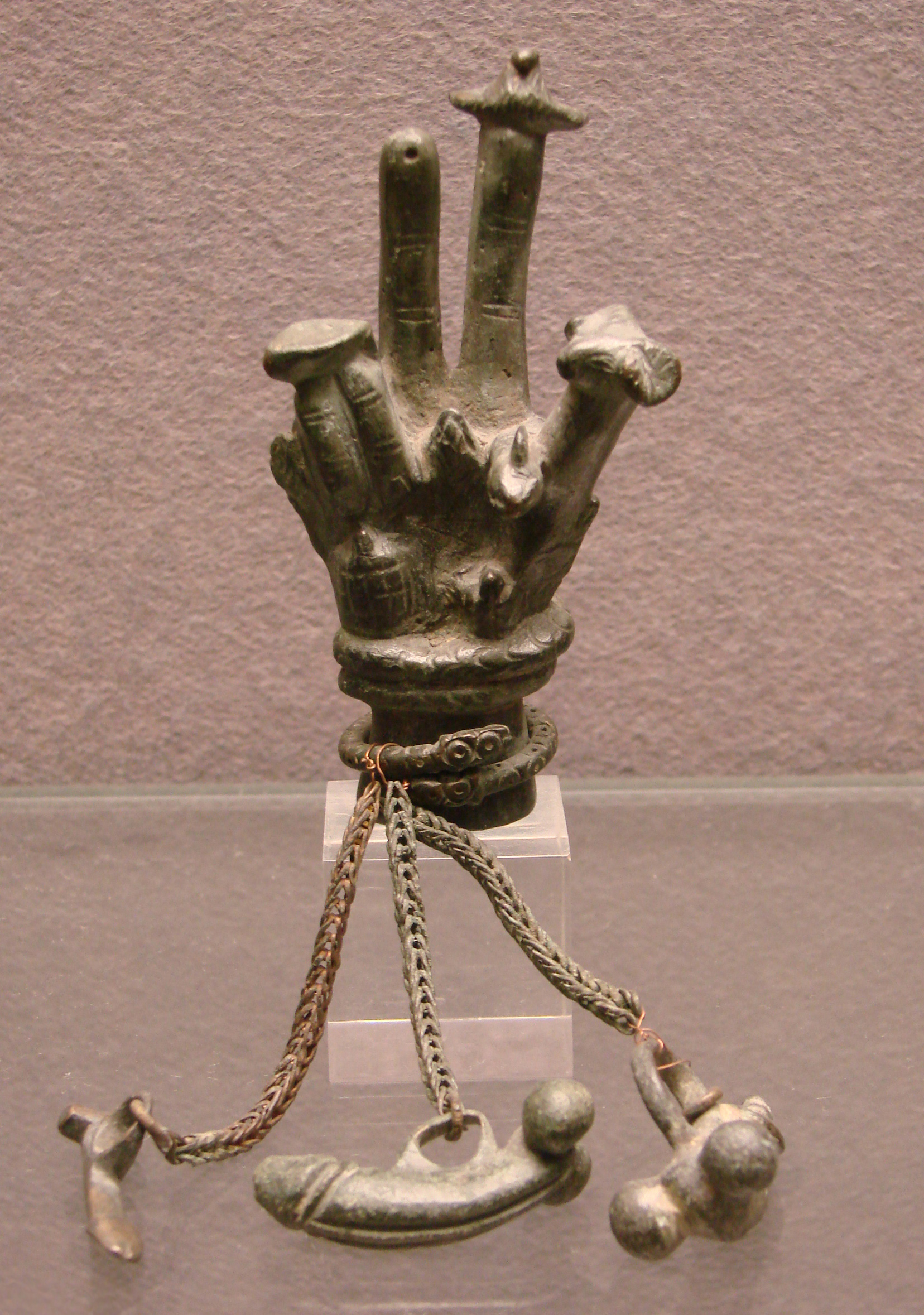
Main de bronze dédiée à Jupiter Sabazios (IIIe siècle), Amiens, musée de Picardie.

### Haut Empire: fondation de Samarobriva
Dans le courant du Ier siècle, les Romains fondèrent les premières villes, Samarobriva (Amiens) fut l'une d'entre elles. Elle était traversée par plusieurs voies romaines dont la plus importante la Via Agrippa de l'Océan reliait Lugdunum (Lyon) à Gesoriacum (Boulogne-sur-Mer).
Le territoire de l'actuelle ville d'Amiens et celui de l'actuel département de la Somme fut intégré par les Romains dans la province de la Gaule belgique dont la capitale fut Durocortorum (Reims), sous le règne d'Auguste.

### Bas Empire: Samarobriva devient Ambianorum
À partir du milieu du IIIe siècle, le nord de la Gaule subit des raids de marins saxons et francs. Des invasions de Francs et d'Alamans se produisirent en 275-276. Les élites municipales délaissèrent progressivement les villes et se réfugièrent dans leur villae à la campagne. Les villes réduisirent leur taille et s'entourèrent de remparts comme à Amiens. À la charnière des IIIe et IVe siècles les villes prirent le nom du peuple gaulois dont elles étaient le chef-lieu, ainsi Samarobriva devint Ambianorum. La ville fut réduite à une superficie de 20 ha, l'amphithéâtre fut transformé en forteresse.
Au IVe siècle, la ville renforça son rôle militaire. Ammien Marcellin la qualifia de « ville éminente entre toutes ». Amiens devint une ville de garnison. Un corps de catafractaires (cavalerie cuirassée) fut formé à Amiens au début du IVe siècle; le préfet d'un corps d'auxiliaires sarmates siégeait à Amiens. Des fabriques d'armes furent installées à l'est du forum.

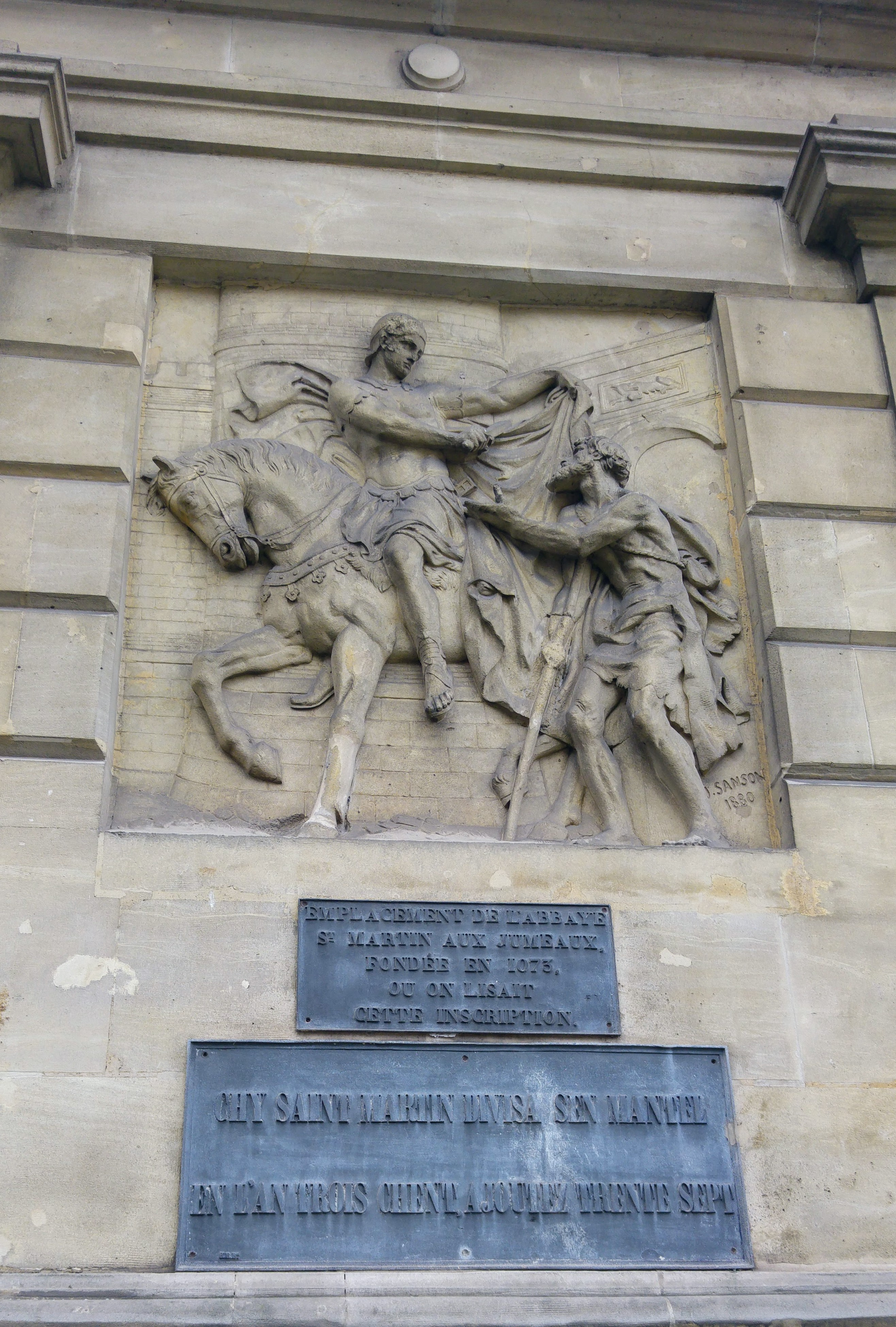
La Charité de saint Martin de J.-C. Sanson.

#### Début de la christianisation: la Charité de saint Martin
En mai 346, à Ambianorum (Amiens), un légionnaire romain, Martin, partagea, aux portes de la ville, son manteau avec un pauvre, puis se convertit au christianisme. Un bas-relief de Justin-Chrysostome Sanson, sur le mur nord du Palais de justice d'Amiens commémore cet événement.
La région fut évangélisée à cette période et la tradition chrétienne fait de Firmin d'Amiens, Fuscien, Victoric d'Amiens et Gentien de Sains-en-Amiénois (Somme) les premiers propagateurs de la foi nouvelle. Le premier évêque d'Amiens dont l'existence est historiquement attestée, en 346, fut Euloge.

#### Anarchie militaire duIVesiècleet déclin d'Ambianorum
En 350, un général romain d'origine barbare, Magnence, né à Amiens en 303, se souleva contre les fils de Constantin, Constant et Constance II. Proclamé Auguste par la troupe, il fut reconnu empereur par la plupart des provinces occidentales de l'empire. Il créa à Amiens un atelier monétaire. Battu militairement, Magnence mourut à Lyon en 353.
En 367, Valentinien Ier s'installa à Amiens et y fit acclamer Auguste, son fils Gratien.

#### Les invasions barbares: Amiens est dévastée
À partir du début du Ve siècle, l'histoire de la ville d'Amiens entre dans l'obscurité tant les sources écrites font défaut. Selon Saint Jérôme, Amiens fut mise à sac par des peuples germaniques ainsi que d'autres villes de la Gaule belgique (Reims, Arras, Thérouanne, Tournai) et leurs habitants emmenés en Germanie. Les Huns auraient eux aussi dévasté la ville d'Amiens.
Les Francs occupèrent la ville d'Amiens à partir de 435. La liste des évêques s'interrompit jusque vers 500 environ.

## Moyen Âge

### Haut Moyen Âge

#### Période mérovingienne: des temps obscurs pour Amiens
Au Ve siècle, l'histoire d'Amiens entre dans une période pour nous obscure, faute de sources écrites, mais, à partir du début du VIe siècle, une reconquête chrétienne et une remise en ordre de la région s'effectuèrent à partir d'Amiens.
La ville resta enserrée dans les remparts du bas-empire et garda une superficie de 20 ha ce qui en faisait la plus étendue des villes de la région devant Boulogne (10 ha), Beauvais (10 ha), Soissons (12 ha), Arras (8,5 ha)...
À l'époque mérovingienne, se développa le culte des martyrs. À la fin du VIe siècle, l'évêque Sauve d'Amiens aurait fait transférer d'Abladène (aujourd'hui quartier Saint-Acheul) le corps de Firmin d'Amiens dans la cathédrale intra muros. Au VIe siècle Grégoire de Tours signalait la présence à Amiens d'un débarcadère pour les bateaux sillonnant la Somme. Un atelier monétaire fonctionna durant les VIe et VIIe siècles.
Depuis le VIIe siècle, au moins, le roi franc était représenté à Amiens par un comte, fonctionnaire aux pouvoirs étendus : justice, perception des impôts et levée de troupes. Son autorité se trouvait limité par celle de l'évêque dont l'autorité morale était grande. La fondation de l'abbaye de Corbie, en 657, à qui le roi attribua la moitié nord du comté d'Amiens, soustraite à l'autorité du comte, réduisit considérablement sa puissance.

#### Période carolingienne: Amiens, entre Vikings et féodaux

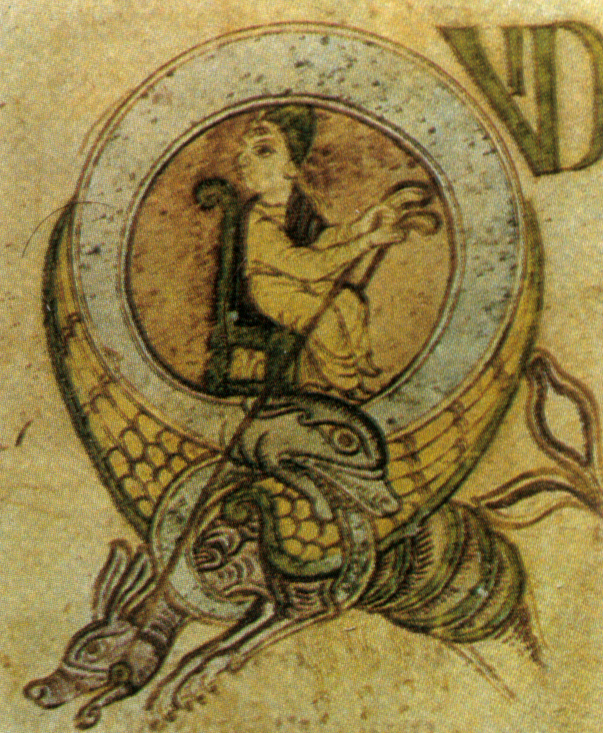
Bibliothèques d'Amiens Métropole, Enluminure du Psautier de Corbie - début du IXe siècle.

En 779, dans un diplôme de Charlemagne l'accordant aux moines de Saint-Germain-des-Prés, le tonlieu d'Amiens était cité parmi les plus importants du royaume franc.
En 818, l'empereur Louis le Débonnaire se rendant d'Angers à Aix-la-Chapelle traversa Amiens. En 823, il nommait missi dominici, Ragenaire (futur évêque d'Amiens) et le comte Bérenger pour qu'ils inspectassent les diocèses de Noyon, Amiens, Cambrai et Thérouanne.
La paix carolingienne fut à Amiens et ses environs d'assez courte durée. Après le Partage de Verdun de 843, Amiens et sa région firent partie du royaume de Francie occidentale. Sous le règne de Charles le Chauve, un atelier monétaire existait à Amiens où furent frappés des deniers portant le monogramme du roi et la mention abrégée AMBIANIS CIVITAS.
Au IXe siècle, les Vikings ravagèrent la ville d'Amiens et ses alentours en 859 et 881. En 883, les Vikings établirent leur camp à proximité de la ville pour y passer l'hiver et y restèrent jusqu'en octobre 884. En 891, ils s'établirent dans la ville même, pendant plusieurs mois, tenant en échec le roi Eudes. En 925, les Normands de Rouen envahirent à nouveau l'Amiénois et incendièrent Amiens.
Les Normands assagis, le pouvoir royal étant considérablement affaibli, ce sont les féodaux qui vinrent troubler la paix dans la région :
Après 925, la ville d'Amiens et son comté tombèrent aux mains d'Herbert II de Vermandois qui possédait déjà Saint-Quentin, Soissons et Reims.
En 932, pour affaiblir la puissance de ce grand seigneur, Hugues le Grand, comte de Paris et duc des Francs fit le siège d'Amiens. Puis Louis IV d'Outremer, parvint à entrer dans la ville et à en chasser Eudes, fils d'Herbert II de Vermandois.
En 949, les Amiénois livrèrent leur ville à Arnoul Ier de Flandre qui resta maître de la cité jusqu'à sa mort en 965. En 950, Hugues le Grand subit un second échec en assiégeant le Castillon, la forteresse du comte d'Amiens.

### Moyen Âge classique

#### La féodalité: la puissance des comtes d'Amiens

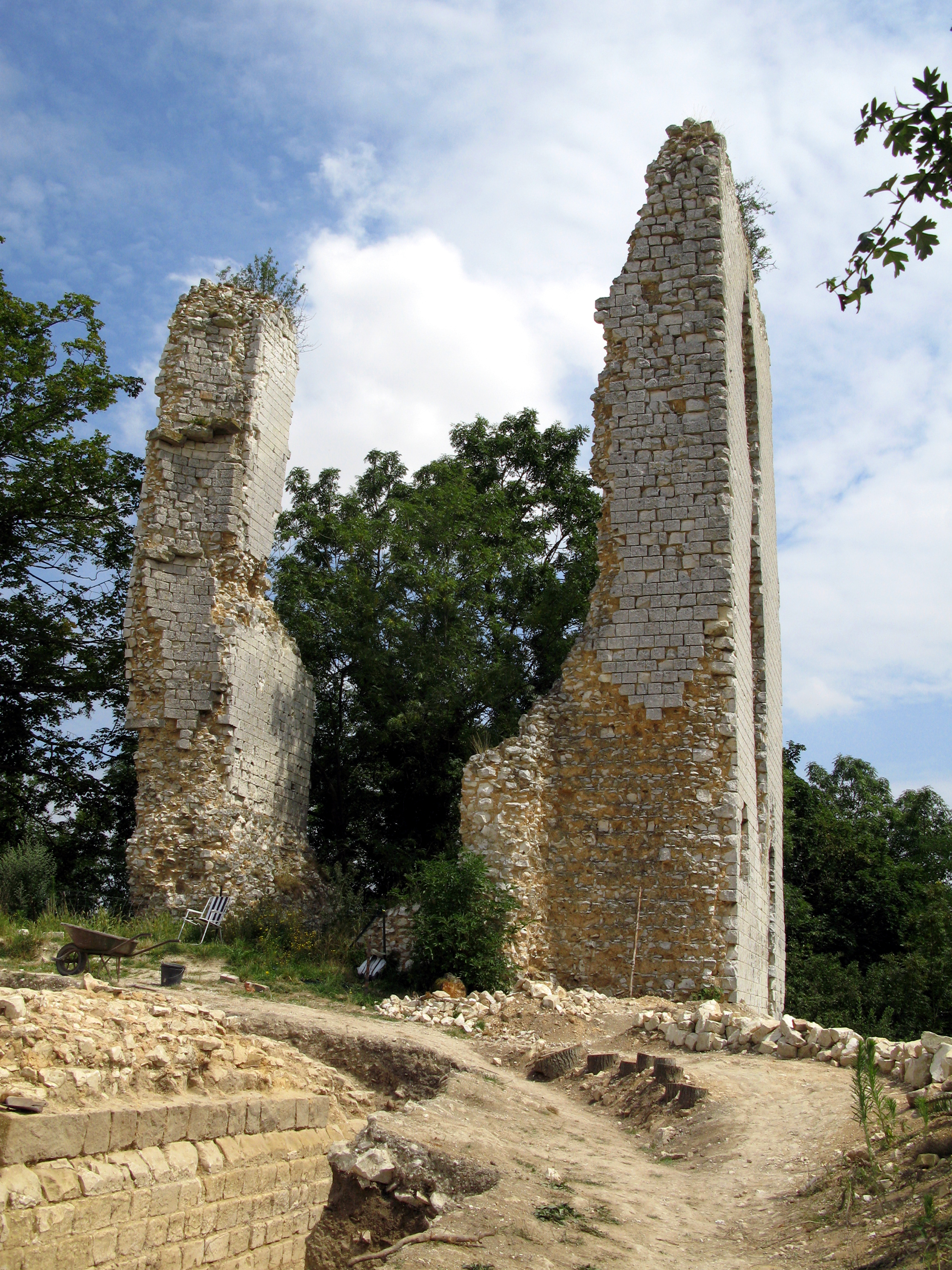
Motte castrale (Xe siècle) et ruines du château féodal des seigneurs de Boves, comtes d'Amiens

L'affaiblissement du pouvoir royal renforça le pouvoir politique local des comtes et des seigneurs, ce fut la naissance de la féodalité. Du IXe au XIe siècle, naquirent de puissantes familles nobiliaires comme celle d'Enguerrand Ier de Coucy (1042-1116), comte d'Amiens. La ville était partagée entre plusieurs autorités : L'évêque et ses vassaux théoriques, le vidame, le châtelain et le comte. Le comte qui possédait la forteresse du Castillon dominait la partie occidentale de la ville.
L'évêque exerçait son autorité sur le quartier épiscopal situé à l'est de la cité. Outre la cathédrale, le cloître canonial, l'évêque possédait une tour dans l'angle nord-est de la cité et avait la charge de la garde des remparts et des portes. Il avait également dans sa dépendance, un groupe d'hommes, les « hommes de Saint-Firmin » exemptés de tonlieu contre une redevance de 4 deniers par an, cette clientèle s'élargit peu à peu à l'ensemble de la bourgeoisie. Il pouvait également compter sur le vidame qui était son bras armé. Ainsi l'évêque pouvait-il tenir tête au comte depuis le milieu du IXe siècle.
En 965, le roi Lothaire récupéra le comté d'Amiens et le remit à Gautier Ier de Vexin, comte de Valois et de Vexin. Cette famille garda le comté d'Amiens jusqu'en 1077 sans parvenir à constituer une principauté territoriale comme celle des comtes de Flandre ou de Champagne par exemple. Le pouvoir comtal, cependant, parvint à se redresser, preuve en est, l'élection entre 992 et 1077 de trois fils de comtes sur le siège épiscopal d'Amiens Foulques de Vexin, Foulques d'Amiens et Guy d'Amiens. Le plus remarquable seigneur de cette période fut Raoul IV de Vexin, comte de Vexin, de Valois et d'Amiens. Il posséda jusqu'à sept comtés, à la mort du roi Henri Ier, il épousa - bien qu'étant déjà marié - sa veuve, Anne de Kiev et devint le tuteur en fait du roi Philippe Ier encore enfant. Il fut redouté dans toute la France du nord mais sa principauté sans continuité territoriale ne lui survécut pas. Sa succession fut chaotique et le comté d'Amiens échut entre 1095 et 1104 à Enguerrand de Boves dont la lignée jusque-là était restée discrète.

#### La commune d'Amiens

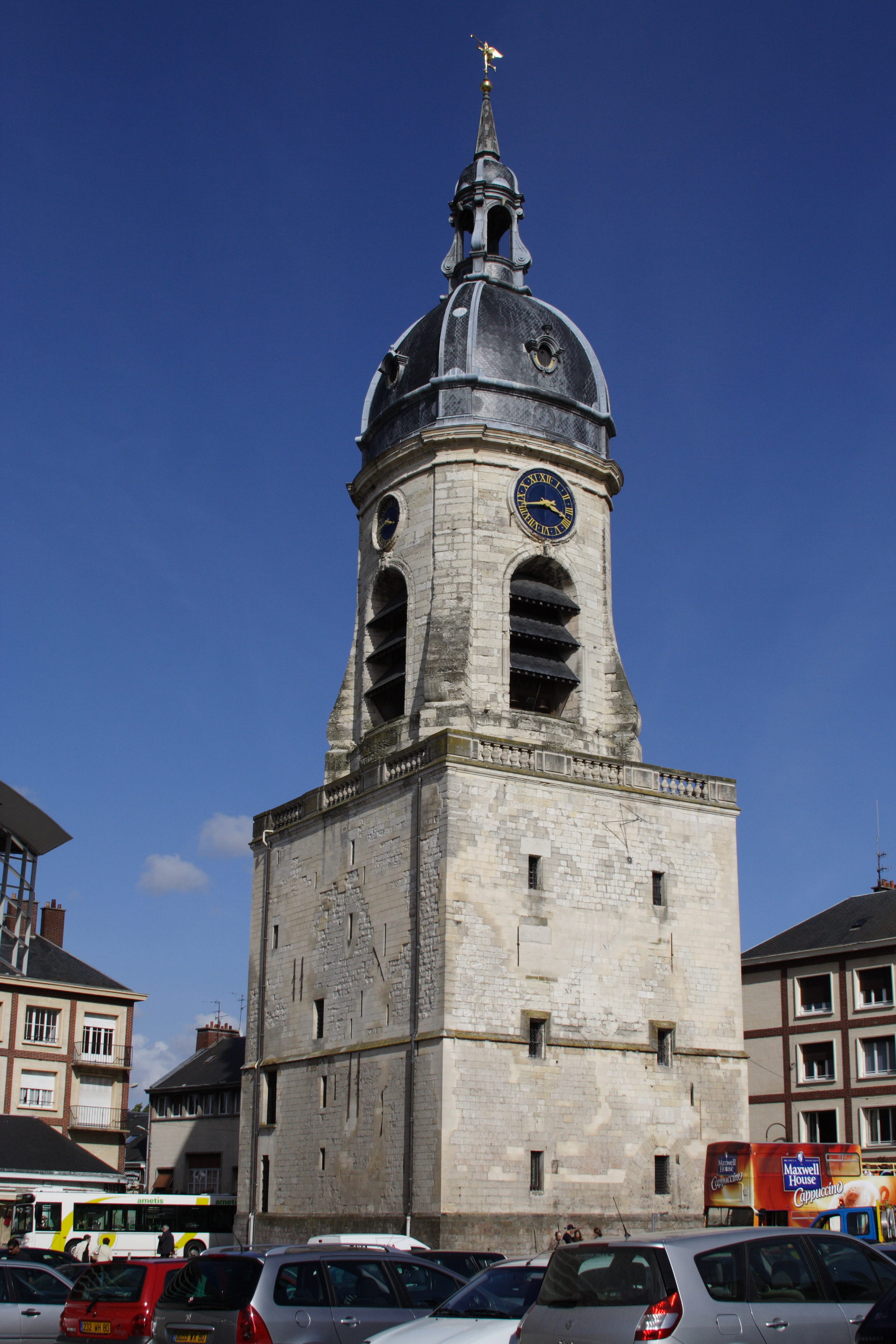
Le beffroi d'Amiens -.

La ville d'Amiens connut grâce à la paix retrouvée un essor dès le début du XIe siècle comme en témoigne la construction des églises Saint-Nicolas et Saint-Martin-aux-Jumeaux, près de la cathédrale, Saint-Rémi, Saint-Marin-au-Bourg et d'un nouveau quartier situés au nord de la ville entre les différents bras de la Somme, le quartier Saint-Leu où prospérèrent différentes activités industrielles : moulin à blé, moulin à guède, moulin à taillant (à fer) etc.
En 1077, l'évêque Gui de Ponthieu fit don de douze moulins aux chanoines de la cathédrale à charge pour eux d'entretenir les berges et les ponts. C'était le domaine des meuniers et des bateliers. Au XIIe siècle s'installèrent les métiers à tisser, le peuplement du quartier se densifia.
À partir de la fin du XIe siècle, l'essor urbain entraîna le mouvement communal par lequel les bourgeois des villes obtinrent, pacifiquement ou de manière conflictuelle, de leur seigneur, une charte de commune, avec le plus souvent, l'appui du roi de France :
Amiens bénéficia, vers 1095, d'une ébauche d'organisation municipale ; la commune fut jurée en 1113 avec l’accord de l’évêque, mais le comte d’Amiens, Enguerrand de Boves et son fils Thomas de Marle refusèrent de reconnaître la commune.
En 1115, le roi Louis VI le Gros vint en personne appuyer la rébellion des bourgeois soutenus par l'évêque Geoffroy, contre leurs seigneurs. Le dimanche des Rameaux 1115, il fit le siège du Castillon forteresse de laquelle Thomas de Marle et Enguerrand de Boves menaient des exactions contre les Amiénois. Louis VI reçut une flèche qui traversa son haubert, blessé, il partit sans vaincre les assiégés qui ne se rendirent que deux ans plus tard.
En 1185, après la mort de la comtesse d'Amiens, Elisabeth de Vermandois, son époux Philippe d'Alsace, comte de Flandre renonça au comté d'Amiens au profit du roi Philippe Auguste, par le Traité de Boves. Le roi accorda, la même année, une nouvelle charte à la commune d'Amiens redéfinissant ses droits. L'échevinage obtenait son autonomie en matière judiciaire excepté en cas d'assassinat et de rapt qui relevaient de la justice royale. En 1190, Philippe Auguste garantit à la commune d'Amiens son union perpétuelle à la couronne.
La commune était dirigée par un échevinage avec à sa tête un maire ou mayeur, élus annuellement par les bourgeois. La commune décida la construction d'un beffroi. Au XIIIe siècle, l'échevinage se composait de 24 membres choisit parmi les 24 bannières (organisations de métiers) ayant chacune à leur tête deux mayeurs.

#### Amiens, lieu de résolution de conflits féodaux

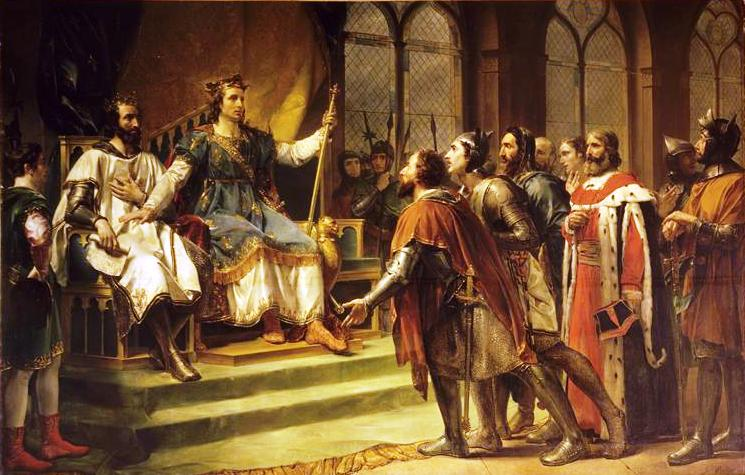
Saint Louis médiateur entre le roi d'Angleterre et ses barons, Georges Rouget, 1820 - Musée de l'Histoire de France (Versailles).

C'est au XIIe siècle que la puissance féodale entama son déclin. Le pouvoir royal s’appuyant sur le mouvement communal s'efforça de l'affaiblir. Ainsi, en retour, le roi Philippe Auguste reçut-il le soutien de la milice communale d'Amiens lors de la Bataille de Bouvines, le 27 juillet 1214 comme le rapporte Guillaume Le Breton.
Le roi Henri III d'Angleterre avait dû octroyer à ses barons révoltés autour de Simon V de Montfort, les Provisions d'Oxford en 1258 et les Provisions de Westminster en 1259 qui furent cassées par le pape en 1261. Le conflit avec les barons reprit. Pour le résoudre, le roi d'Angleterre fit appel à saint Louis, roi de France. Celui-ci prononça, le 23 janvier 1264, dans la cathédrale Notre-Dame d'Amiens encore en construction, un arbitrage en faveur du roi d'Angleterre connu dans l'histoire sous le nom de Dit d'Amiens.
Quelques années plus tard, le Traité d'Amiens de 1279 mit fin au conflit entre Capétiens et Plantagenêt. Ce traité entre le roi de France Philippe III le Hardi et le roi d'Angleterre Édouard Ier régla le différend qui les opposait à propos de la possession de l'Agenais et de la Saintonge.

#### La présence de l’Église catholique à Amiens
Au début des années 1020, Amiens participa au mouvement patronné par l’Église appelé la Paix de Dieu. Un pacte fut signé avec Corbie pour éviter à l'avenir tout affrontement en cas de litige. Il fut convenu qu'une fois l'an, le jour de la saint Firmin, les litiges seraient évoqués devant le comte et l'évêque. Cette assemblée se tenait dans la plaine de Daours au bosquet de l'Indict. Les deux populations se rendaient en procession derrière des reliques, après les prêches, les autorités religieuses réglaient seules les conflits. Une monnaie épiscopale fut frappée.

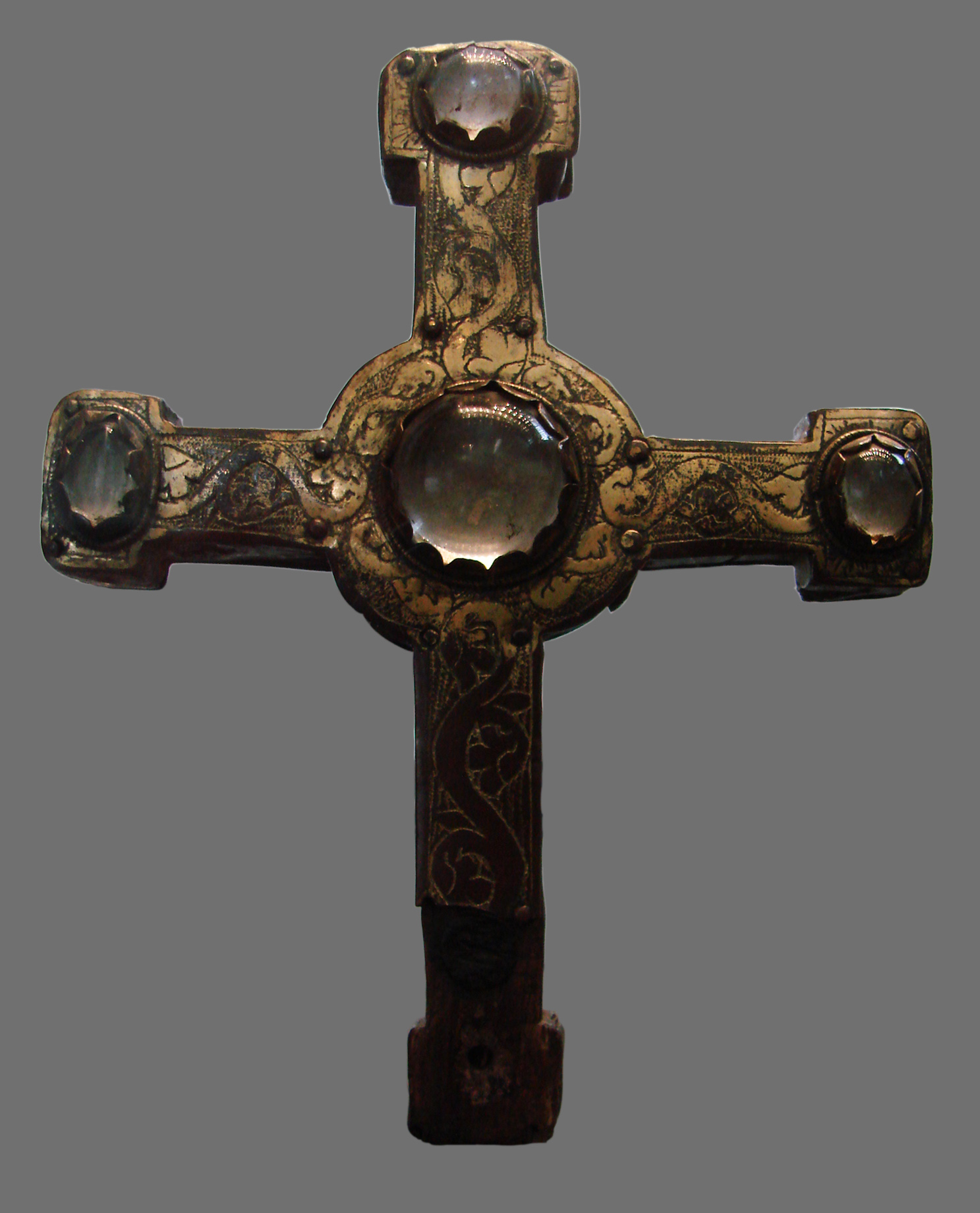
Croix reliquaire (première moitié du XIIIe siècle), Amiens, Musée de Picardie.

Au début du XIIIe siècle, la ville d'Amiens comptait douze paroisses : Saint Germain l'Ecossais, Saint Firmin le Confesseur, Saint Martin-aux-Waides, Saint Rémy, les plus anciennes, Saint-Firmin en Castillon, Saint-Firmin à la Porte, Saint Michel, dans l'enceinte primitive, Saint Leu et Saint Sulpice, dans les nouveaux quartiers du nord, Saint Maurice, Saint Pierre, Saint Jacques dans les faubourgs.
La présence monastique fut plutôt mince à Amiens au Moyen Âge. Un seul prieuré dépendant de l'abbaye de Marmoutiers en Touraine, était situé à Saint-Denis-des-Prés (actuel square Saint-Denis), hors les murs. L'ordre canonial par contre était très nombreux. Les chanoines séculiers d'abord : le chapitre cathédral était le plus nombreux avec cinquante prébendes auxquelles s'ajoutaient les huit de la collégiale Saint-Nicolas, les six de la collégiale Saint-Firmin-le-Confesseur. Les chanoines réguliers ensuite, à la vie plus austère : abbaye Saint-Martin-aux-Jumeaux, abbaye de Saint-Acheul, Abbaye Saint-Jean-des-Prémontrés d'Amiens. Au XIIIe siècle, les ordres mendiants arrivèrent dans la cité, les cordeliers ou franciscains en 1233, les jacobins ou dominicains en 1245, les augustins, enfin un béguinage fondé dans les années 1260, accueillait les femmes seules laïques voulant vivre religieusement.
Une école épiscopale assurait la formation intellectuelle du clergé du diocèse. Les plus doués poursuivaient des études à Paris dans des collèges comme celui des Cholets ou celui du cardinal Lemoine. Pour les laïcs, un enseignement en langue vulgaire était assuré par les petites écoles paroissiales qui enseignaient aux enfants de la bourgeoisie, la lecture, l'écriture et le calcul.

#### Amiens, ville drapante auxXIIeetXIIIesiècles
La croissance de la ville fut marquée par l'essor de l'industrie textile, Amiens fut l'une des principales « villes drapantes » du nord de la France. Des sources italiennes font mention, en 1182, de tissus « Miensa » ou « Mensa » c'est-à-dire d'Amiens. L'importation de laines anglaises depuis la première moitié du XIIe siècle, favorisée par l'axe fluvial est-ouest que constitue la Somme et ses affluents ainsi que la route reliant Arras à Paris en passant par Amiens favorisèrent le développement et l'enrichissement de la ville. Bien qu'appartenant à la grande draperie, la production amiénoise se composait de draps de qualité courante et non de draperie légère qui se développa à la fin du XIIIe siècle.
Les marchands drapiers d'Amiens faisait partie de La hanse des dix-sept villes, qui était en fait avant 1230, une ghilde de marchands drapiers de villes des Pays-Bas et de la France du Nord (dont le nombre dépassa, largement, dix-sept), fréquentant les foires de Champagne. Cette association avait pour but de favoriser l'écoulement de la production textile; elle disparut avec le déclin des foires de Champagne.

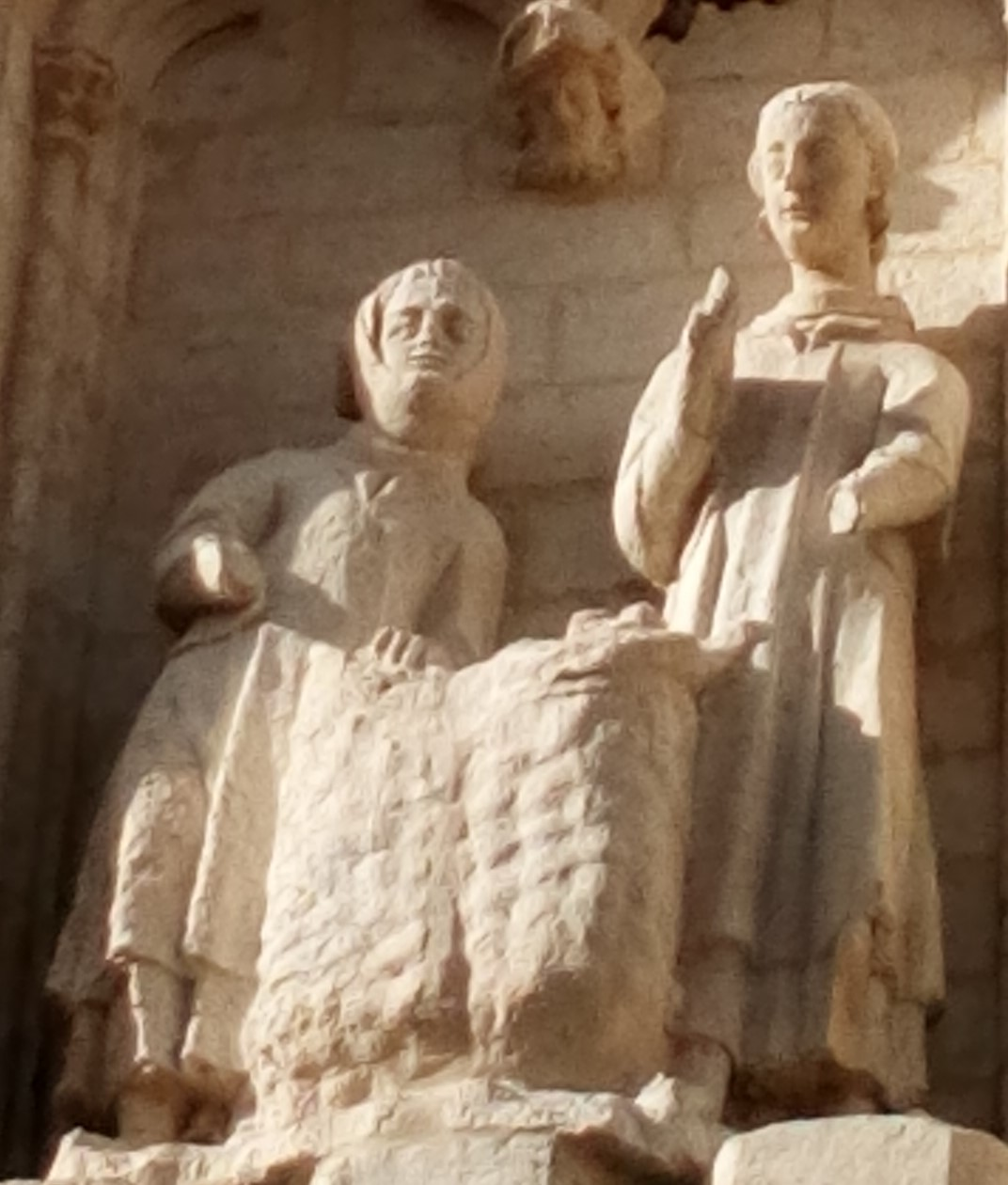
Amiens, cathédrale, façade sud, groupe sculpté Les marchands de waide.

Chacune de ces villes possédait, dans les villes de foire comme Troyes, une halle aux draps en propre où les marchands pouvaient vendre leur production. À la fin du XIIIe siècle, c'est à la foire du Lendit que se rendaient les marchands amiénois puis, au début du XIVe siècle, ils louèrent au cœur des halles de Paris, un bâtiment pour faire leur commerce.

#### Le commerce de lawaide
L'industrie drapière connut une véritable prospérité grâce à la teinture des draps de laine obtenue à partir d'une plante, la guède ou pastel appelé waide en picard, qui permettait d'obtenir la couleur bleue. Cultivée massivement dans les campagnes picardes à l'est d'Amiens, la ville devint le centre principal du commerce des tourteaux de waide que les marchands waidiers amiénois allaient acheter dans les villages pour les revendre en Flandre, en Europe du Nord et en Angleterre où ils pouvaient entreposer les tourteaux de waides à Londres et dans d'autres ports anglais jusqu'en 1295, date à laquelle le roi Edouard Ier, fit arrêter les marchands français sur le sol anglais et saisir leurs avoirs. Sur 77 marchands waidiers frappés par cette mesure, 55 étaient amiénois. Jusqu'à la fin du XIIIe siècle, le commerce de la waide fut la base du négoce amiénois entre les mains d'une douzaine de gros marchands de multiples petits vendeurs. À la fin du XIVe siècle et au début du XVe siècle, Amiens exportait en moyenne 1 000 tonneaux de waide soit 17 par vendeurs par an.

#### La cathédrale d'Amiens ou l'apogée de l'art gothique

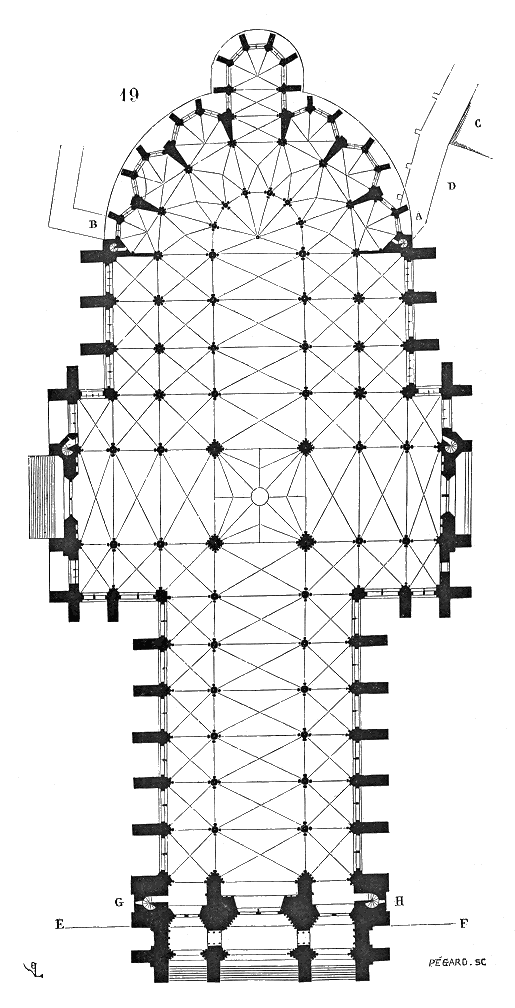
Plan initial de la cathédrale réalisé par Eugène Viollet-le-Duc

L'art gothique est né pour une large part en Picardie. L'essor économique et la paix intérieure permirent l'éclosion et la diffusion de cette architecture nouvelle.
La construction de la cathédrale d'Amiens fut l'événement artistique majeur du XIIIe siècle. L'évêque Evrard de Fouilloy décida de la reconstruction de la cathédrale incendiée en 1218. La direction des travaux fut confiée à Robert de Luzarches, formé à Paris. Thomas de Cormont poursuivit son œuvre et après lui son fils Renaud de Cormont.
Pour réaliser cette grandiose église, le quartier épiscopal fut remodelé : le rempart fut repoussé plus à l'est, l'Hôtel-Dieu fut démoli et reconstruit sur la chaussée aux bleds (actuelle rue Saint-Leu), l'église Saint Firmin le confesseur fut démolie et reconstruite un peu plus au nord.
Contrairement à l'usage, on commença la construction par la nef qui fut achevée ainsi que les parties basses de la façade occidentale en 1245. En 1269, les voûtes du chœur étaient achevées. Le labyrinthe de la nef, posé en 1288, marque l'achèvement de la construction.
Ce fut le chapitre cathédral qui assura l'essentiel du financement. La cathédrale d'Amiens brille également par son décor sculpté datant des années 1225-1240, ses auteurs furent formés sur les chantiers parisiens. Le chef-d’œuvre de ce décor est, sans nul doute, le Beau Dieu, empreint de classicisme et d'idéalisme. Au XIVe siècle furent ajoutées des chapelles latérales sur les côtés de la nef et les tours de la façade occidentale furent achevées.
La cathédrale d'Amiens constitue archétype du style gothique classique pour la nef, du gothique rayonnant pour le chevet et du gothique flamboyant pour la grande rose de la façade occidentale, la tour nord et les stalles.

### Bas Moyen Âge

#### Amiens et les débuts de la Guerre de Cent Ans

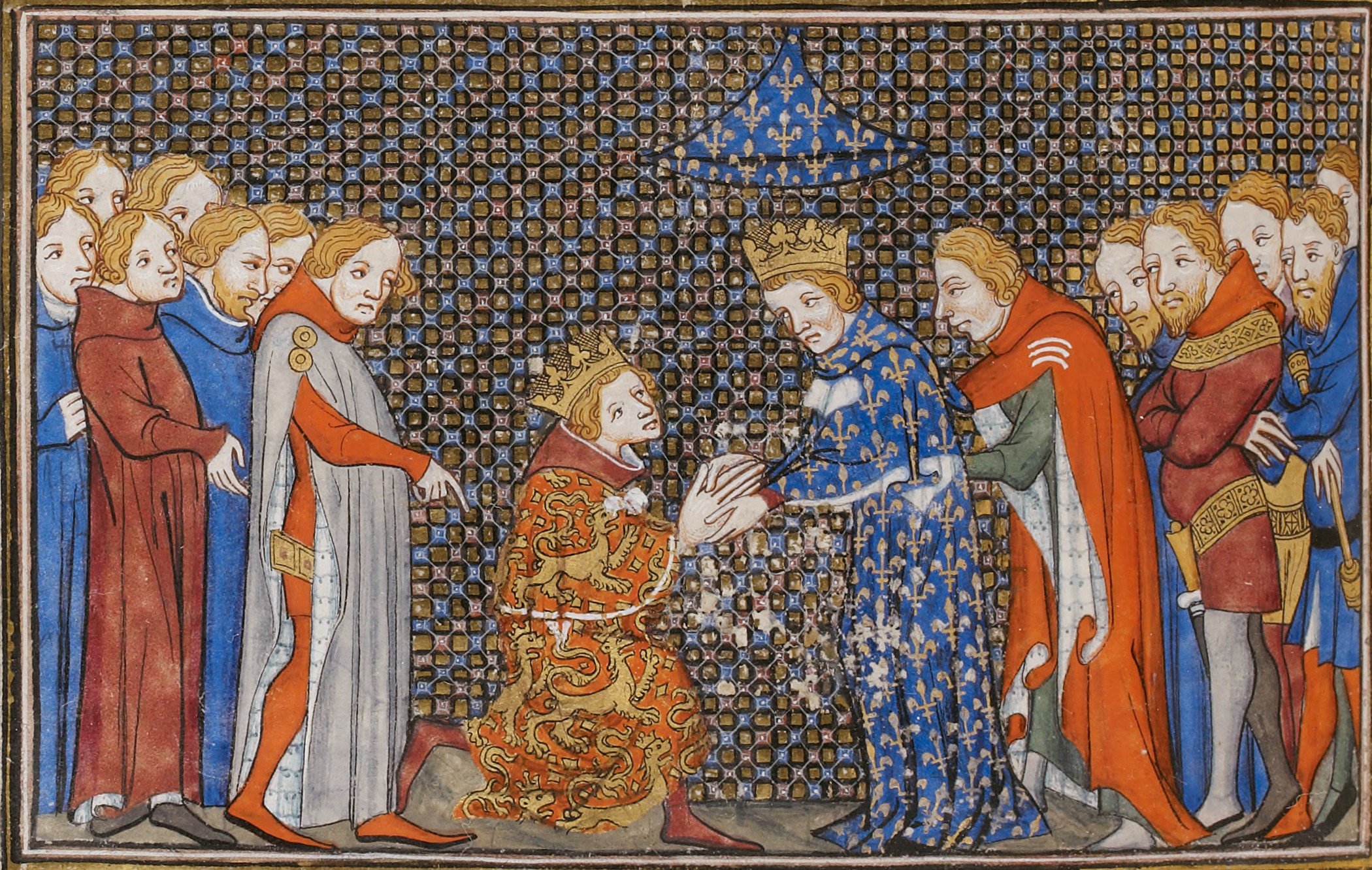
Bibliothèque nationale de France, Chroniques de Jean Froissart, enluminure : Hommage d’Édouard III d'Angleterre à Philippe VI de Valois pour la Guyenne en 1329

En 1329, dans la cathédrale d'Amiens, Édouard III d'Angleterre prêta l'hommage au roi de France pour ses possessions de Guyenne.
Cependant quelque temps après, le roi d'Angleterre disputa à son cousin, Philippe VI de Valois, le trône de France qu'il estimait lui revenir en tant que petit-fils de Philippe IV le Bel et neveu du roi Charles IV le Bel.
Une première campagne en 1339 le rendit maître du Ponthieu, terre qui lui avait été confisquée par Philippe VI de Valois en 1337. Mais en 1342, les Abbevillois se révoltèrent contre la lourdeur des impôts que les Anglais levaient sur eux et les chassèrent de la ville.
Le lendemain de la bataille de Crécy, le 27 août 1346, les milices communales d'Amiens, Beauvais et Rouen, ignorant l'issue des combats, furent taillées en pièce par l'armée anglaise qui les surprit à proximité du champ de bataille.
Une assemblée générale des habitants se réunit à Amiens et décision fut prise de construire un nouveau rempart pour protéger les faubourgs au sud de la ville. De 1346 à 1355, la commune aurait englouti dans la construction de ce rempart la somme - colossale pour l'époque - de 60 000 livres.

#### Les bourgeois d'Amiens prennent le parti du roi de Navarre
Charles le Mauvais, roi de Navarre, prétendait au trône de France, en vertu de sa filiation; sa mère, Jeanne II de Navarre était la fille du roi de France, Louis X le Hutin. Sur ordre du roi Jean le Bon, il fut arrêté et emprisonné au château d'Arleux, sous la garde du bailli d'Amiens, Tristan de Fiennes. La défaite de Poitiers et la captivité du roi donnèrent force aux opposants au pouvoir royal, dont Étienne Marcel, prévôt des marchands de Paris.

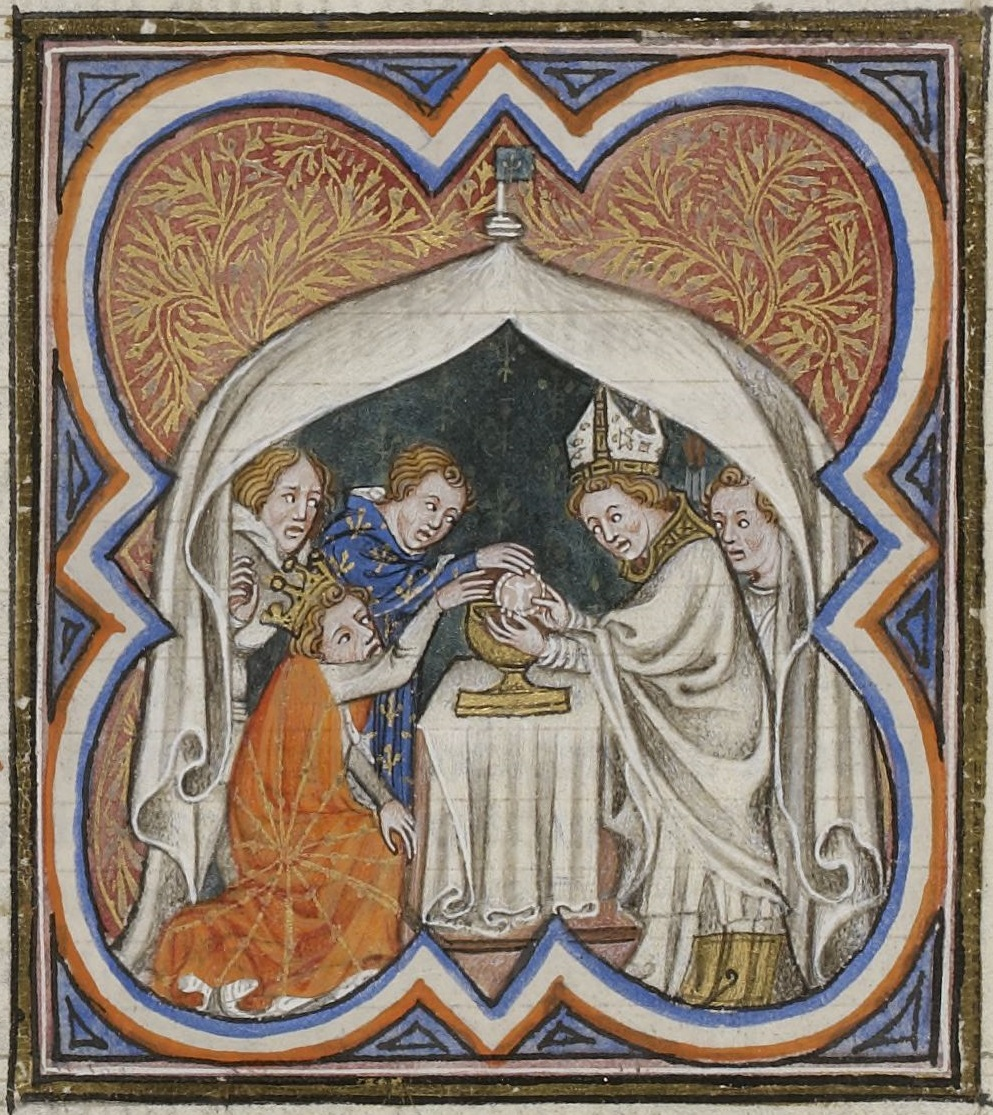
Réconciliation de Charles V et Charles de Navarre, Grandes Chroniques de France.

Jean de Picquigny se rendit alors à Arleux et délivra Charles le Mauvais qui arriva à Amiens le 9 novembre 1356, accueilli favorablement par le maïeur Firmin de Cocquerel et le capitaine de la ville, Jean de Saint-Fuscien. Les échevins d'Amiens décernèrent à Charles le Mauvais le titre de « bourgeois d'Amiens » - ce qui ne s'était jamais vu pour un prince de sang royal - il put ensuite regagner Paris. Cependant, le dauphin Charles, le futur roi Charles V, régent du royaume pendant la captivité de son père, se retrouva maître de Paris, après l'assassinat d’Étienne Marcel. Néanmoins, sa position restant fragile, il promit, dans la première quinzaine de septembre 1358, l'oubli du passé aux habitants d'Amiens. Pour rétablir sa position, Charles le Mauvais se devait d'agir.
Jean de Picquigny tenta de s'introduire dans la ville nuitamment le 16 septembre 1358, mais les partisans du dauphin les continrent. Cependant les faubourgs Saint-Jacques, Saint-Rémi, Saint-Michel ainsi que l'abbaye Saint-Jean furent pillés et incendiés par les insurgés. Le lendemain, le maïeur et le capitaine de la ville furent appréhendés, les échevins démis de leur fonction. Le 17 septembre 1358, dix-sept personnes, maïeur, échevins, capitaine et bourgeois furent décapités sur la place du Grand Marché selon Froissart. D'autres bourgeois furent bannis, eurent leurs biens confisqués ou s'enfuirent.
Par le traité de Pontoise de 1359, le dauphin se réconciliait avec Charles le Mauvais, les familles des bourgeois suppliciés d'Amiens obtinrent des lettres de rémission et rentrèrent en possession de leurs biens.

#### Les états généraux d'Amiens
Par le traité de Brétigny, Édouard III d'Angleterre rendit la liberté à Jean II le Bon. En échange des otages furent envoyés à Londres, parmi eux se trouvaient des bourgeois d'Amiens : Pierre de Coquerel de la bannière des waidiers et Jean Dippre de la bannière des taverniers. Restait à payer les 2 400 000 écus d'or de la rançon. Le roi repartit pour Londres, le 3 janvier 1364, pour renégocier le traité de Brétigny sa rançon n'étant toujours pas payée. Avant de partir, il réunit les états à Amiens fin décembre 1363 pour leur faire part de sa décision. Les états d'Amiens confirmèrent les taxes établies et votèrent la levée du fouage, contribution directe et personnelle afin que le Dauphin puisse enrôler 6 000 hommes pour lutter contre les Grandes Compagnies et Charles le Mauvais.

#### Amiens et la fin de la guerre de Cent Ans
À la mort de Charles V, son fils Charles VI, âgé de 12 ans lui succéda. La régence fut exercée par ses oncles : Jean de Berry et Philippe le Hardi.
Le 17 juillet 1385, le roi Charles VI épousait, dans la cathédrale d'Amiens, Isabeau de Bavière, fille d'Étienne de Wittelsbach, duc de Bavière.

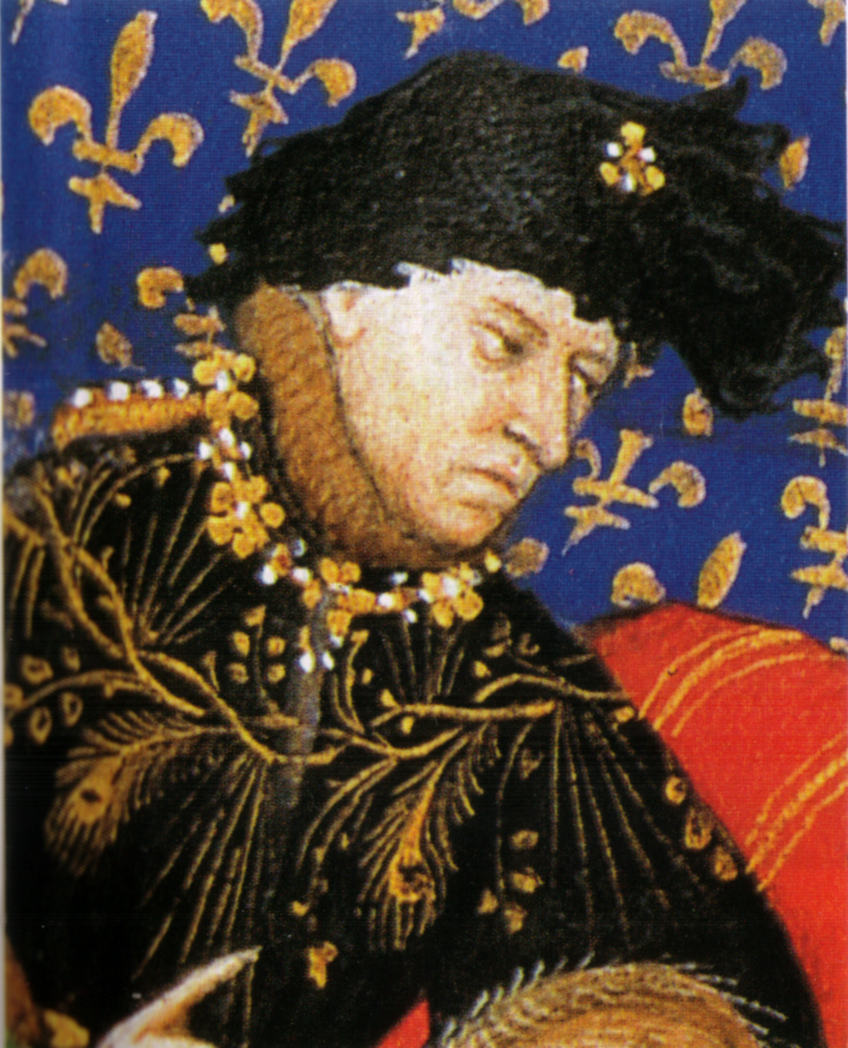
Charles VI. Détail d'une miniature des Dialogues de Pierre Salmon, vers 1411-1413, Bibliothèque de Genève.
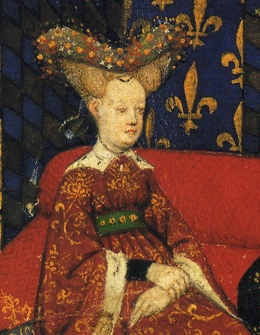
Isabeau de Bavière, miniature du Maître de la Cité des dames, vers 1413.
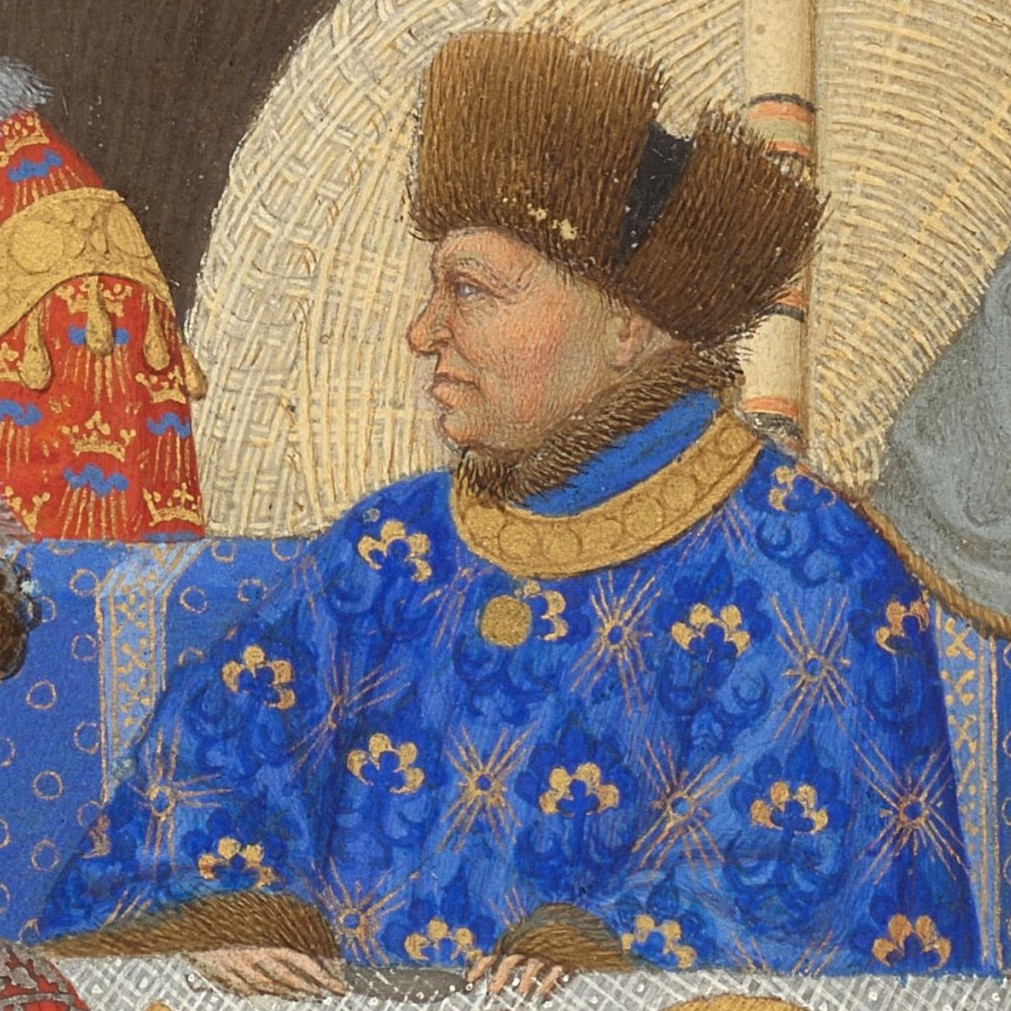
Jean de Berry, oncle de Charles VI, détail d'une miniature des Très Riches Heures du duc de Berry.
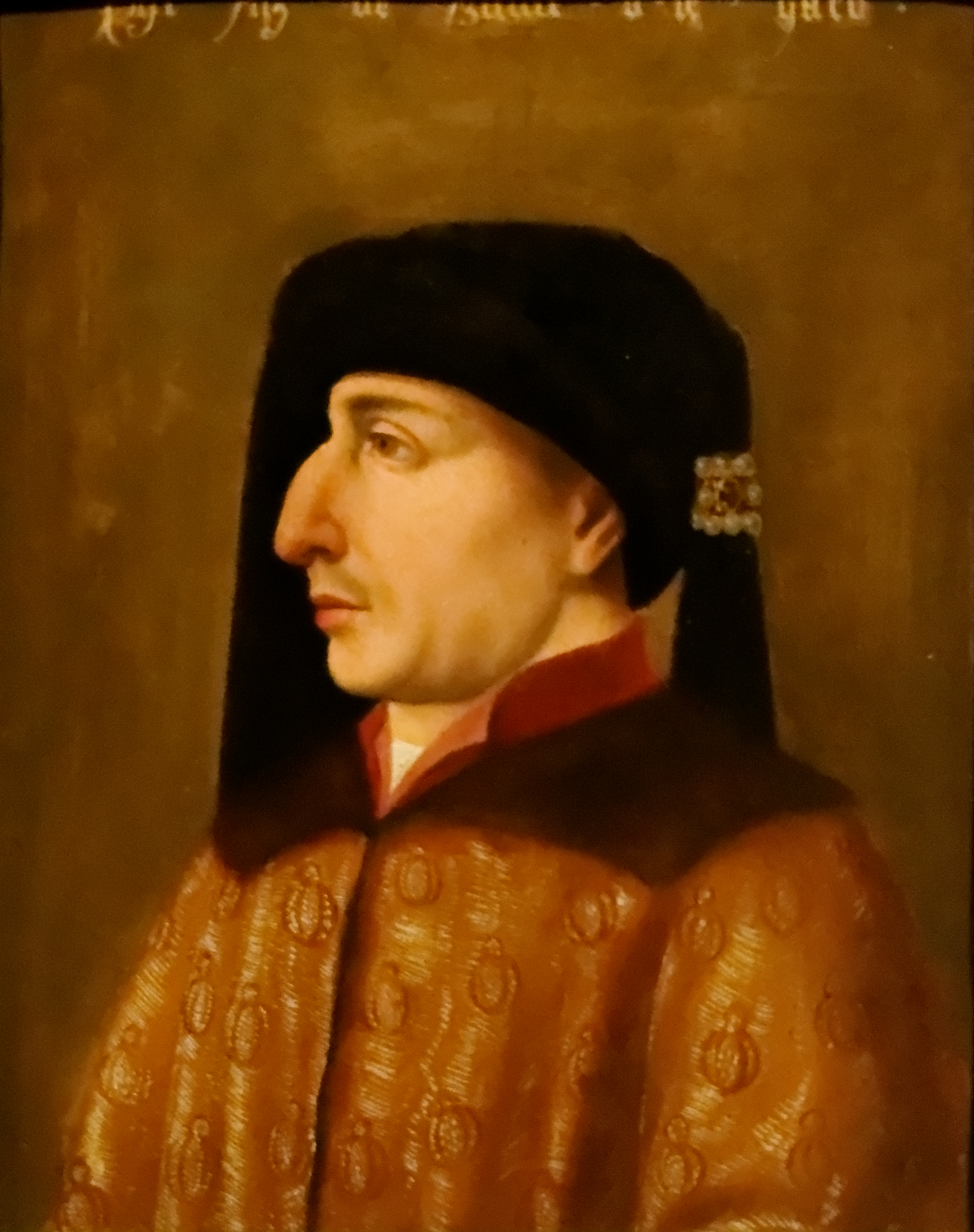
Philippe le Hardi, duc de Bourgogne, oncle de Charles VI. Portrait, Hofburg, Vienne.

##### Amiens dans la guerre civile
La guerre civile entre Armagnacs et Bourguignons pendant la folie du roi Charles VI eut des répercussions en Picardie et à Amiens. Les partisans du duc de Bourgogne Philippe le Hardi, oncle de Charles VI et régent du royaume de 1380 à 1388 puis de son fils Jean sans Peur s'opposèrent à Louis d'Orléans, frère du roi qu'ils firent assassiner le 14 novembre 1407 à Paris. Cet assassinat déclencha les hostilités entre les deux partis. Le fils du duc assassiné, Charles d'Orléans avait épousé Bonne d'Armagnac fille du connétable Bernard VII d'Armagnac.
Par le traité de Troyes du 21 mai 1420, le successeur désigné du roi Charles VI de France était son gendre le roi Henri V d'Angleterre et la couronne de France devait être transmise à ses descendants. Or Henri V mourut quelque temps après Charles VI en 1422. Le duc de Bedford, régent d'Angleterre et de France, fit venir à Amiens, Jean V de Bretagne et le duc Philippe III de Bourgogne qui y signèrent, le 17 avril 1423, un traité de triple alliance entre les trois princes pour lutter contre Charles VII réfugié à Bourges.
La querelle entre Armagnacs et Bourguignons s'apaisa avec la signature du traité d'Arras de 1435 qui donnait les villes de la Somme, dont Amiens, au duc de Bourgogne.

##### Fin duXIVe- milieu duXVesiècles: Amiens, une ville en déclin
Le renforcement des remparts avait sérieusement grevé les finances de la ville. Le règne de Charles V avait été marqué par une aggravation de la pression fiscale. En 1380, les maïeurs de bannières (chefs élus des métiers), dénonçant la mauvaise gestion des échevins, en appelèrent à la justice royale. L'enquête révéla un endettement de la ville s'élevant à 24 000 livres parisis, équivalent à deux voire trois fois le budget annuel de la cité. La grande bourgeoisie et les maîtres artisans s'opposèrent pour la première fois. Les échevins appartenant à la grande bourgeoisie préconisèrent la perception d'aides (taxes) sur le vin et la waide les deux piliers du commerce amiénois, les artisans préféraient la levée d'une taille qui frapperait les personnes en fonction de leur fortune. Le Parlement de Paris trancha, le 4 janvier 1382, en faveur de la perception des aides. L'agitation sociale se poursuivit à Amiens et dans d'autres villes de Picardie et de Flandre. Mais la victoire de Roosebeke remportée sur les révoltés flamands, renforça la position de Charles VI qui fit rétablir l'ordre. En 1383, condamnations à mort, bannissement et amendes s'abattirent sur les Amiénois révoltés, les mairies de bannières furent supprimées, l'oligarchie avait triomphé. Seuls les métiers les plus prospères gardèrent un rôle politique, les métiers plus modestes ne jouèrent plus aucun rôle dans les prises de décisions politiques de la cité.
Pendant cette période, l'économie amiénoise connut de sérieuses difficultés. De 1380 à 1429, la ville exportait en moyenne 1 100 tonneaux de guède par an. À partir de 1429, les exportations tombèrent à 200 tonneaux. La guerre ne fut pas seule responsable de cette catastrophe. La montée de la concurrence a été déterminante. Le Brabant et la Rhénanie produisaient de la guède et profitèrent de l'interruption du trafic liée à la guerre pour établir leur position. Mais c'est la production du pastel toulousain au pouvoir colorant plus élevé qui attira les marchands anglais ruinant la production picarde.
Les effets de la dépression économique conjugués aux dégâts provoqués par les Navarrais et à la mortalité accrue liée à la Grande Peste (qui fut à son paroxysme en 1349), provoquèrent une diminution de la population d'Amiens pendant cette période. Le nombre d'habitants se maintint à un peu plus de 10 000, au début du XVe siècle.
Le 26 janvier 1445, fut créé sous l'impulsion de Colette de Corbie et de Philippe de Saveuse, gouverneur d'Amiens, le couvent des Clarisses d'Amiens. Ce couvent désigné par les Amiénois sous le nom « les Saintes Claires » resta en activité excepté la période révolutionnaire, jusque 1978. C'était le plus ancien établissement monastique d'Amiens encore en fonction.

#### Amiens entre France et Bourgogne

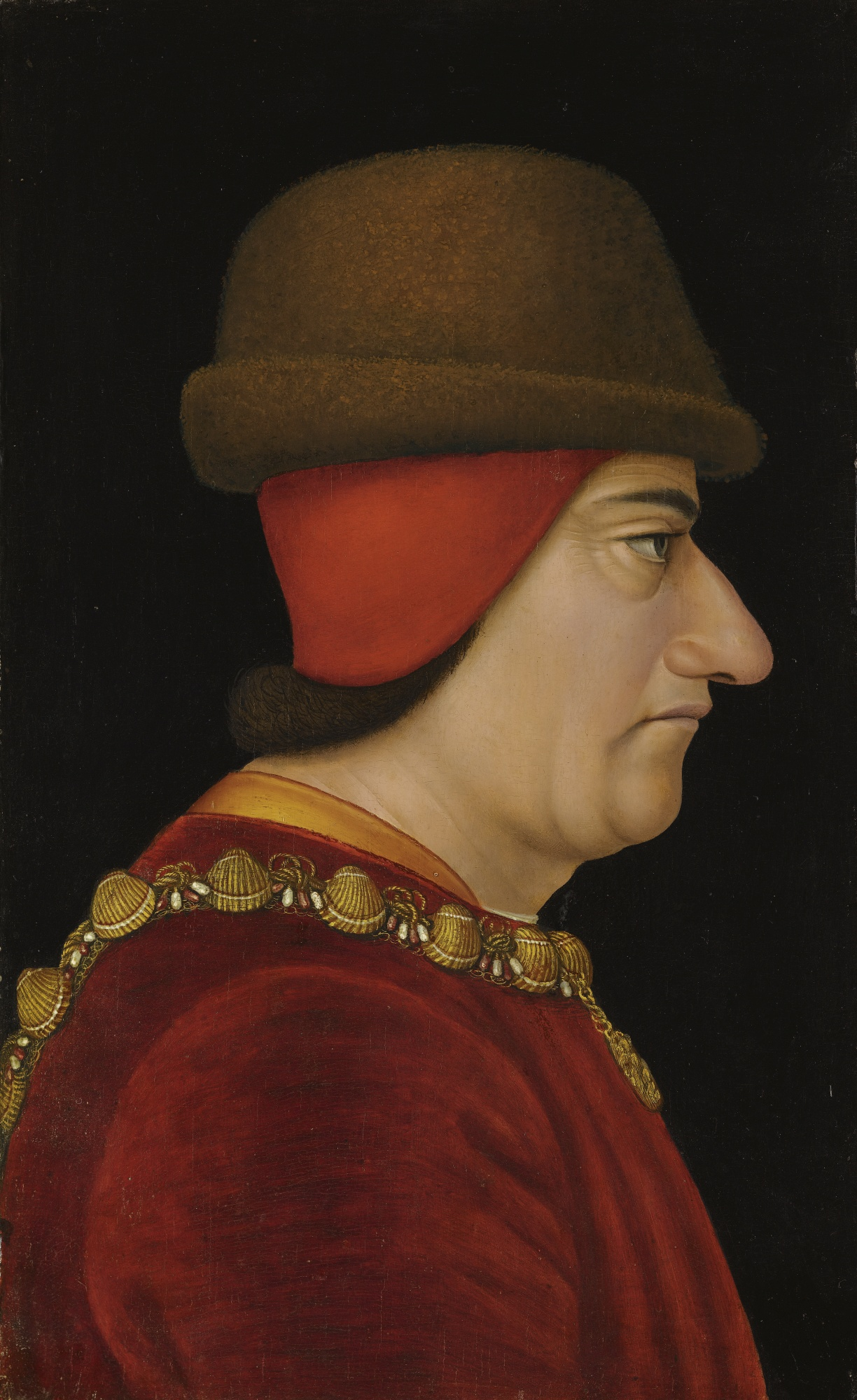
Louis XI, anonyme, XVe siècle, Brooklyn Museum, New York.

Les villes de la Somme furent rachetées par Louis XI, le 20 août 1463, à Philippe le Bon contre 400 000 écus, afin de protéger la frontière nord du royaume par une série de places fortes. Il s'agissait des villes de : Saint-Quentin, Corbie, Amiens, Doullens, Abbeville, Montreuil-sur-Mer, Rue, Saint-Valery, Le Crotoy, Saint-Riquier, Crèvecœur-en-Cambrésis et Mortagne-du-Nord ainsi que des châtellenies de Roye, Péronne et Montdidier.
La ligue du Bien public réunit en 1465, les opposants à Louis XI sous la houlette de Charles le Téméraire héritier de Bourgogne. Par le traité de Conflans du 5 octobre 1465, le duc de Bourgogne récupérait les villes de la Somme, notamment Amiens, Abbeville, Guînes et Saint-Quentin, mais aussi le comté de Boulogne.
En octobre 1468, craignant une résurrection de la ligue du Bien Public et le débarquement d'une armée anglaise pour la soutenir, Louis XI vint à Péronne, quartier général bourguignon pour y discuter d'un accord de paix. En échange Charles le Téméraire souhaitait obtenir une confirmation de la ligne de la Somme et une juridiction souveraine sur ses fiefs français.
Alors que les négociations étaient sur le point d'aboutir, Charles apprit, avec colère, que Liège s'était à nouveau révoltée à l'instigation du roi de France, pensa-t-il. Louis XI, captif et craignant pour sa vie, fut contraint d'accepter de signer le traité de Péronne qui
confirmait le traité d'Arras de 1435 et le traité de Conflans de 1465. La ligne de la Somme restait la frontière entre la France et les terres bourguignonnes, les villes de la Somme furent confirmées possessions du duc de Bourgogne qui, en outre, obtint le droit de nommer les échevins d'Amiens.
Cependant, en décembre 1470, le roi réunit à Tours, une assemblée de nobles et de prélats qui condamna Charles le Téméraire pour parjure et annula le traité de Péronne. À la suite de quoi, les troupes royales envahirent la Picardie et occupèrent Amiens en janvier 1471. Antoine de Chabannes, comte de Dammartin et Grand maître de France assura la défense de la ville qui fut aussitôt assiégée par le duc de Bourgogne mais les Amiénois résistèrent malgré la violence des bombardements de l'artillerie bourguignonne. Après la négociation d'une trêve de trois mois, Charles le Téméraire leva le siège le 10 avril 1471. Au Traité du Crotoy (3 octobre 1471), la ville d'Amiens fut promise au duc de Bourgogne, mais le traité ne fut jamais appliqué.
La mort de Charles le Téméraire en 1477 mit fin à la rivalité franco-bourguignonne, Louis XI récupérant le duché de Bourgogne et les villes de la Somme. La Picardie se trouva définitivement rattachée au royaume de France. Cette rivalité se ranima au XVIe siècle avec les descendants de Marie de Bourgogne, fille du Téméraire et de Maximilien de Habsbourg, les Habsbourg d'Autriche et d'Espagne.

#### Le renouveau économique d'Amiens à la fin duXVesiècle
En 1476, Louis XI ordonna la destruction du rempart datant du XIIe siècle et le renforcement du rempart du XIVe siècle situé plus au sud. De ce fait, l'espace urbain se trouva modifié, le centre de gravité de la ville bascula vers le sud, le rempart détruit laissant place à l'actuelle rue des Trois Cailloux, aujourd'hui principale artère du centre-ville. Un marché au blé fut construit dans ce nouveau quartier et Amiens devint le principal marché au blé de Picardie.
Depuis le dernier tiers du XIVe siècle, la concurrence de la draperie anglaise provoqua une crise de l'industrie textile en Picardie. La reprise fut amorcée par l'implantation d'une nouvelle industrie textile, la sayetterie. Les sayetteurs chassés d'Arras, en 1480, sur ordre de Louis XI, s'installèrent à Amiens. Le roi Louis XI autorisa, par lettres patentes, la tenue à Amiens de deux foires annuelles, afin de dynamiser le commerce local et de freiner la fuite des devises du royaume, en raison de l'attractivité des foires d'Anvers et de Bruges.
La bourgeoisie commerçante étendit son emprise sur le monde rural par la possession de terres et son pouvoir politique par l'achat d'offices de justice ou de finances. Elle accéda ainsi aux plus hautes fonctions municipales et aux honneurs.

## Époque moderne
De la Renaissance aux décennies précédant la Révolution, Amiens fut à la fois le théâtre permanent de luttes de frontières, illustrées par l'édification de citadelles par Jean Errard et le cadre d'un essor de l'industrie textile favorisé grâce, entre autres, à la politique de Colbert, ministre de Louis XIV.
Au nombre des épisodes douloureux pour la population, il faut citer la grande disette de 1562 et de nouveau la peste en 1587 ainsi qu'en 1596.
Militairement, les Espagnols envahirent la Picardie à la fin du XVIe siècle, Amiens fut prise en 1597. L'année 1636 et celles qui suivirent fut catastrophiques pour l'ensemble de la province. La paix ne revint qu'en 1659 avec la signature du Traité des Pyrénées.

### Renaissance
La Renaissance, en Picardie, est synonyme de guerre civile et d'invasion étrangère.

#### La diffusion du protestantisme à Amiens

Croix huguenote

Dans le courant du XVIe siècle, le protestantisme calviniste connut un certain succès à Amiens. Le premier prêche public eut lieu en 1533, il était le fait de Jean Morand, chanoine du chapitre cathédral qui fut chassé en 1534. Entre 1/7e et 1/8e de la population était protestante dans les années 1560. On rencontrait des protestants dans toutes les catégories sociales: des échevins, des artisans, embrassèrent la religion réformée et on trouva des sympathisants dans les ordres mendiants et parmi le haut clergé local. Cependant, les protestants furent plus nombreux parmi les sayeteurs et les houpiers de même que parmi les marchands du textile. La dépression économique des années 1540-1560 explique en partie les conversions de même que l'opposition séculaire entre l'échevinage et les sayeteurs.
Les persécutions contre les protestants d'Amiens débutèrent dès 1534. En 1540, 70 Amiénois furent arrêtés car suspectés de lire clandestinement la Bible. Trois d'entre eux furent exécutés. Cependant, le protestantisme n'était pas sans appui. Henri Ier de Bourbon-Condé, gouverneur de Picardie, Jean de Monchy-Sénarpont, lieutenant-général de Picardie, son lieutenant, le vidame d'Ailly de Picquigny étaient protestants. Ce dernier accueillait dans sa demeure amiénoise des assemblées protestantes. Une certaine Madame d'Heucourt de Saint-Deliz faisait de même dans une grange du faubourg de Hem. La politique de tolérance du chancelier Michel de l'Hôpital permit la tenue d'assemblées protestantes de plus en plus nombreuses dans la ville à partir de 1561, année où la majorité des échevins élus était protestante. Cependant, en 1553, arriva à Amiens, Nicolas Griveau, clerc de Paris qui fut élu doyen du chapitre cathédral, il fut l'artisan de la reconquête catholique de la ville.
Au printemps 1562, la première guerre de religion éclata. La majorité catholique d'Amiens réagit. Sous la conduite de l'évêque, des chanoines et des bourgeois restés catholiques, la réaction était en marche. Ils demandèrent et obtinrent du pouvoir royal la destitution des échevins sympathisants de la religion réformée. Perquisitions à domicile et expulsion de suspects se multiplièrent. Le 19 mars 1563, l'édit d'Amboise confirmait la liberté de conscience accordée précédemment mais restreignait l'exercice du culte protestant en dehors des villes. Un lieu de culte protestant fut construit au faubourg de Hem sur les terres de Madame de Saint-Delis. Des rixes opposèrent alors catholiques et protestants se rendant à leur lieu de culte. Au cours de la troisième guerre de religion, en 1568-1569, le temple du faubourg de Hem fut détruit.

#### Amiens, ville rebelle
La diffusion du protestantisme en France et à Amiens suscita une réaction de princes catholiques qui reçurent le soutien de l'Espagne. En 1568, le gouverneur de Péronne, Jacques d'Humières, refusant de remettre la ville aux protestants, fonda la Ligue avec l'appui de seigneurs picards qui lancèrent à Péronne, en juin 1576, un appel aux princes et prélats du royaume, afin de rétablir la religion catholique et « l’obéissance de Sa Majesté ». Le mouvement s’étendit à toute la Picardie ralliant les villes d'Abbeville, Amiens, Saint-Quentin, Beauvais, Corbie...
Le 31 mars 1585, la « Proclamation de Péronne » relança l'action de la Ligue dont le chef était Henri de Guise dit « Le Balafré ». Elle déclarait vouloir rétablir la religion unique (le catholicisme), soustraire le roi Henri III à l'emprise de ses favoris, et l'obliger à faire appel régulièrement aux États généraux.
Cependant, les interventions de plus en plus insistantes du pouvoir royal dans l'administration municipale : des officiers royaux siégeaient désormais à l'échevinage, la création d'offices, la pression fiscale de plus en plus élevée mécontentèrent l'oligarchie marchande. Le 20 mai 1588, les notables d'Amiens proclamèrent leur adhésion à la Ligue. L'assassinat du duc de Guise radicalisa l'échevinage qui fit arrêter le 20 décembre 1588, 28 royalistes. Le 31 décembre fut créée la « Chambre du Conseil pour les affaires de Picardie » émanation de l'échevinage qui entendait diriger toute la province. Une Recette générale pour la Picardie fut créée, devaient y être versés les impôts royaux détournés par les rebelles. Des contingents militaires furent envoyés dans tous les points stratégiques de la province, le serment de fidélité à Ligue fut exigé des capitaines et des soldats. Le duc d'Aumale, neveu du duc de Guise, fut proclamé gouverneur de Picardie à la place du gouverneur royal. Amiens se proclama « capitale ville de Picardie » devenue province autonome. Cependant, les autres villes de Picardie refusèrent de se soumettre aux directives amiénoises : les Ligueurs picards étaient divisés. L'autoritarisme du duc de Mayenne, nouveau chef de la Ligue, la lassitude des catégories populaires les plus touchées par les mauvaises récoltes, la famine, la peste, la guerre, le chômage firent basculer la ville dans le camp du roi, Henri IV ayant abjuré la foi protestante. Le 9 août 1594, la ville faisait sa reddition.

#### Prise d'Amiens par les Espagnols

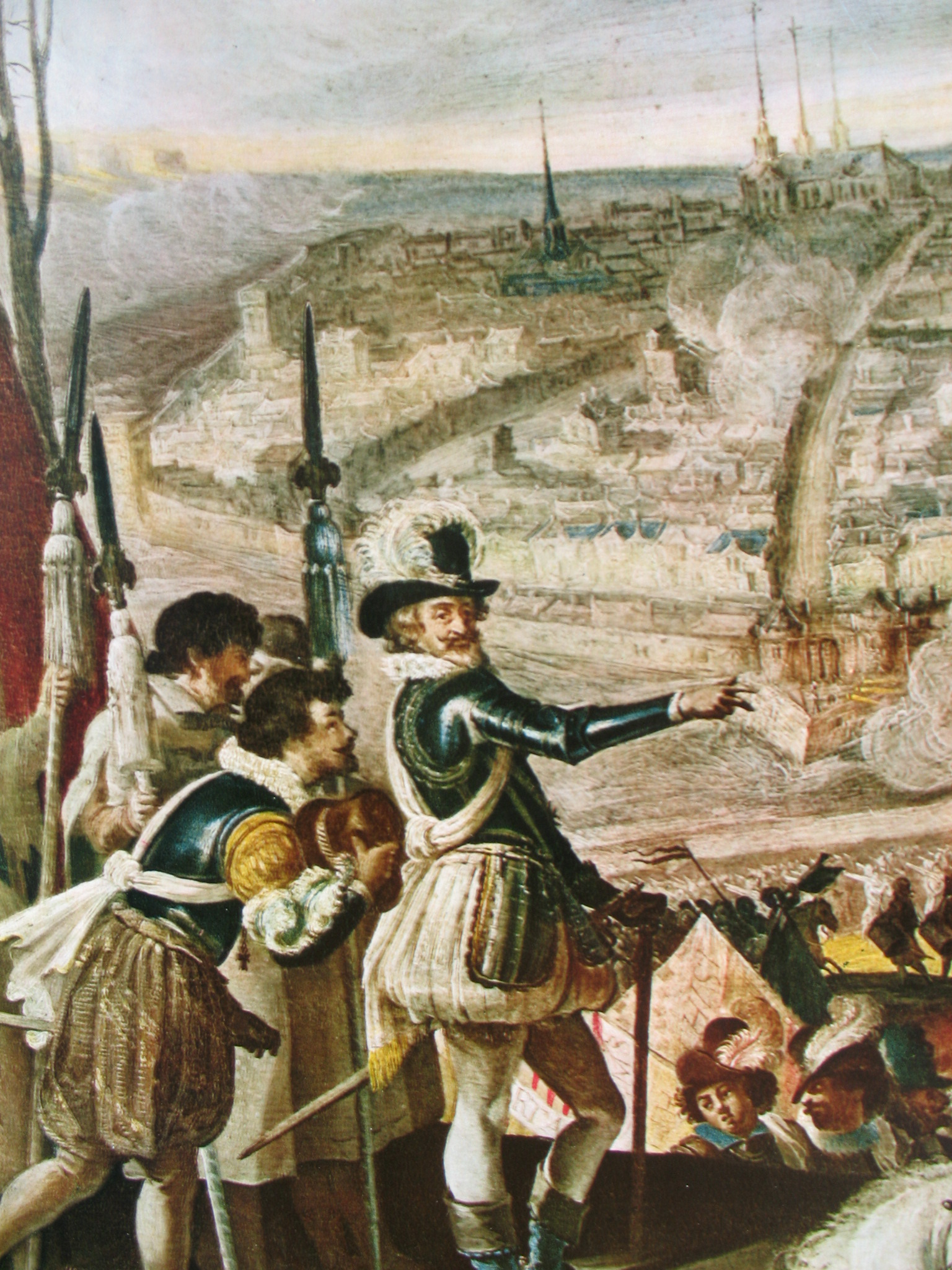
Henri IV au siège d'Amiens (1597), Anonyme

Le 11 mars 1597, Les Espagnols prirent par surprise la ville d'Amiens. Selon le récit des événements transmis par la tradition, avec trois chariots, les Espagnols avancèrent et pénétrèrent sous l’une des portes de la ville, renversèrent un chariot rempli de noix, pour créer un encombrement. Le chariot renversé les bourgeois accoururent, houspillant le paysan maladroit, tout en se jetant sur les noix. C’est alors que les soldats espagnols déguisés prirent leurs armes et tuèrent les sentinelles et firent rentrer les 500 soldats mis en embuscade et quatre compagnies de cavalerie qui pénétrèrent dans la ville.
Aussitôt la nouvelle de la prise d'Amiens connue, le roi Henri IV confia au Maréchal de Biron le soin de reprendre la ville en l'assiégeant. Henri IV lui-même et sa cour fit attaquer la ville par l'artillerie au début du mois d'avril. Après plusieurs sorties des assiégés, plusieurs attaques des assiégeants, l'échec de l'armée de secours espagnole, le gouverneur espagnol d'Amiens se rendit le 25 septembre 1597.
La frontière nord du royaume se trouvait dégagée pour un temps de la pression espagnole. Henri IV chargea Jean Errard d'édifier une citadelle au nord de la ville. La Citadelle d'Amiens garda un rôle militaire jusqu'à la fin du XXe siècle.
La sanction politique fut sévère pour la ville d'Amiens. L'édit du 18 novembre 1597 réduisait l'échevinage de 27 à 7 membres, surveillé par quatre conseillers de ville choisis par le roi ou le gouverneur. La fonction de mayeur fut remplacée par celle de premier échevin nommé par le roi. L'Hôtel de ville perdit l'essentiel de son pouvoir de justice, de police et de défense, la milice bourgeoise réorganisée échappait à l'autorité municipale.

### Amiens auXVIIesiècle

#### Amiens dans la Guerre franco-espagnole
La Guerre de Trente Ans avait débuté en 1618. La France était restée en dehors du conflit, ce n'est qu'en 1635, que la France entra en guerre avec la Maison de Habsbourg c'est-à-dire l'Autriche et l'Espagne. Le 2 juillet 1636, Les troupes espagnoles commandées par le prince Thomas de Savoie-Carignan et Jean de Werth franchirent la frontière nord du royaume et prirent La Capelle, le 8 juillet. Les Espagnols enlevèrent ensuite, Bohain-en-Vermandois, Vervins... Le 25 juillet Le Catelet tomba à son tour. Le comte de Soissons avec 10 000 hommes de troupe fut dépêché par Louis XIII pour empêcher les troupes espagnoles de franchir la Somme. Bray-sur-Somme résista mais fut détruit par les bombardements. Cependant, la Somme fut franchie par l'ennemi à Cerisy.
Les Espagnols pillèrent et incendièrent Saleux, Salouël et Longueau, Amiens et ses faubourgs étaient directement menacés. Jean de Werth prit Roye, Ottavio Piccolomini et ses troupes ravagèrent les campagnes entre Somme et Oise. Ils firent des incursions jusque Pontoise. Seule Montdidier résistait. Fuyant la menace espagnole, les religieuses frontevristes de l'abbaye de Moreaucourt abandonnèrent leur monastère et se réfugièrent à Amiens où fut édifié leur nouveau couvent.

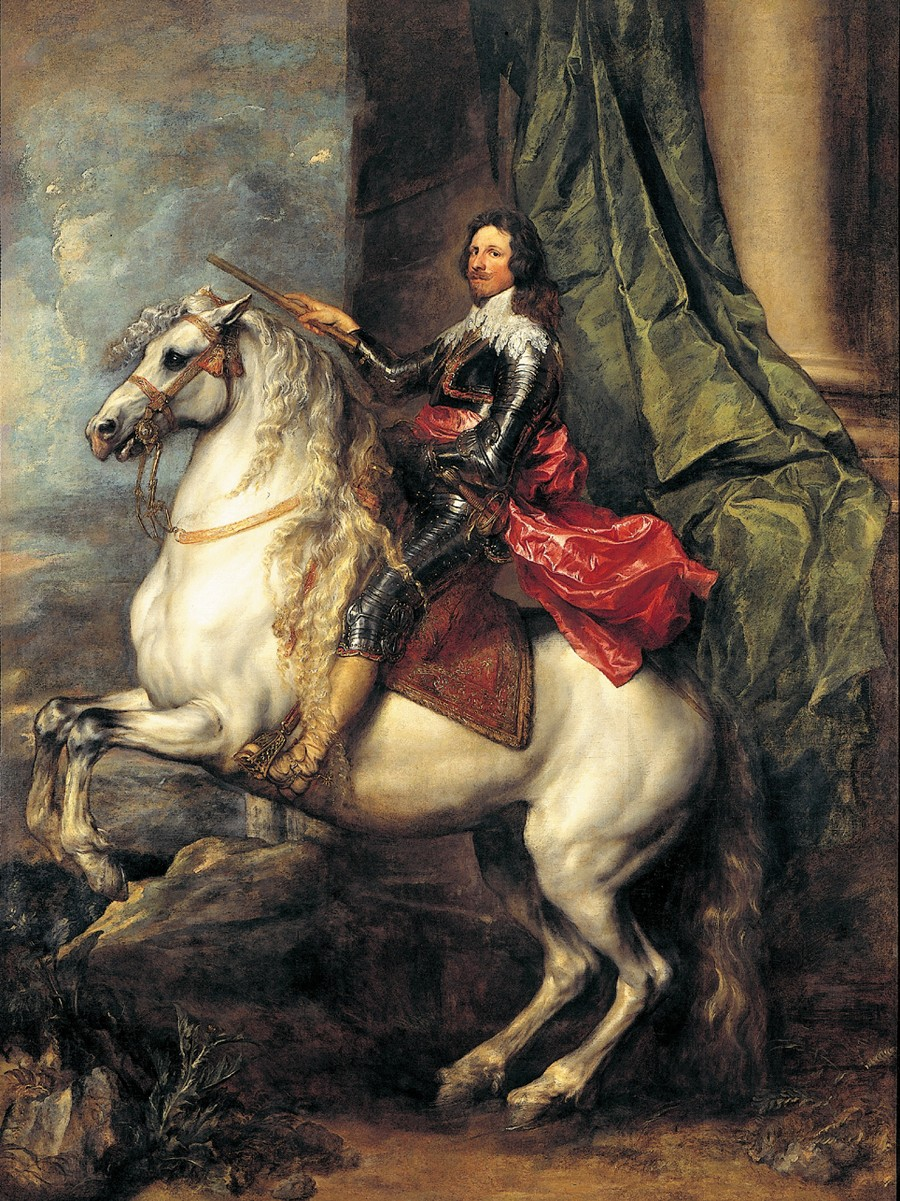
Thomas de Savoie-Carignan (1595–1656) par Antoine van Dyck, Galerie Sabauda (Turin)
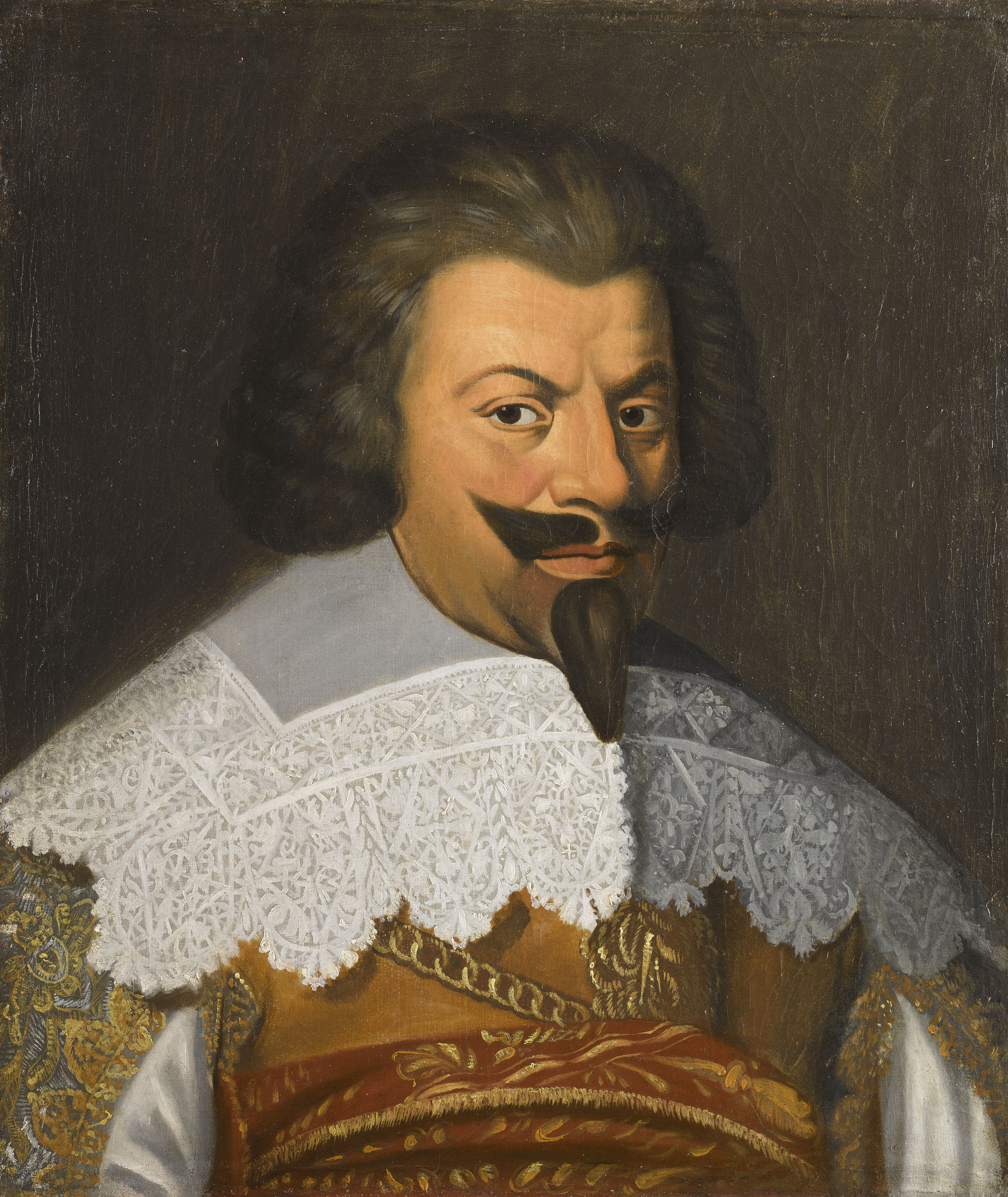
Jean de Werth (1595-1652)
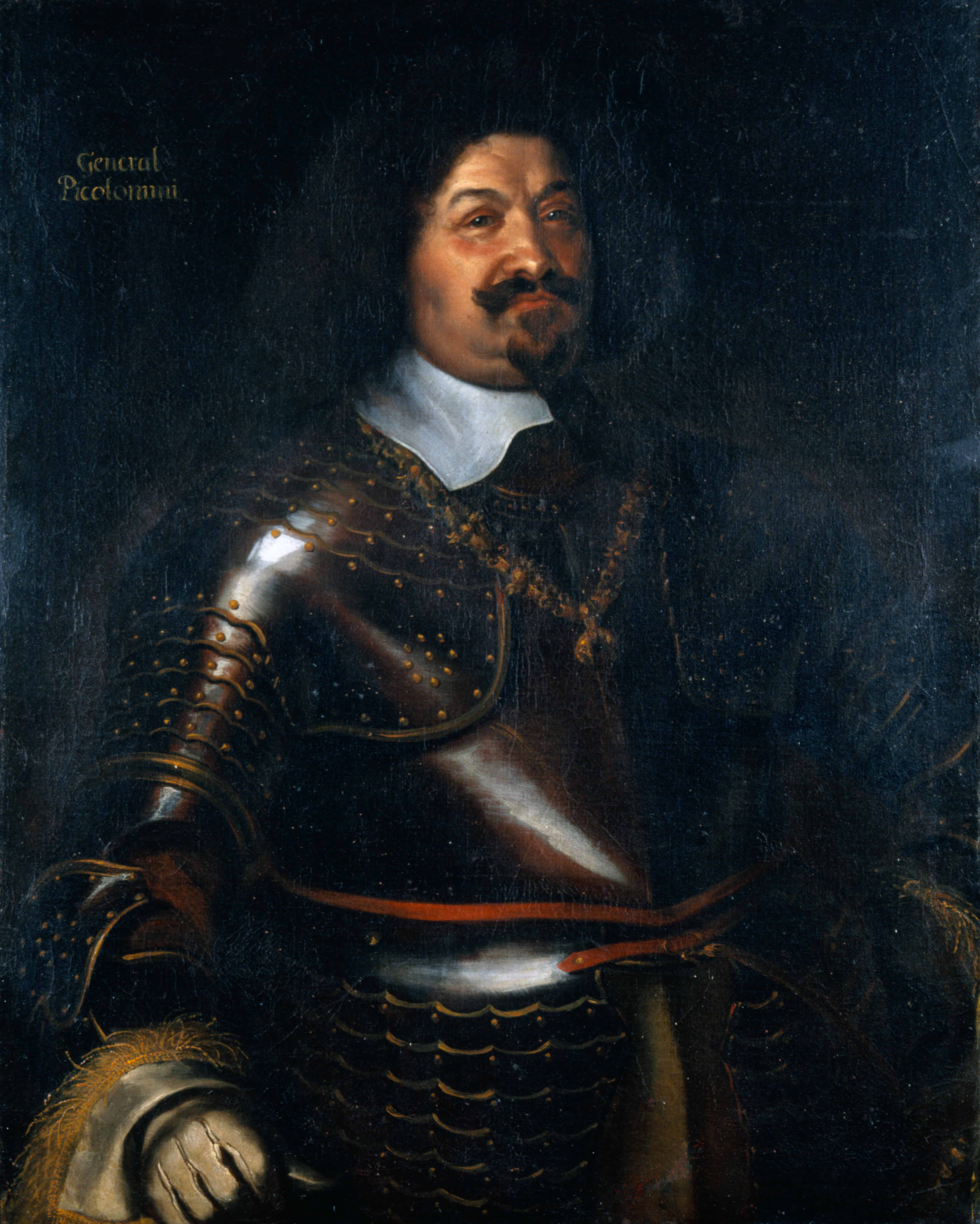
Ottavio Piccolomini - Château de Skokloster (Suède)
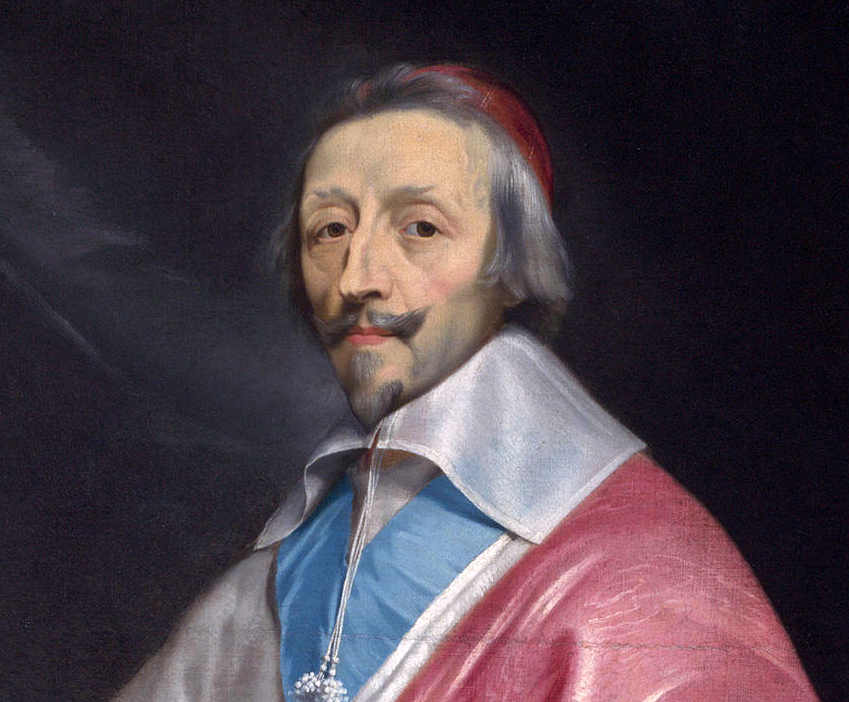
Cardinal de Richelieu par Philippe de Champaigne, Musée du Louvre - Paris

La place de Corbie était commandée par Maximilien de Belleforière, marquis de Soyécourt qui disposait d'une garnison de 1 600 hommes. Face à eux, l'armée espagnole comptait 30 000 hommes. Belleforière préféra négocier une reddition pour éviter le pillage de la ville. La capitulation eut lieu le 15 août. Les assiégés conservèrent leur vie et leurs biens, la garnison put sortir avec armes et bagages et rejoindre Amiens.
Louis XIII et Richelieu décidèrent de faire front. Ils établirent à Amiens leur quartier général et y organisèrent le siège Corbie.
Richelieu prit en main les opérations de siège. Le marquis de Soyécourt, réfugié en Angleterre, fut condamné à mort par contumace et brûlé en effigie à Amiens le 29 octobre 1636. Les Espagnols firent leur reddition le 14 novembre 1636 et retournèrent en Artois. La Picardie et Paris n'étaient plus sous la menace étrangère, mais la Picardie était dévastée et la peste y sévissait. Cependant la guerre avec l'Espagne se poursuivit jusqu'en 1659. La Paix des Pyrénées fit reculer la frontière nord du royaume aux confins de l'Artois et de la Flandre, depuis lors, Amiens n'est plus une ville frontière.

#### La peste à Amiens (1631-1668)
La peste persista à l'état endémique à Amiens et dans les environs de 1631 à 1668. En 1631, on avait établi une maison de santé ou lazaret dans l'enclos de l'abbaye Saint-Jean-des- Prémontrés. Un conseil de santé composé d'échevins et de notables ordonna le renforcement de la garde des portes et le rétablissement des chaînes sur la Somme... En 1668, il y eut une recrudescence de la peste. Le Parlement de Paris interdit de commerce les produits des manufactures amiénoises, craignant la contagion aux autres villes du royaume. Des ouvriers furent réduits à la mendicité faute de travail. Le nombre de malades étant trop important, on établit un lieu de confinement dans la plaine de La Madeleine, hors de la ville. la maladie atteignit son paroxysme entre juillet et octobre 1668. Prières, messes et processions furent célébrées dans la ville.

#### L’Église catholique triomphe à Amiens
La ville d'Amiens fut au XVIIe siècle un des bastions du catholicisme post-tridentin : siège d'un évêché, de deux collégiales, de quinze paroisses dans la ville et ses faubourgs auxquels il faut ajouter quatorze communautés régulières d'hommes et douze de femmes. Six nouveaux couvents d'hommes et trois de femmes furent créés à Amiens : capucins, jésuites, feuillants, oratoriens, carmélites déchaussées (1606), lazaristes (1662). Les évêques exerçaient un pouvoir absolu sur l'ensemble du clergé séculier qui s'y opposa en prenant des positions doctrinales différentes de celles de l'évêque et en revendiquant une participation active dans l'administration du diocèse. En 1657, l'évêque ouvrit un séminaire à Amiens, confié d'abord aux oratoriens puis aux lazaristes, pour assurer une meilleure formation aux futurs prêtres. Sermons et prédication suscitèrent l’engouement des fidèles et furent le cœur des missions organisées par les oratoriens en 1639, 1673, 1686... Les confréries professionnelles connurent le déclin dans le courant du XVIIe siècle. À partir de 1650, la création de confréries de dévotion se développa.

#### Les protestants d'Amiens persécutés
L'Édit de Nantes de 1598, autorisa, en France, l'exercice de la religion réformée. Les protestants d'Amiens formaient au tout début du XVIIe siècle une communauté d'un millier de personnes. En 1602, la communauté avait à sa tête un pasteur mais évêques et échevins réussirent à faire rapporter l'autorisation accordée par le Conseil du Roi d'ouvrir un temple dans les faubourgs de la ville. En 1611, ils s'opposèrent à la création d'écoles protestantes. Des débats publics avec des pasteurs furent organisés par le clergé catholique. En 1665, à la requête de l'évêque d'Amiens, le temple protestant de Saleux fut fermé. En 1680, les assemblées protestantes étaient interdites dans tout le diocèse. Enfin en 1685, par l'Édit de Fontainebleau, Louis XIV révoquait l’Édit de Nantes, la plupart des protestants d'Amiens choisirent l'exil. L'évêque François Faure organisa l'instruction des nouveaux convertis au catholicisme. En 1700, l'intendant Hierosme Bignon signalait que dans la ville d'Amiens, il n'y avait plus aucun entrepreneur du textile, ni aucun ouvrier protestants.

#### Enseignement, lettres et arts à Amiens auXVIIesiècle

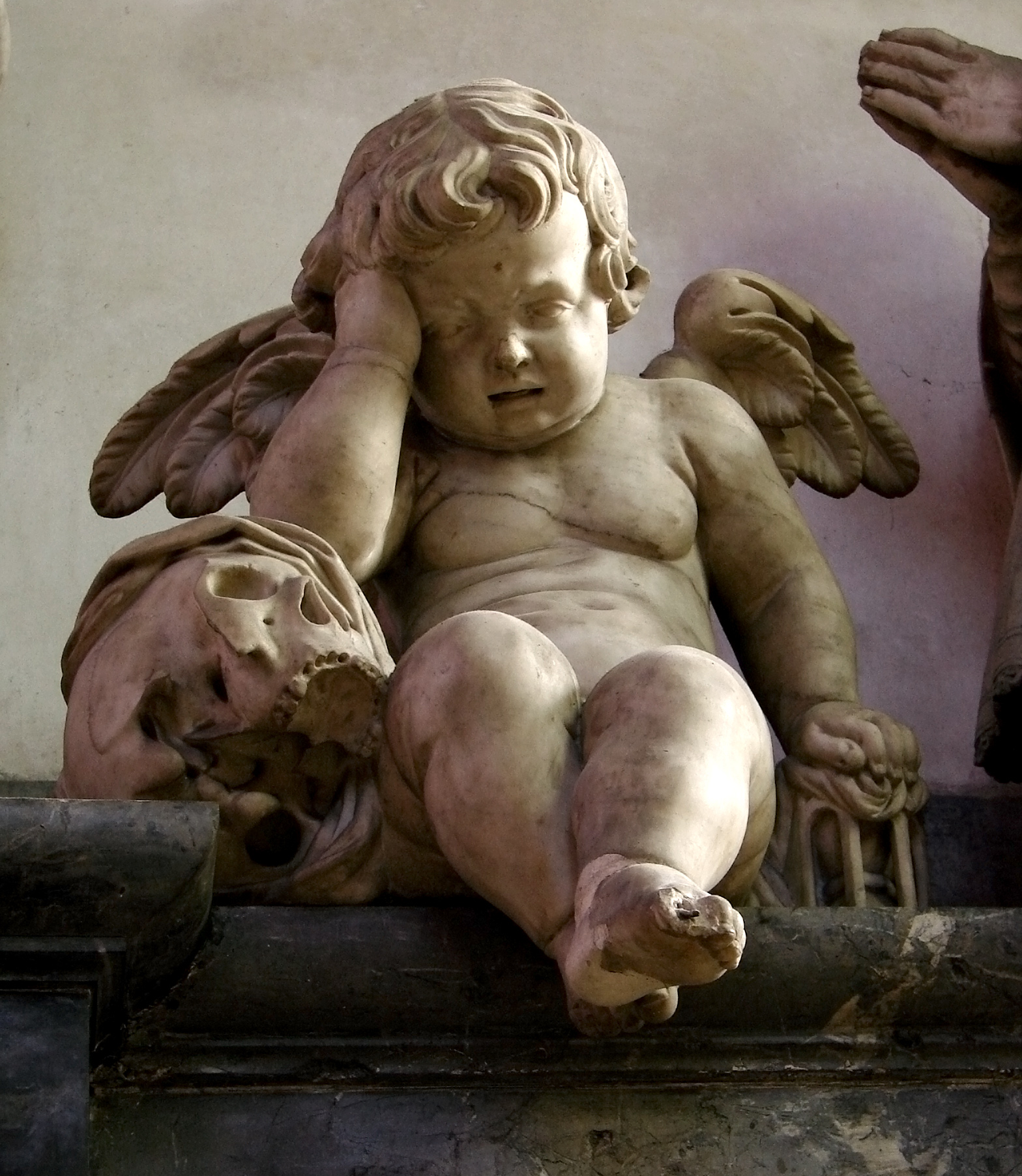
Cathédrale Notre-Dame d'Amiens, L'Ange pleureur (tombeau du chanoine Luca).

La ville d'Amiens disposait d'un collège dirigé depuis 1607 par les Jésuites qui à la fin du XVIIe siècle avec 23 religieux faisant fonctionner six classes de la 6e à la classe de rhétorique plus deux années de philosophie et deux autres encore de théologie. L'établissement ne possédait pas d'internat, les élèves venus de l'extérieur logeaient chez des particuliers, en ville. Ce collège connut un certain succès, il comptait 700 élèves en 1610 et 1 500, en 1627. À la dissolution de l'ordre des Jésuites, en 1762, l'administration du collège recruta de nouveaux professeurs prêtres ou laïcs. Aux petites écoles des paroisses et des maîtres écrivains payantes, s'ajoutèrent des écoles de charité gratuites; celles qui furent fondées pour les filles furent confiées aux Dames de la Providence à partir de 1689. Ces écoles dispensaient uniquement un enseignement primaire.
Le XVIIe siècle fut pour Amiens une période troublée mais féconde sur le plan littéraire et artistique. Le chanoine Adrien de La Morlière fut l'un des premiers historiens de la ville d'Amiens, les œuvres des magistrats Jean et Claude de Mons, du financier François de Louvencourt ne sont guère passé à la postérité. Seul Vincent Voiture, familier de l'Hôtel de Rambouillet fut un auteur épistolaire à succès. L'érudit Charles du Cange réalisa une œuvre colossale de linguistique, de philologie et d'histoire.
Dans le domaine artistique, la peinture fut représentée à Amiens par des tableaux de la Confrérie Notre-Dame du Puy qui ornèrent la cathédrale. Sur le plan architectural, l'hôtel des Trésoriers de France (actuel Musée de l'Hôtel de Berny) constitue encore aujourd'hui, l’œuvre la plus représentative de cette époque avec architecture de brique et de pierre. Dans la statuaire, c'est le sculpteur Nicolas Blasset qui réalisa, à Amiens, l'œuvre la plus remarquable de son temps avec L'Ange pleureur, dans la cathédrale Notre-Dame d'Amiens ou la Vierge de Rocroi dans l'église des cordeliers (aujourd'hui dans l'église Saint-Rémi d'Amiens).

### Amiens au temps desLumières

#### La querelle janséniste à Amiens
L’Église catholique au XVIIIe siècle se caractérisa par un conservatisme et une rigidité qui confina à l'obscurantisme. La querelle doctrinale issue du jansénisme marqua le catholicisme amiénois. Deux docteurs en théologie, Jean de Labadie et Pierre Dabillon, chargés de la prédication par l'évêque soutinrent dans leurs sermons la toute-puissance de la grâce divine réservée à une minorité de prédestinés. Malgré le soutien de l'évêque aux deux prédicateurs, les Jésuites s'opposèrent à cette doctrine reprochant aux deux prosélytes leur dépréciation du culte de la Vierge et des saints, de la vie monastique et d'inciter les fidèles à lire la Bible. L'affaire fut portée devant le Conseil du roi et à Rome, les deux prélats furent exilés de Picardie par lettre de cachet pour apaiser le clergé profondément divisé par cette affaire.
La Bulle Unigenitus, publiée en 1713, relança la querelle religieuse à Amiens. L'évêque Pierre Sabatier, farouche adversaire du jansénisme usa de l'interdit et de l'excommunication contre trois curés amiénois. Le chanoine Masclef fut le porte-parole des contestataires, attaquant le relâchement des Jésuites dans leur prédication comme dans leur enseignement, contestant l'infaillibilité du pape et réclamant le droit des prêtres à participer au gouvernement du diocèse. Il fut exclu des délibérations du chapitre. Ce conflit reçut un écho certain chez les hommes de loi amiénois favorables au gallicanisme. Ces différents dogmatiques provoquèrent des condamnations de mandements épiscopaux par le Présidial sapant ainsi la puissance de l’Église à la veille de la Révolution.

#### Amiens, ville de progrès scientifique et technique

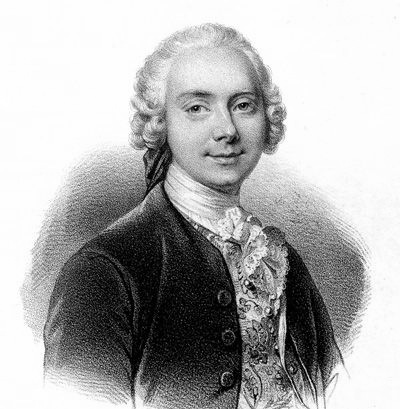
Jean-Baptiste Gresset, membre fondateur de l’Académie d’Amiens

Au début du XVIIIe siècle, Etienne de Fay, en 1712, dressa les plans de reconstruction de l'abbaye Saint-Jean-des-Prémontrés tel qu'elle est aujourd'hui. Il fut le premier professeur de quatre enfants sourds-muets. Il créa également dans le monastère, un cabinet de curiosités.
Dans le courant du XVIIIe siècle, la Picardie fut sensible aux Lumières. Des académies se créèrent comme l'Académie des sciences, des lettres et des arts d'Amiens créée en 1746 par Jean-Baptiste Gresset.
L'Intendant de la généralité d'Amiens, Bruno d'Agay en fut membre. Il y prit part à des discussions sur la vaccine, les paratonnerres ou les améliorations concernant l’agriculture et l’industrie. Il y prononça des discours sur l’utilité des Sciences et des Arts (1774) et sur Les avantages de la navigation intérieure (1782). En 1751, le Jardin des plantes d'Amiens fut créé et des cours de botanique y furent dispensés.
Charles Dallery perfectionna les orgues de la cathédrale, fabriqua des horloges de précision, inventa une machine à vapeur tubulaire
Des loges maçonniques se créèrent à Amiens à partir de 1774.
De 1781 à 1784, Roland de La Platière fut à Amiens, inspecteur des manufactures, il publia des ouvrages: L'Art du fabricant d’étoffes en laine, L’Art du fabricant de velours de coton et L'Art du tourbier, en 1782. Son épouse Manon Roland, passionnée de botanique, herborisa le long des canaux aux abords de la ville. Elle constitua un herbier aquatique.

#### Arts et lettres à Amiens auXVIIIesiècle
La production artistique et littéraire d'Amiens fut abondante à Amiens tout au long du XVIIIe siècle.
La cathédrale connut des modifications dans sa décoration intérieure. En 1708, la chapelle Saint-Pierre fut réaménagée sous le nom de Chapelle Saint-Jean-du-Vœu par Gilles-Marie Oppenord.

La clôture du chœur fut remplacée, en 1751, par des grilles de fer, dessinées par Michel-Ange Slodtz et forgées par Jean-Baptiste Veyren, le chœur et la nef furent décorées d'une gloire, après l'incendie de 1742, et d'une chaire de Jean-Baptiste Dupuis et Pierre-Joseph Christophle; ces deux artistes ainsi que Jacques-Firmin Vimeux décorèrent également de boiseries sculptées les chapelles latérales de la nef.
À son retour d'exil, Jean-Jacques Rousseau passa par Amiens en 1767, il y reçut un accueil triomphal, recevant de nombreux témoignages de sympathie. En 1775, le public amiénois assista nombreux aux représentations du Barbier de Séville de Beaumarchais.
Le Père Daire, moine du couvent des célestins d'Amiens et Dom Grenier, moine bénédictin, furent deux érudits du XVIIIe siècle qui étudièrent la langue picarde et l'histoire de la Picardie amassant une documentation considérable. Ces manuscrits constituent aujourd'hui l'essentiel de la « Collection de Picardie », conservée à la Bibliothèque nationale de France.

#### Travaux d'urbanisme: embellissement d'Amiens
Après la Guerre de succession d'Espagne, la Picardie connut une certaine sérénité, les conflits se déroulant au loin. Les intendants encouragèrent la municipalité à engager des travaux d'urbanisme :

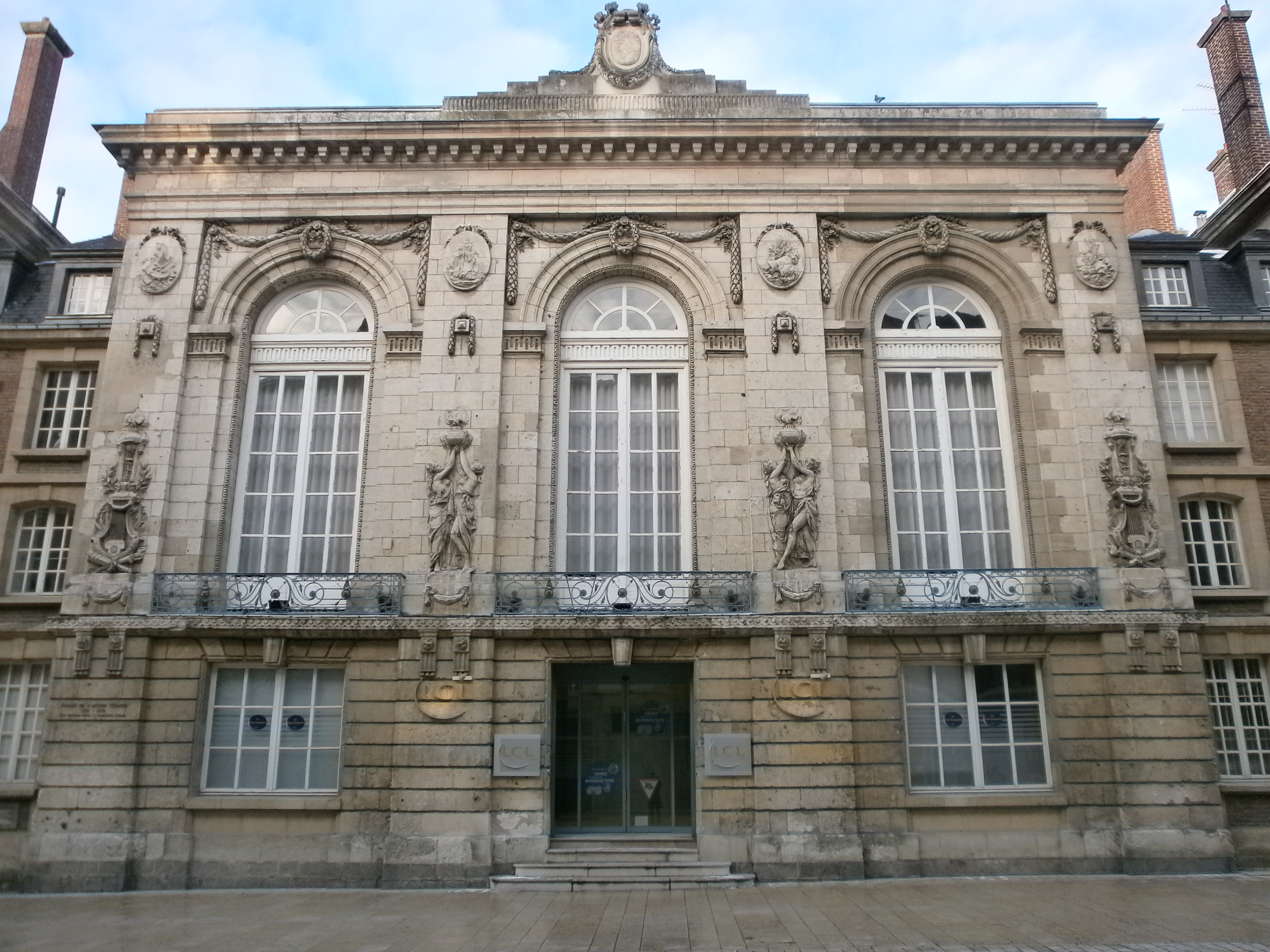
Façade de l'ancien théâtre d'Amiens (XVIIIe siècle)

en 1738, le port d'amont fut construit provoquant une première brèche dans les remparts. Une promenade et un plan d'eau furent aménagés, en 1746, à La Hotoie, à l'ouest de la ville, par l'intendant, Jacques-Bernard Chauvelin.
En 1742, le beffroi fut doté d'un dôme de pierre et d'un lanternon. Le château d'eau fut édifié, de 1751 à 1755, par Jumel-Riquier et par l'ingénieur Bélidor. Sept fontaines publiques sur les douze prévues initialement furent mises en service de 1753 à 1758, trois subsistent aujourd'hui, la fontaine de la place au Feurre, celle de la place Saint-Jacques et la fontaine Saint-Julien.
De 1757 à 1760, l'hôtel de ville fut doté d'une nouvelle façade par Beffara. En 1761, l'intendant Maynon d'Invau fit construire sur les plans de l'architecte parisien Montigny, l'hôtel de l'intendance (actuel hôtel de préfecture de la Somme).
L'architecte Jean Rousseau édifia la halle aux grains et le théâtre (1780), dont la façade fut décorée de sculptures dues à Jean-Baptiste Carpentier.
Le nom des rues fut indiqué à chaque croisement, en 1767, et un numéro attribué à chaque immeuble. L'éclairage public fut amélioré, les lampes à huile à plusieurs becs se substituant aux lanternes à chandelle.

#### Le développement de l'industrie textile amiénoise auXVIIIesiècle
Après la stagnation de la période 1630-1680, l'industrie amiénoise connut une forte reprise après 1701, date de l'avènement au trône d'Espagne de Philippe V petit-fils de Louis XIV. S'ouvraient alors, aux produits amiénois, les marchés espagnols et américains. Cet essor s'accentua après 1730 et culmina en 1765-1766. À partir de 1766, la production se maintint pour chuter brutalement à partir de 1786. Sous Colbert, Amiens comptait 2 000 métiers, en 1765, elle en comptait 5 500. Pour répondre à la demande de fil, les fabricants firent appel à la production des campagnes alentour. La laine commune utilisée par la sayetterie provenait surtout du marché de Saint-Quentin. À la laine, s'ajoutaient les importations de soie, de lin, de coton, de poil de chameau ou de chèvre. Amiens produisait également une partie du savon nécessaire au dégraissage de la laine et au foulage des étoffes. Des teintureries utilisaient de la cendre, de la potasse, de l'alun, de la waide, des bois de teinture : indigo, santal, sumak, fustock etc. La production était disséminée dans de nombreux petits ateliers, mais une concentration d'entreprises s'effectua. En 1738, les deux professions de sayetteurs et de hautelissiers fusionnèrent en un seul métier. En 1772, on comptait 1 140 fabricants parmi eux 117 disposaient de plus de dix métiers représentant plus de 40 % de la production. Les autres devinrent progressivement des sous-traitants des premiers. Toute la production était réglementée par des arrêts du Conseil du Roi. Un inspecteur des manufactures, installé à Amiens depuis 1670, s'assura de leur respect.

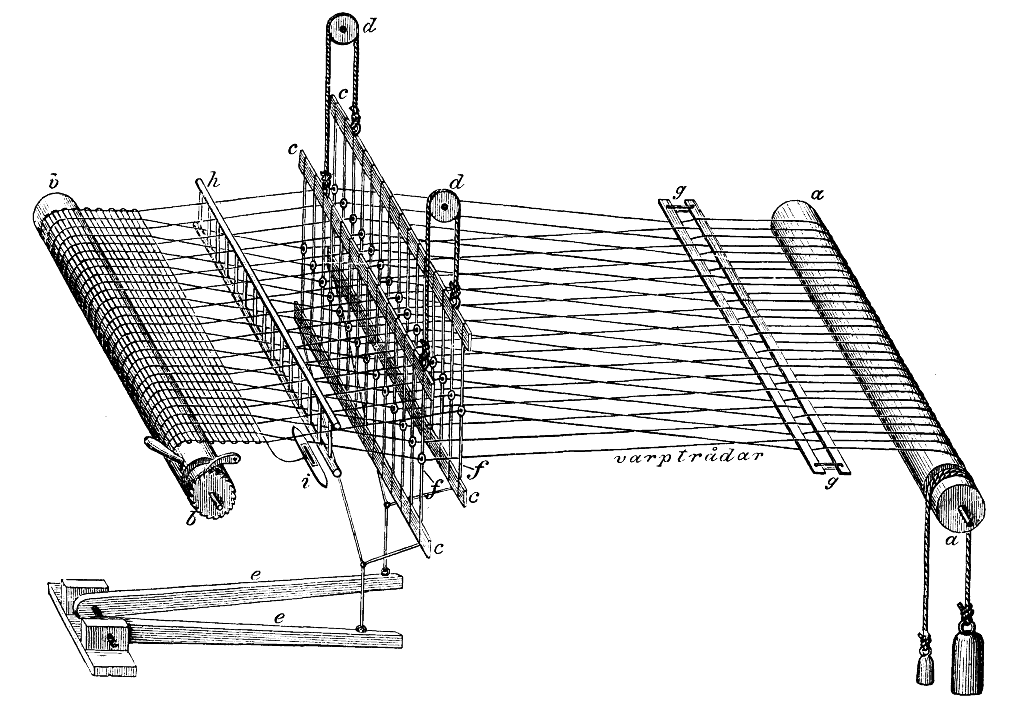
Schéma d'un métier à tisser mécanique

À partir de 1762, l'industrie textile amiénoise entra dans une période de turbulence. En effet, le 7 septembre 1762, un arrêt du Conseil du Roi permit aux habitants des campagnes de fabriquer des étoffes, ce qui, jusque-là, leur était interdit. Ceci permit aux fabricants amiénois de contourner la réglementation et d'abaisser les coûts de fabrication. Cette décision suscita une résistance acharnée des sayetteurs-hautelissiers qui provoquèrent des troubles et obtinrent gain de cause du bailliage d'Amiens et du Parlement de Paris qui, en 1764, ordonnèrent le respect du monopole de la production urbaine. Par plusieurs arrêts de 1767 et 1768, le Conseil du roi cassa les décisions du bailliage et du Parlement. Mais les Lettres patentes de 1779 et 1780
libérèrent les tisserands des contraintes qui jusque-là leur étaient imposées. Ils purent désormais produire toutes sortes d’étoffes de laine dans la Généralité d'Amiens.
La production amiénoise était expédiée dans toute la France, jusqu'à Bordeaux, Lyon et Marseille. Elle était exportée aux Pays-Bas espagnols puis autrichiens, aux Provinces-Unies, en Allemagne et en Espagne, en Amérique, dans les Antilles françaises...
Cependant, le développement de la concurrence et l'évolution de la mode obligèrent l'industrie amiénoise à se diversifier. Alexandre Bonvallet fonda dans le faubourg Saint-Maurice, la manufacture d'impression sur étoffe amiénoise, six autres manufactures se créèrent entre 1775 et 1779. L'entreprise Flesselles et Price créée en 1774 adopta des méthodes anglaises dans la fabrication de tissus imprimés, le succès fut au rendez-vous : 20 000 pièces par an, en moyenne, furent fabriquées de 1774 à 1783.

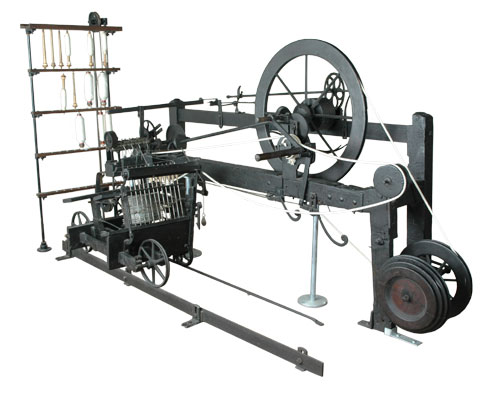
La mule-jenny de Samuel Crompton, musée de Bolton (Lancashire).

L'industrie amiénoise se tourna également vers un autre type de production. Honoré Matifas introduisit à Amiens, la fabrication de velours de coton, en 1762. En 1765, Morgan père et fils s'associèrent avec Delahaye pour créer une manufacture de velours de coton et de velours d'Utrecht (velours d'ameublement). En 1766, ils obtinrent pour leur entreprise le titre de Manufacture royale qui donnait droit à des privilèges et diverses exemptions. En 1773, ils installèrent dans leur manufacture des jennys d'une capacité allant de 18 à 100 broches puis en 1783 des mule-jennys d'une capacité de 180 broches. En 1789, ils utilisèrent la navette volante. Leur réussite suscita la création de trois entreprises de velours en 1785. Cette nouvelle activité apparaît comme une réponse au déclin de l'industrie lainière amiénoise. Elle devait régner en maître, deux siècles durant, faisant d'Amiens, la capitale française du velours.

#### Transports publics à Amiens à la fin de l'Ancien Régime
À la veille de la Révolution française, existait un service de diligences et de messageries avec départ de Paris, les mardis et jeudis à 11 h 30 et arrivée à Amiens, les mercredis et dimanches à 8 h. Il desservait Saint-Denis, Luzarches, Chantilly, Creil, Laigneville, Clermont-en-Beauvaisis, Saint-Just-en-Chaussée, Breteuil-sur-Noye, Flers-sur-Noye et Hébécourt. Les diligences pouvaient transporter dix personnes (dont deux au cabriolet) pour un montant de 25 livres, 15 sols par personne.
D'Amiens, une diligence partait pour Arras les lundis et jeudis à 4 h du matin et arrivait à 7 h du soir, elle desservait Talmas et Doullens; ce service assurait la correspondance avec la diligence pour Lille. Un chariot partait d'Amiens le mardi matin à 11 h pour arriver à Albert (distance : 7 lieues soit 28 km) à 7 h du soir.
Il existait également au XVIIIe siècle, un coche d'eau, pouvant transporter, chaque jour, sur la Somme, une quinzaine de personnes, entre Amiens et Abbeville.

#### Récession économique et disette à Amiens (1786-1789)
À la fin de l'Ancien Régime, l'économie amiénoise subit un retournement de la conjoncture. L'épizootie de 1785 provoqua une augmentation du prix de la laine tandis qu'à partir de 1786, l'industrie de la sayetterie connut un net recul de sa production lié en grande partie à la mode des cotonnades et aux importations de textiles anglais favorisées par le traité de libre-échange franco-anglais. Pour écouler la production, le prix des étoffes baissa. En 1786, l'industrie de la sayetterie faisait fonctionner 4 640 métiers, en 1789, il n'y en avait plus que 1 241, soit une baisse de plus de la moitié. Le chômage et la misère s'accrurent ainsi que la mendicité. À cela s'ajouta une crise frumentaire causée par les mauvaises récoltes de 1788, la grêle provoqua d'importants dégâts à la veille des moissons. L'hiver 1788-1789 fut des plus rigoureux : 42 jours de gelée consécutifs, la Somme et son affluent la Selle furent prises par les glaces. Les moulins ne purent plus fonctionner, les manufactures cessèrent de produire réduisant les ouvriers au chômage.

#### Une situation sociale dégradée
Le prix du pain s'accrut passant de 10 sols pour 8 livres de pain, en mai 1788, à 18 sols 6 deniers en mars 1789. De plus la qualité du pain diminua, on accusa les boulangers de fabriquer du pain à base de seigle, orge et son, pour satisfaire la demande et maintenir leurs profits.
La municipalité fut dans l'obligation d'ouvrir des ateliers de charité pour 1 500 ouvriers, en décembre 1788. Chacun d'eux recevait 12 sols de salaire quotidien. Chaque semaine, une association de charité distribuait entre 15 et 20 000 livres de pain.
3 000 chômeurs furent embauchés, en janvier 1789, pour des travaux de voiries. En avril 1789, ces ateliers furent fermés. On compta jusqu'à 11 500 pauvres à Amiens sur 40 000 habitants environ à cette période.

## Époque contemporaine

### Amiens dans la Révolution française

#### 1789, des émeutes frumentaires à Amiens
Le 29 avril 1789, la crise frumentaire provoqua une émeute populaire, du fait de la cherté du pain et du manque de grains. Le blé, qui valait en temps ordinaire entre 3 et 4 livres le setier, se vendait 10 livres le setier. Cette émotion populaire s'amplifia en juillet au moment de la soudure à cause de la disette malgré la constitution d'une « Association civique » qui avait pour mission l'achat de blé à l'étranger.
C'est dans ce contexte que fut procédé à l'élection des députés aux états généraux.
Le 14 juillet 1789, la population pressée par la faim se massa devant l'hôtel de l'intendance et envahit la salle d'audience de l'hôtel de ville exigeant la vente du blé à moitié prix. Le maire accorda cette baisse de prix uniquement pour les pauvres détenant de cartes accordées par les comités de paroisses. L'agitation se poursuivit le 15 juillet.
En juillet 1789, Ambroise-Léopold Jourdain de l'Eloge riche négociant amiénois, acheta à Hambourg et à Dantzig des céréales, les fit livrer à Amiens à bas prix, et les vendit dix à vingt livres au-dessous du cours du marché. Il avait établi des procédés de moutures économiques de grains et s'engagea à moudre gratuitement les grains que distribuait l'Association civique de la ville. Mais l’émotion populaire étant à vif à cause de la disette, Jourdain de L’Éloge fut suspecté d'être un accapareur par les habitants, sa maison fut pillée, ses moulins envahis il ne dut son salut qu’à la fuite. En août, le procureur de la commune, Michel Saladin, parvint avec l'aide de la garde nationale, à contenir de nouvelles émeutes.

#### Amiens sous la Monarchie constitutionnelle, la nouvelle donne administrative
En mars 1790, Amiens devint le chef-lieu du département de la Somme et chef-lieu de district. Le 24 mai de la même année, fut créée une Société des Amis de la Constitution qui devint la Société des Amis de la Liberté et de l’Égalité en 1792, puis Société populaire en l'an II, soit le Club des jacobins de la ville réunissant les notables modérés qui accaparèrent la quasi-totalité de la gestion des affaires publiques. Le 14 juillet 1790, 51 délégués de la ville et du district d'Amiens participèrent à Paris à la Fête de la Fédération au milieu d'un épanchement patriotique.

#### Amiens sous la Monarchie constitutionnelle, la nouvelle donne religieuse
le décret du 13 février 1790, interdit les vœux monastiques et supprima les ordres religieux réguliers. Conformément au décret de l'Assemblée nationale du 26 mars 1790, les officiers municipaux de la ville d'Amiens procédèrent à un inventaire des établissements réguliers.
Sur le territoire de la ville d'Amiens, se trouvaient plusieurs maisons religieuses régulières :
|                                                          | nombre de religieux | revenus (en livres) | charges (en livres) |
| -------------------------------------------------------- | ------------------- | ------------------- | ------------------- |
| Abbaye de Saint-Acheul (ordre des chanoines génovéfains) | 5                   | 23 536              | 9 389               |
| Abbaye Saint-Jean (ordre de Prémontré)                   | 5                   | 23 794              | 10 851              |
| Abbaye Saint-Martin-aux-Jumeaux (ordre des Célestins)    | 4                   | 11 984              | 5 867               |
| Couvent des Jacobins (ordre des dominicains)             | 10                  | 9 302               | 4 366               |
| Couvent des Minimes (ordre des Minimes)                  | 4                   | 7 598               | 4 365               |
| Couvent des Cordeliers (ordre des franciscains)          | 18                  | 7 431               | 2 252               |
| Couvent des Augustins (ordre de Saint-Augustin)          | 7                   | 6 518               | 4 346               |
| Couvent des Feuillants (ordre des cisterciens réformés)  | 3                   | 6 357               | 1 918               |
| Couvent des Capucins (ordre des franciscains réformés)   | 12                  | 1 200               | 352                 |
| Couvent des Carmes (ordre des Carmes déchaux)            | 11                  | 151                 | 189                 |

L'inventaire des monastères d'hommes se déroula du 26 avril au 12 mai 1790. Le couvent des Frères de la doctrine chrétienne et le séminaire furent conservés car voués à l'instruction.
|                                                        | nombre de religieuses | revenus (en livres) | charges (en livres) |
| ------------------------------------------------------ | --------------------- | ------------------- | ------------------- |
| Couvent des dames de Moréaucourt (Ordre de Fontevraud) | 30                    | 24 419              | 8 930               |
| Couvent des dames du Paraclet (ordre cistercien)       | 38                    | 18 565              | 6 215               |
| Couvent de la Visitation (ordre de la Visitation)      | 41                    | 13 407              | 4 809               |
| Couvent des carmélites (Ordre du Carmel)               | 26                    | 13 121              | 6 297               |
| Couvent des dames de Saint-Julien                      | 21                    | 9 771               | 2 793               |
| Couvent des Sœurs grises (Tiers-Ordre franciscain)     | 20                    | 6 245               | 5 950               |

L'inventaire des monastères de femmes se déroula du 27 juillet au 5 août 1790. Il ne fut pas fait mention de l'inventaire du couvent des clarisses. Le couvent des Ursulines, religieuses enseignantes, celui des Sœurs de la Providence et ceux des hôpitaux furent conservés.
Le clergé séculier comptait en 1790 près de 200 membres : évêque, chanoines, chapelains, curés et vicaires, aumôniers, prêtres habitués (prêtres résidant dans une paroisse ou une maison ecclésiastique, sans y exercer aucune fonction officielle), professeurs du collège... Par le décret du 12 juillet 1790, les limites du diocèse d'Amiens se confondaient avec celles du département de la Somme nouvellement créé. Le 20 décembre 1790, le nombre de paroisses de la ville fut réduit à cinq : outre la cathédrale, furent conservées l'église des cordeliers (actuellement église Saint-Rémi), l'église Saint-Jacques, l'église Saint-Germain et l'église Saint-Leu. Sept paroisses furent supprimées, les églises avec leur mobilier et leurs dépendances furent déclarées bien national.
Cependant, la constitution civile du clergé devait diviser le clergé local : l'évêque, Louis de Machault, refusa de prêter serment suivit par la majorité des curés; il émigra en Belgique. Il fut remplacé par Desbois de Rochefort élu en mars 1791. En septembre 1791, Desbois de Rochefort fut élu député à l'Assemblée législative.

#### Amiens pendant la Terreur, une ville sage?

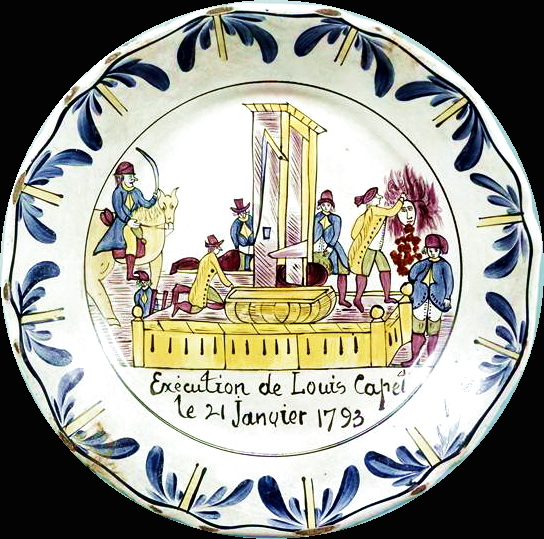
L'exécution de Louis XVI, Amiens, Musée de Picardie.

La guerre déclarée en avril 1792, les armées furent partout en recul, le territoire national était envahi par les armées étrangères. En juillet 1792, l'Assemblée nationale proclama « La Patrie en danger ». Les sans-culottes amiénois tentèrent de s'organiser de manière autonome en créant en juillet 1792, une Société du bonnet rouge qui se réunissait dans l'église Saint-Leu au cœur du quartier ouvrier mais cela ne pesa guère sur le pouvoir municipal. En novembre 1792, eut lieu le renouvellement des administrations municipale, départementale, du district et des tribunaux. Le maître-perruquier, Alexandre Lescouvé, fut élu maire, Marc Rigollot, procureur de la commune, François Thierry, président de la Société du bonnet rouge, officier municipal (adjoint au maire).
Après l'exécution de Louis XVI et le renversement des girondins, la Terreur fut décrétée par la Convention nationale.
En mars-avril 1793, Michel Saladin et Pierre Pocholle, représentants en mission de la Convention, dans le département de la Somme, séjournèrent à Amiens du 20 mars au 4 avril, dans le but d'organiser la levée en masse pour les armées.
Amiens devint le quartier général de la 12e puis de la 15e division de l'Armée du Nord. Le général Urre commandant la place d'Amiens depuis le 14 mai 1793, voulut faire réparer les remparts, n'en ayant pas les moyens, il élabora un plan prévoyant, en cas d'attaque, la concentration de la population en armes hors de l'enceinte.
Des réquisitions furent imposées au district d'Amiens qui dut fournir du 16 au 28 mai : 6 500 setiers de blé, 37 500 setiers d'avoine, 300 000 bottes de paille, 450 000 bottes de fourrage. La loi du Maximum, du 4 mai 1793, fixant le prix du blé au-dessus duquel il ne pouvait être vendu, eut pour conséquence une diminution de la quantité des denrées mises en vente au marché. Le comité des subsistances institué le 6 juin conduisit la municipalité à accorder des primes aux laboureurs et marchands qui livreraient leur denrées au marché de la ville. Le comité des subsistances effectua un recensement des ressources des habitants et délivra des cartes d'approvisionnement attribuant une certaine quantité de grains ou de pain par ménage. Ces mesures ne parvinrent pas à endiguer le mécontentement de la population. En juillet, plusieurs centaines de femmes et d'hommes se massèrent devant l'hôtel de ville ou l'hôtel du département réclamant du pain. On ouvrit aux manifestants les portes des magasins à vivres de l'armée.
Le 22 juillet, la tension fut à son comble. L’émeute menaçait d'éclater, la population réclamait :
- que le blé ne soit vendu que sur le marché et au prix du Maximum ;
- qu'il ne soit plus fait qu'une sorte de pain ;
- que la bière ne soit vendue que cinq sols la pinte ;
- que le savon ne soit vendu que quatre sols la livre ;
- que l'eau-de-vie ne soit vendue que quatre livres le pot ;
- que la tourbe ne soit vendue que quatre sols la manne ;
- que le cours soit publié à son de trompe.

Les émeutiers menaçaient de piller les boulangeries et les épiceries. Le maire craignant que les soldats du 26e régiment de chasseurs stationné à Amiens ne pactisassent avec les émeutiers, appela au secours la garnison d'Arras. L'arrivée dans la ville du 10e régiment de hussards permit le retour au calme. François Chabot et André Dumont, représentants en mission de la Convention arrivèrent à Amiens sur ces entrefaites.
De l'été 1793 au printemps 1794, l'envoyé en mission, André Dumont, député à la Convention mena dans tout le département de la Somme une campagne de déchristianisation appuyée par les notables amiénois qui se coupèrent encore plus du petit peuple fidèle à sa foi catholique. Le maire sans-culotte d'Amiens, le perruquier, Alexandre Lescouvé, fut l'agent actif de cette résistance silencieuse, il cacha les reliques de Saint Jean-Baptiste lorsque la cathédrale fut transformée en Temple de la Raison, le 20 novembre 1793, puis Temple de l’Être suprême, en juin 1794.
La chute de Robespierre et la réaction thermidorienne laissèrent les catégories populaires amiénoises désorientées.

#### Troubles frumentaires à Amiens à la fin de la Révolution
La grave disette de 1795 provoqua des émeutes frumentaires en germinal an III (avril 1795) pendant lesquelles le représentant en mission Nicolas François Blaux, envoyé dans la Somme, le 14 germinal an III, pour acheminer des subsistances à Paris, faillit être assassiné, le 3 avril 1795. Assailli par une bande de huit à neuf cents hommes et femmes, qui lui arrachèrent son costume, « un tiers de ses cheveux », ses souliers, son mouchoir et un assignat de 25 francs, il refusa de crier : « Vive Louis XVII ! » Alors on lui cracha au visage, et on faillit l'étrangler - dit son rapport - avec la cravate de son chapeau. Jeté par les émeutiers dans la prison de l'évêché, il ne fut délivré que six heures plus tard. Trente-trois séditieux furent déférés devant le tribunal criminel d'Amiens, qui les acquitta. L'agitation était soutenue par les royalistes. À partir de l'été 1795, le culte catholique fut rétabli et les églises rouvertes.
La ville d'Amiens envoya des centaines de volontaires combattre aux armées, elle accueillit des réfugiés venus du département du Nord, soigna dans les hôpitaux militaires les soldats blessés. Éprouvés par l'effort de guerre, les habitants accueillir avec soulagement le coup d'État de Napoléon Bonaparte, le 18 brumaire an VIII (9 novembre 1799).

### Consulat et Premier Empire: la position d'Amiens renforcée

#### Nouvelle organisation administrative
Au lendemain du coup d’État du 18 brumaire, le commissaire du directoire exécutif du département de la Somme écrivait au ministère de l'Intérieur : « La tranquillité publique est parfaite dans la commune d'Amiens; elle ne sera troublée sur aucun point du département. »
La constitution de l'an VIII reçut un vote unamine des électeurs amiénois. Le département était désormais administré par un préfet, Nicolas-Marie Quinette, ancien député du département de l'Aisne et ancien ministre de l'Intérieur du Directoire finissant, assisté du Conseil général et de conseils d'arrondissement (les arrondissements remplaçant les districts), chaque arrondissement ayant à sa tête un sous-préfet.
En 1804, la Cour d'appel d'Amiens fut créée; son ressort s'étendit aux départements de l'Aisne, de l'Oise et de la Somme.
Le Lycée d'Amiens succéda, en janvier 1806, à l’École centrale créée pendant la Révolution. Il scolarisa les garçons de la classe de sixième à la classe de rhétorique. En plus du lycée, des écoles secondaires privées, le plus souvent catholiques, purent exister. L'Académie d'Amiens, instaurée en 1808, réunissait les départements de la Somme, de l'Oise et de l'Aisne. Des facultés de lettres et de sciences ouvrirent mais elles disparurent en 1816. Par contre, une École pratique de santé fut fondée, à Amiens, le 2 juillet 1806 et son existence perdura. L'Académie d'Amiens fut supprimée en 1848.
En vertu du Concordat de 1801, Jean-Chrysostôme de Villaret fut nommé évêque d'Amiens, Beauvais et Noyon, le 9 avril 1802. Le 25 août 1804, le culte protestant fut autorisé à Amiens.

#### La Paix d'Amiens

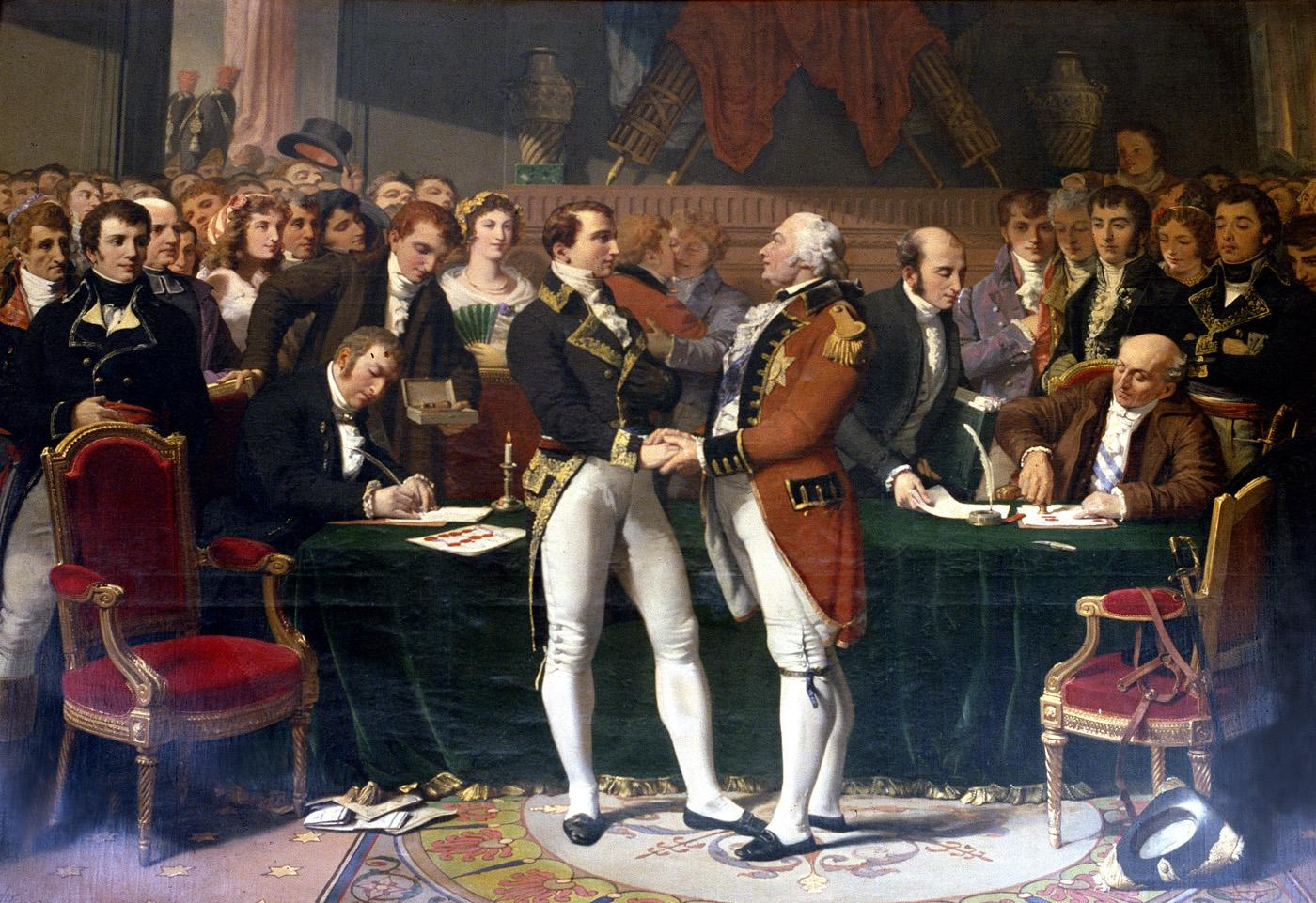
La Paix d'Amiens de Jules-Claude Ziegler (1853)

Le 27 mars 1802, fut signé dans la « Salle du Congrès » de l'hôtel de ville, la Paix d'Amiens entre la France et le Royaume-Uni. Joseph Bonaparte représentait le gouvernement français et Charles Cornwallis le gouvernement britannique. Par ce traité, l'Angleterre gardait Ceylan et la Trinité mais restituait les autres colonies de la France, d'autre part, le roi d'Angleterre abandonnait les fleurs de lys dans l'écusson royal et le titre de roi de France que ses prédécesseurs et lui-même avait porté en vertu du Traité de Troyes de 1420. Cependant, le traité ne rétablit la paix que pour une courte durée, en 1803, la guerre reprit. Dix-neuf médailles allégoriques de types différents commémorant la Paix d'Amiens furent frappées.

#### Visite du Premier consul à Amiens
Allant visiter les départements du nord de la France, Napoléon Bonaparte et Joséphine de Beauharnais firent un court séjour à Amiens. après les cérémonies protocolaires d'usage, le Premier consul visita le 27 juin 1803, à l'hôtel de ville, une exposition de différents produits de l'industrie locale : casimir de l'entreprise Gensse-Duminy, velours de coton de la société Morgan-Delahaye, étoffes imprimées, directement devant lui, par Alexandre Bonvallet. Le lendemain, visitant la cathédrale et frappé par la beauté et la majesté de l'édifice, il aurait prononcé cette phrase : « Les athées ne doivent pas être bien ici. »

#### Amiens sous le Premier Empire, une ville à l'aspect médiéval
Au début du XIXe siècle, Amiens était encore fortement marquée par son caractère médiéval. La ville était toujours enserrée par des remparts qui limitaient son extension. Les activités commerciales étaient regroupés autour de la mairie, les notables résidaient aux alentours de la cathédrale et du Palais de Justice. Dans la ville basse, le quartier Saint-Leu, parcouru par des bras de la Somme, se concentraient les activités industrielles : teintureries, tanneries, tissage et l'habitat ouvrier fait de maison de torchis. Les faubourgs de Noyon, de Beauvais, de La Hotoie, de Hem, Saint-Maurice et Saint-Pierre gardaient un aspect champêtre et restaient peu peuplés.
En 1802, 85 tableaux et gravures furent déposés à la Malmaison, pour former le « musée de la Bourse ». Au moment de la signature de la paix d'Amiens, l'État fit déposer à l'hôtel de ville d'Amiens une vingtaine de tableaux provenant du château de Versailles. Toutes ces œuvres furent laissées à Amiens après la signature du traité.
Après la victoire des coalisés à la bataille de Waterloo (18 juin 1815), le département fut occupé par les troupes britanniques de juin 1815 à novembre 1818.

### La Restauration et la monarchie de Juillet

#### La vie politique à Amiens sous les deux régimes censitaires
Louis XVIII débarqua à Calais, le 24 avril 1814, grâce aux armées de la coalition et gagna Paris en passant par Amiens occupée par les Prussiens, le 28 avril, il en partit le lendemain pour Compiègne. Il octroya aux Français une Charte constitutionnelle et restaura la monarchie sans retour à l'Ancien Régime.
Cependant, le parti bonapartiste n'avait pas disparu. À la faveur de la nuit, des placards hostiles à Louis XVIII étaient affichés sur les murs de la ville, tel celui-ci :

« Habitants d'Amiens, vous êtes gouvernés par un tyran Bourbon, mais bientôt le gros Louis XVIII sera renversé d'un trône qu'il a usurpé. L'Empereur Napoléon va revenir [...] et vos fers seront brisés. Vive à jamais Napoléon. »

Le 1er mars 1815, Napoléon débarquait à Golfe Juan et après la défaite de Waterloo, abdiquait une seconde fois, le 22 juin. Le 8 juillet 1815, Louis XVIII rentrait à Paris et remontait sur le trône.
En 1815, les jésuites établirent à l'abbaye de Saint-Acheul d'Amiens, l'un de leurs six collèges qui fut l'un des moteurs de la renaissance de la Compagnie de Jésus en France.
Le courant légitimiste fut jusqu'en 1848, incarné par Louis-Alexandre Blin de Bourdon qui fut maire d'Amiens puis député de la Somme pendant la presque totalité de la période ainsi que par Adrien Morgan de Belloy maire d'Amiens sous le Premier Empire qui se rallia aux Bourbons en 1814.
Le courant libéral, quant à lui, fut incarné par le député de la Somme Jean-Baptiste Caumartin. Le journaliste libéral Vulfran Warmé participa activement à l'action de la « Société pour l'encouragement de l'instruction élémentaire dans le département de la Somme par la méthode de l'enseignement mutuel », fondée le 15 mai 1817 sous l'impulsion du comte de Lezai-Marnésia, préfet de la Somme en 1816-1817. Cet enseignement mutuel avait pour mission de dispenser gratuitement un enseignement primaire aux enfants des catégories sociales les plus pauvres. Vulfran Warmé devint, par la suite, directeur de l’École normale d'Amiens, fondée en 1831.
La Révolution des Trois Glorieuses, les 27, 28, 29 juillet 1830 qui provoqua l'abdication de Charles X, fut accueillie favorablement dans les villes et provoqua quelques incidents à Amiens. Louis Gaulthier de Rumilly devint, à Amiens, le chef de file de l'opposition dynastique pendant la monarchie de Juillet.

#### Transformation de la ville (1815-1848), une haussmanisation avant l'heure

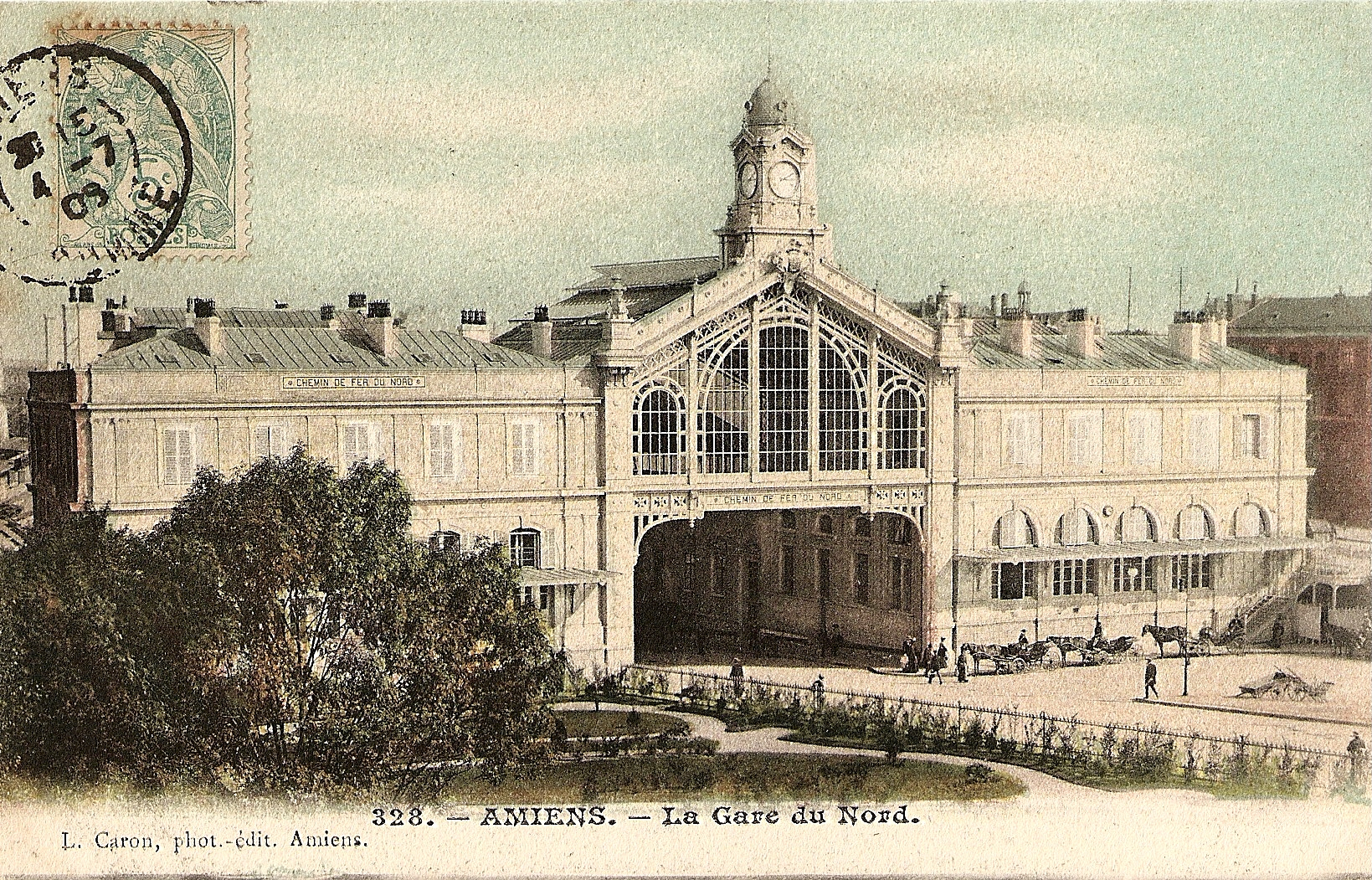
Amiens, la Gare du Nord

Sous la Restauration fut achevée la construction du Canal de la Somme, commencée en 1786 et achevée en 1827. Il fut inauguré par Charles X.
De 1814 à 1848, François-Auguste Cheussey fut architecte de la ville d'Amiens. Il fut le créateur de l'Amiens moderne, transformant la ville médiévale en ville aérée. On lui doit, outre la restauration de la cathédrale, le nivellement des fortifications achevé à la fin des années 1820, remplacées par une ceinture de boulevards dits « boulevards intérieurs », la Bibliothèque municipale édifiée en 1825, le cimetière de La Madeleine etc.
La gare du Nord fut construite par l'architecte Alfred Armand et mise en service le 20 juin 1846. Elle fut détruite par les bombardements de la Seconde Guerre mondiale.
Des rues radiales convergeant vers le centre furent percées de 1830 à 1848. La Caisse d'épargne fut construite en 1833. À partir de 1836, l'architecte Jean Herbault, formé par Cheussey participa au renouveau architectural d'Amiens: construction du couvent de la Visitation (aujourd'hui Archives départementales de la Somme), construction de l'hôtel de Franqueville (actuellement Trésorerie générale) etc.
Des activités industrielles ont été repoussées à la périphérie : les abattoirs en 1833, l'usine à gaz en 1836, l'usine textile Bonvalet dans le faubourg Saint-Maurice, l'usine Maberly, dans le faubourg de Hem. Sous la Restauration et la monarchie de Juillet, la ville était un perpétuel chantier, préfigurant l'haussmanisation

#### Progrès de l'industrie amiénoise et arrivée du chemin de fer
En 1836, fut créée, à l'initiative de la municipalité et de la chambre de commerce, la Société industrielle dont le but était de stimuler et d'améliorer la production industrielle. Elle dispensa des cours gratuits pour former les ouvriers au maniement des métiers Jacquart; les entreprises amiénoises en possédaient plus de 1000 en 1840. Le premier moteur à vapeur fut installé à Amiens en 1832.

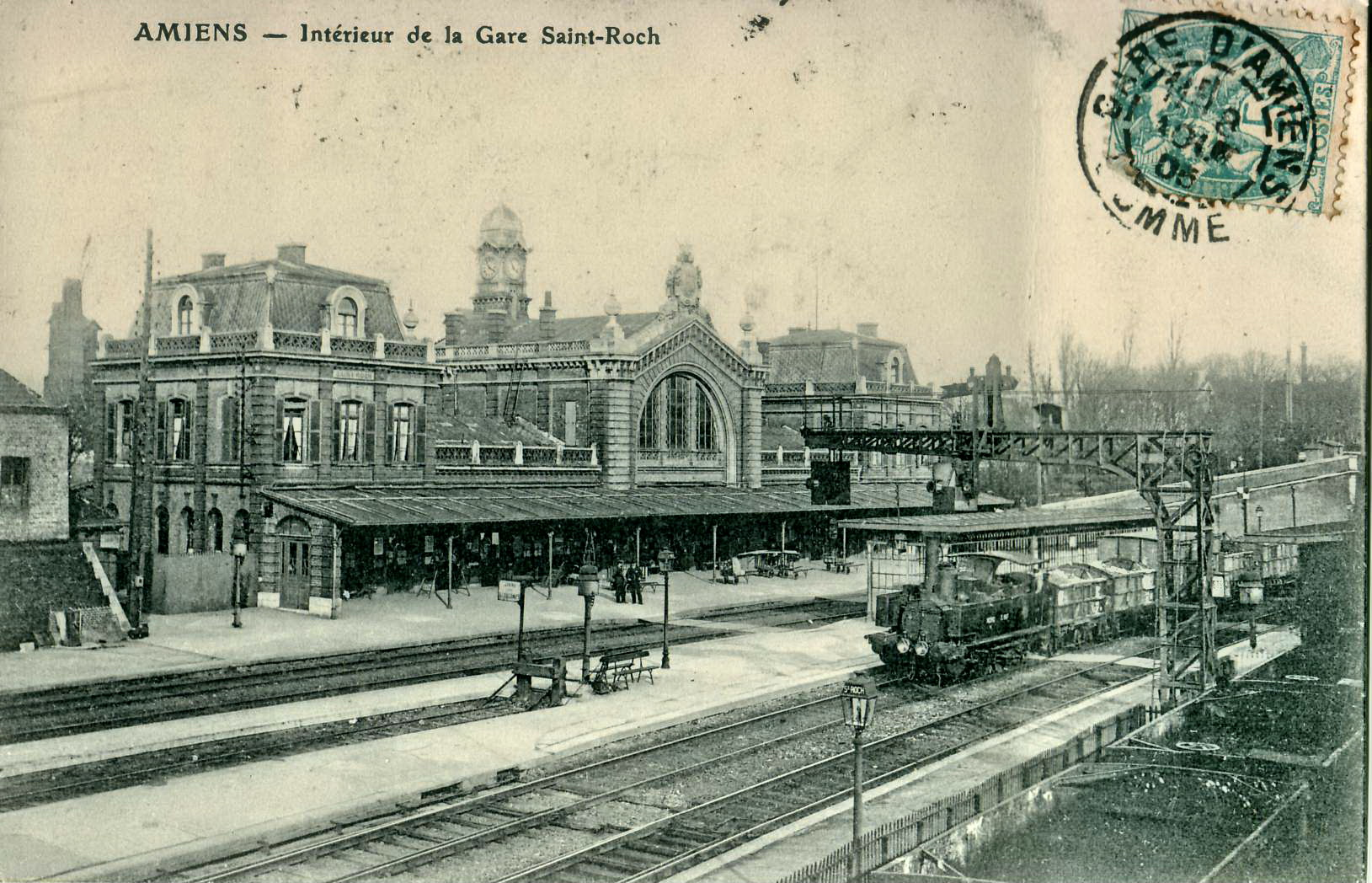
La Gare Saint-Roch

Des expositions départementales des produits de l'industrie furent organisées en 1835, 1836, 1840, 1845.
La monarchie de Juillet fut également, pour Amiens, la période de construction des premières lignes de chemin de fer :
- En 1846 fut mise en service la Ligne de Paris-Nord à Lille
- En 1847-1848 mise en service de la Ligne de Longueau à Boulogne-Ville

Longueau devint de ce fait une importante étoile ferroviaire. La gare Saint-Roch, située au sud-ouest du centre-ville d'Amiens a été mise en service, le 15 mars 1847, par la Compagnie du chemin de fer d'Amiens à Boulogne.

#### Arts et culture à Amiens sous la monarchie de Juillet
En octobre 1831, fut inauguré à l'instigation de Vulfran Warmé, l'École normale d'instituteurs.
En 1835, fut fondée la Société des amis des arts du département de la Somme qui organisa un salon annuel, auquel participèrent en 1836, Horace Vernet, Jean-Baptiste Isabey et Eugène Delacroix.
En 1836, fut fondée la Société d'Archéologie qui devint la Société des antiquaires de Picardie dont la mission était la conservation des monuments anciens et l'étude du passé de la ville et de sa région.
En 1838, fut fondée la Société philharmonique qui devint l'une des plus renommées de France.

### Deuxième République et Second Empire

#### Deuxième République: Amiens ville bonapartiste
La Révolution de février 1848 rencontra un certain écho en Picardie, on planta des arbres de la liberté dans les villes mais lors des Journées de juin 1848, l'opinion s'inquiéta et de nombreux Picards s'enrôlèrent dans la Garde nationale pour mater l'insurrection parisienne.
À l'élection du Président de la République des 10 et 11 décembre 1848, Louis-Napoléon Bonaparte rassembla, à Amiens, 88,4 % des suffrages (moyenne nationale :74,4 %). Aux élections législatives de 1849, tous les députés élus étaient des notables du Parti de l'Ordre.
Le coup d’État du 2 décembre 1851 ne suscita guère d'opposition dans la Somme.

#### Le Second Empire à Amiens, une période de prospérité

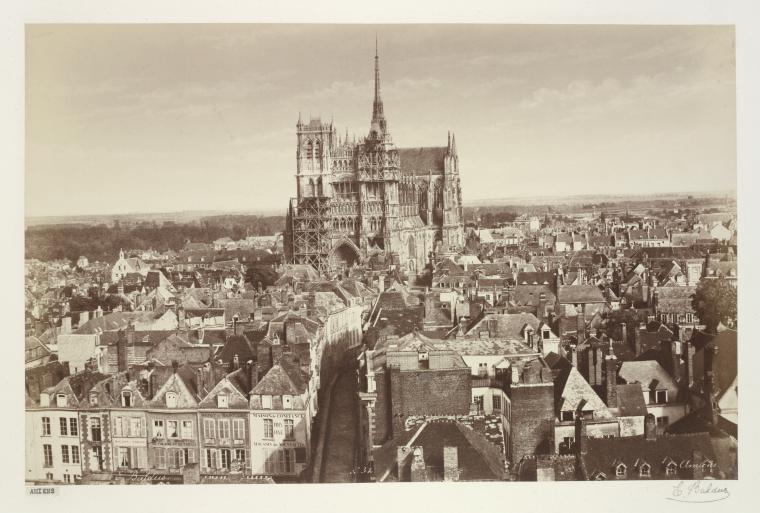
Amiens vers 1850-1860 par Édouard Baldus

Les 28 et 29 septembre 1853, l'empereur Napoléon III et l'impératrice Eugénie se rendirent à Amiens venant de Boulogne-sur-Mer par le train. Il se rendirent à la cathédrale, dans le centre-ville, à l'hôtel-Dieu, visitèrent une exposition horticole dans la cour du lycée, assistèrent à une revue militaire au parc de La Hotoie et effectuèrent une croisière sur la Somme. Trois aquarelles des frères Duthoit et un tableau de Pierre Justin Ouvrié ont immortalisé cette visite.
Le Second Empire fut pour la Picardie une période de prospérité avec le développement de l'industrie et le prolongement du réseau ferré : en 1867 mise en service de la ligne Amiens-Laon et de la ligne Amiens-Rouen. Amiens connut, sous le Second Empire, une forte croissance démographique de 52 000 habitants en 1851, elle atteignait 63 000, en 1872.
De 1855 à 1867 fut construit l'actuel Musée de Picardie, sur les plans des architectes Henri Parent et Arthur Diet qui prirent modèle sur l'agrandissement du Palais du Louvre. Le bâtiment était à l'époque une innovation, il fut spécifiquement conçu pour être un musée accueillant les collections régionales d'antiquités et des œuvres d'art.
En 1864, se créa, à Amiens, un embryon de section de l'Association internationale des travailleurs (la Ire Internationale), ramification de la section de la rue des Gravilliers de Paris.
Jusque 1869, les candidats officiels, forts du soutien du pouvoir, étaient régulièrement élus mais, la parution, à partir du 16 mai 1869, du quotidien républicain, Le Progrès de la Somme, marqua une évolution sensible de l'opinion.

### IIIeRépublique
La défaite de Sedan du 2 septembre 1870, provoqua un soulèvement des Parisiens, la République fut proclamée le 4 septembre. Un Gouvernement de la Défense nationale prit la direction du pays et organisa la défense du territoire mais le 19 septembre, Paris fut encerclé par l'armée prussienne. Léon Gambetta, ministre de l'Intérieur et Eugène Spuller s’échappèrent de Paris en ballon et atterrirent sur le territoire de la commune d'Épineuse dans le département de l'Oise. De là ils gagnèrent Amiens puis Tours d'où ils organisèrent les armées françaises.

#### Guerre de 1870, Amiens occupée par les Prussiens
Lors de la Guerre franco-prussienne de 1870, le Gouvernement de la Défense nationale nomma Jules Lardière, industriel républicain de Fouilloy, près de Corbie, préfet de la Somme, le 5 septembre 1870, mais, le 28 novembre, il fut contraint de se replier à Abbeville, le département de la Somme étant envahi et occupé par les Prussiens. Des combats se déroulèrent en particulier à Amiens, Dury, Hébécourt, Boves, Cachy, Gentelles, Villers-Bretonneux, Longpré-les-Corps-Saints et Pont-Noyelles. De nombreuses communes durent contribuer aux exigences imposées par l'ennemi, en particulier par la fourniture de matériel (chevaux, chariots, foin etc.). Le sort d'Amiens se joua à la bataille de Villers-Bretonneux où les Français furent défaits.
Le 28 novembre 1870, les Prussiens entrèrent dans la ville d'Amiens. Le commandant Jean-François Vogel, retranché dans la citadelle d'Amiens avec 450 mobiles ne disposait que de 22 pièces d'artillerie. Le 29, il fut mortellement blessé. Le commandant Woirhaye prit alors le commandement de la citadelle et entama des négociations, en vue de la reddition, avec le général von Gœben commandant le VIIIe Corps d'Armée prussien. Le 1er décembre 1870, la citadelle d'Amiens capitulait. Les Prussiens rendirent au commandant Vogel les honneurs militaires.

#### Amiens, ville républicaine

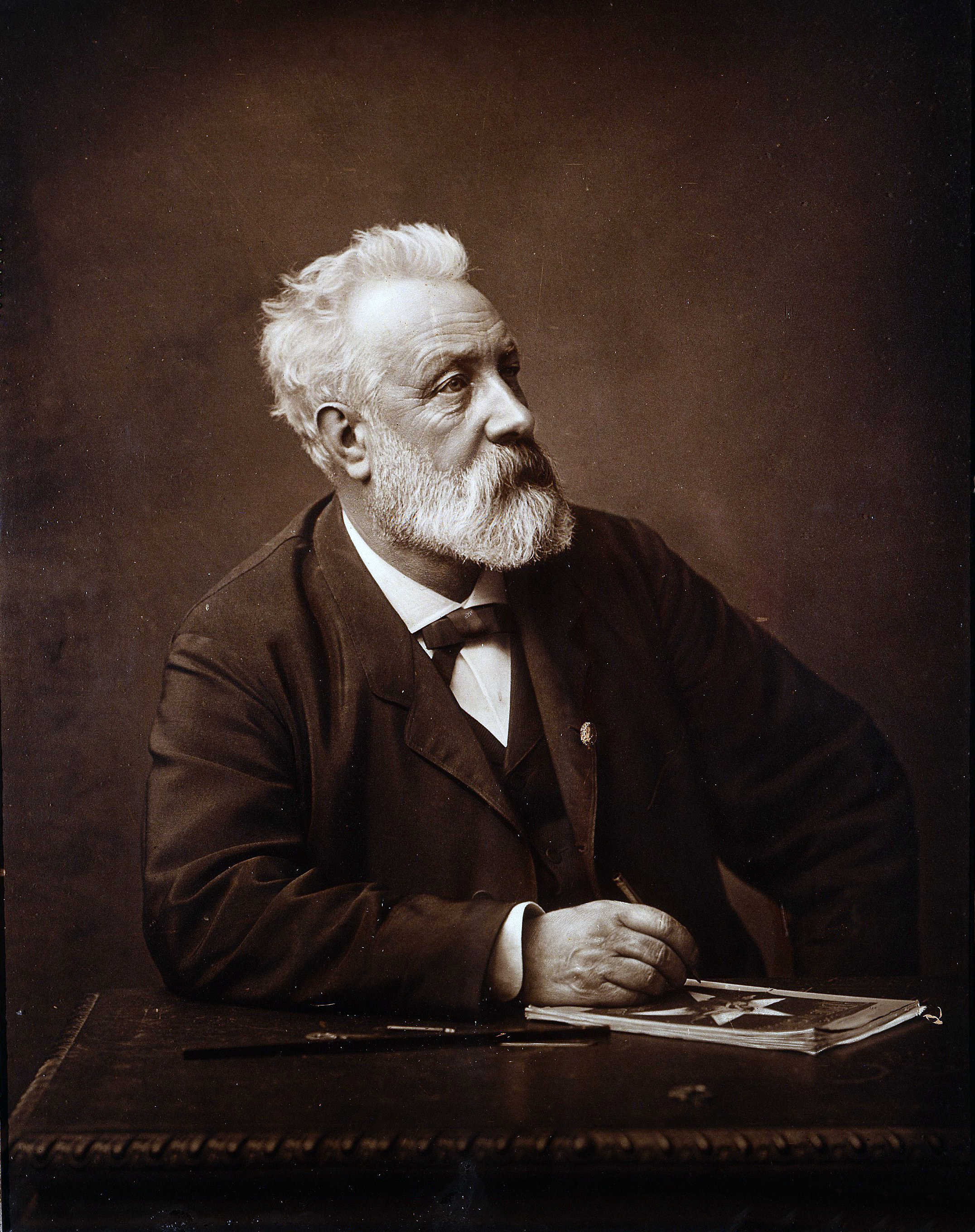
Jules Verne en 1892.

Après le succès initial des royalistes aux élections législatives de 1871, les républicains progressèrent à chaque élection jusqu'à devenir majoritaires à la Chambre des députés et au Sénat en 1879. À Amiens, Jules Barni, René Goblet, Frédéric Petit furent les principaux chefs de file des républicains. René Goblet devint même ministre et Président du Conseil en 1886-1887, il fut un membre actif de la fondation du Parti radical et radical-socialiste en 1901.
En 1872, l'écrivain Jules Verne s'installa à Amiens, ville natale de son épouse. Dans une lettre à son ami Charles Wallut, il s'exprimait ainsi :

« Sur le désir de ma femme je me fixe à Amiens, ville sage, policée, d’humeur égale, la société y est cordiale et lettrée. On est près de Paris, assez pour en avoir le reflet, sans le bruit insupportable et l’agitation stérile. Et pour tout dire, mon Saint-Michel reste amarré au Crotoy. »

En 1888, Jules Verne fut élu au conseil municipal d'Amiens sur la liste républicaine (gauche modérée) conduite par Frédéric Petit. Il fut en tant que conseiller municipal un partisan déterminé de la construction du cirque municipal, inauguré le 23 juin 1889 pour le centenaire de la Révolution française. Jules Verne écrivit plusieurs de ses œuvres à Amiens. Il y mourut le 24 mars 1905.

#### Essor de l'industrialisation à Amiens
Dans la première moitié du XIXe siècle, on comptait huit teintureries de coton dans le quartier Saint-Maurice tandis que la filature mécanique Maberly s'installait dans le faubourg de Hem.
L'essor de l'industrie se manifesta dans la Somme dans la seconde moitié du XIXe siècle jusqu'aux années 1970. Le textile fut la première industrie amiénoise avec la confection de velours de coton pour l'habillement et de velours d'ameublement. Tandis que le développement du réseau ferré provoquait l'essor du faubourg de Noyon, du quartier Saint-Acheul et de la ville cheminote de Longueau.
La Manufacture de velours et coton Cosserat s'installa dans le faubourg de Hem et se développa dans les années 1880 tandis que la teinturerie Fremaux, créée en 1845, s'installait à Amiens dans le quartier Saint-Maurice, en 1870. La fabrication du velours d'Utrecht (velours d'ameublement) fut la grande spécialité de l'industrie amiénoise jusqu'aux années 1970 avec les entreprises Delaroière et Leclercq qui se consacra exclusivement au velours d'Utrecht à partir de 1906 ou Picquet Nicolas.
La filature David et Huot se fixa dans le faubourg de Hem, à la fin du XIXe siècle tout comme la société La Cotonnière tandis que la filature de chanvre Saint Frères, la teinturerie Descat s'installèrent rue Colbert. Dans le quartier de Renancourt, Esnault et au Petit-Saint-Jean la filature de laine Gamand-Cazier complétaient la gamme de la production textile amiénoise.

#### Naissance et développement du mouvement ouvrier à Amiens (1870-1914)
La population quitta les campagnes pour les villes, à partir de la seconde moitié du XIXe siècle, avec le développement des chemins de fer et de l'industrie. Dixième ville française au début du XXe siècle, la population d'Amiens doubla entre 1800 et 1900 en passant de 41 000 à plus de 90 000 habitants.

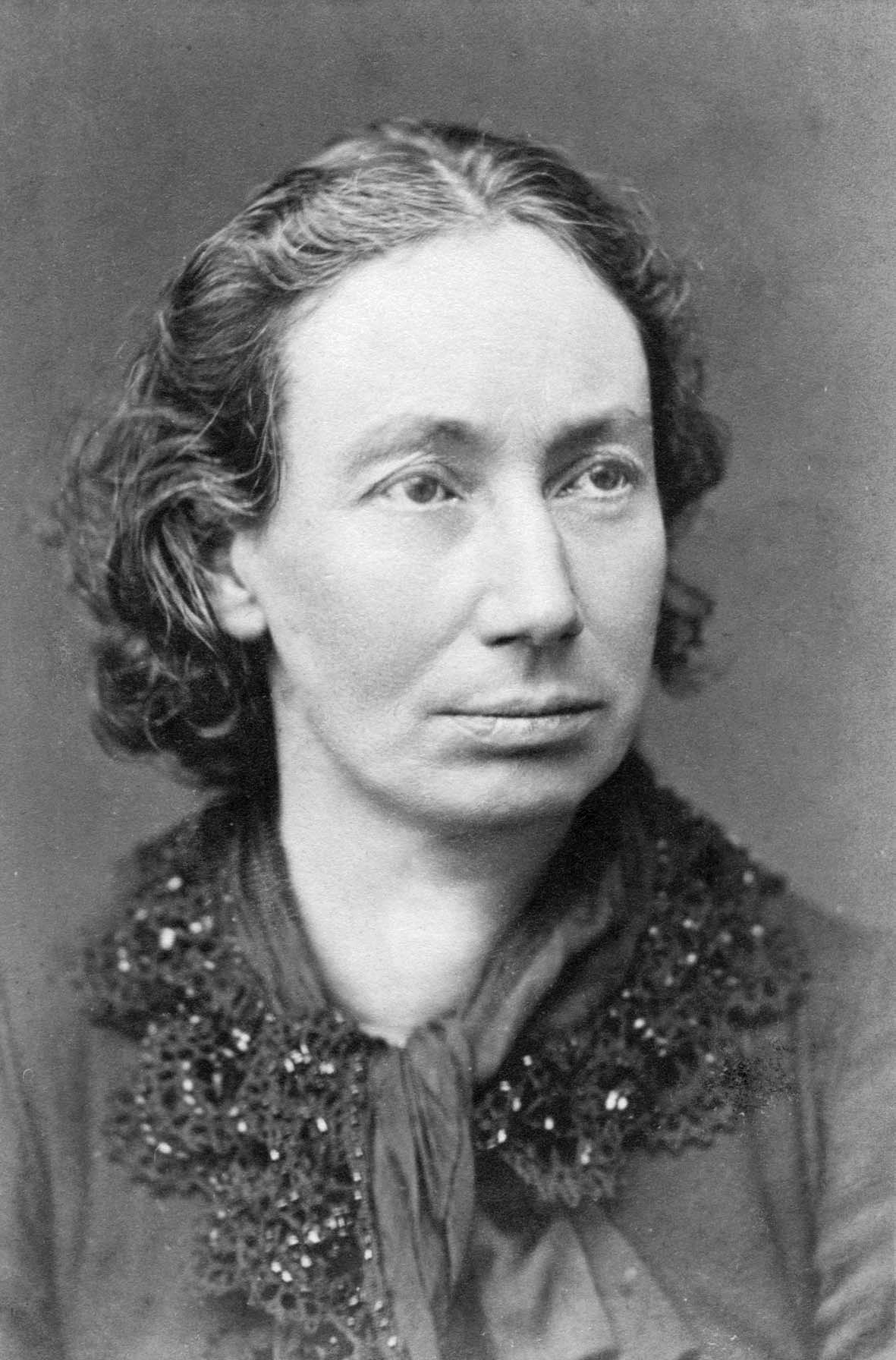
Louise Michel

Cette mutation sociale s'accompagna d'une évolution politique, en 1878, se constitua, à Amiens, la Chambre syndicale des ouvriers réunis et en 1880, un groupe d'études sociales organisait des conférences à Amiens.
- Anarcho-syndicalisme et anarchisme à Amiens, des mouvements populaires :

En 1881, Louise Michel, à l'invitation de l'Union ouvrière d'Amiens prit la parole au cours d'une conférence au cirque Longueville, elle cite une partie de ses propos révolutionnaires et féministes dans ses Mémoires : 

« Les hommes au pouvoir aujourd’hui, sont des jésuites sous le masque républicain. Ils envoient les soldats à Tunis pour finir comme à Sedan.
Je revendique les droits de la femme, non servante de l’homme. Si un jour nos ennemis me tiennent qu’ils ne me lâchent pas, car je ne combats pas en amateur mais comme ceux qui veulent vraiment, et qui trouvent qu’il est temps que les crimes sociaux finissent. C’est pourquoi, pendant la lutte, je serai sans merci et je n’en veux pas pour moi, n’étant dupe ni des mensonges du suffrage universel ni des mensonges de concessions qu’on aurait l’air de faire aux femmes. Nous sommes une moitié de l’humanité, nous combattons avec tous les opprimés et nous garderons notre part de l’égalité qui est la seule justice.
La terre appartient au paysan qui la cultive, la mine à ceux qui la fouillent ; tout est à tous, pain, travail, science, et plus libre sera la race humaine, plus elle tirera de la nature de richesses et de puissance. La vile multitude est le nombre, et quand elle voudra elle sera la force, non pour écraser mais pour délivrer. »

En parallèle, dès la fin du XIXe siècle, un groupe libertaire se constitua progressivement, animant des discussions publiques et contradictoires qui attiraient de 100 à 1 000 personnes. Après quelques tentatives avortées, sans soutien des socialistes, les anarchistes parvinrent à s'organiser à partir de 1904, ils créèrent le journal Germinal, qui parut jusqu'en 1933-34 (avec une interruption entre 1914 et 1919). Hebdomadaire ou bimensuel, le journal atteignit jusqu'à 5 500 tirages en hiver, ce qui fit de lui, durant toute sa période, le plus important hebdomadaire politique de la région. En 1908, il comptait ainsi 4 fois plus de lecteurs que le Cri du peuple, équivalent socialiste. La pensée libertaire joua ainsi un rôle important, les anarchistes amiénois exerçant à plusieurs reprises des fonctions au sein de syndicats, notamment du textile et du cuir. Syndicalistes révolutionnaires, ils se firent agitateurs et contribuèrent largement à dynamiser le mouvement ouvrier amiénois. Leur engagement prit diverses formes, allant de l'action individuelle héritée de la propagande par le fait du siècle précédent - bris de croix dans les églises par anticléricalisme - à l'action directe contre la propriété privée - refus de payer le loyer de leur logement, déménagements à la cloche de bois rendus publics -, invitation d'orateurs célèbres pour des conférences - Sébastien Faure ou Séraphine Pajaud par exemple -, en passant par la publication d'articles antimilitaristes qui les menèrent même en prison - Jules Lemaire et Georges Bastien, 18 et 15 mois en 1906 - ou encore les actions visant à tourner en dérision les militaires, en les sifflant, et même en 1911 en prenant la tête d'un de leur défilé à plus de 150 personnes, et en les escortant au chant de L'Internationale jusqu'à la citadelle. Si dans l'entre-deux-guerres, l'influence anarchiste fut plus réduite, entre 1900 et 1914, elle constitua la frange la plus populaire des mouvements politiques ouvriers.
- Le mouvement socialiste amiénois de la division à l'unité :

Jules Guesde, Victor Chabert et Eugène Fournière vinrent faire des conférences à Amiens dans les années 1880. En 1884, des travailleurs amiénois étaient présents au congrès possibiliste de Rennes. En 1888 la grève des tisseurs d'Amiens reçut le soutien du journal socialiste parisien L'Homme libre qui organisa une souscription en faveur des ouvriers en grève. Édouard Vaillant vint faire une conférence à l'Alcazar d'Amiens.

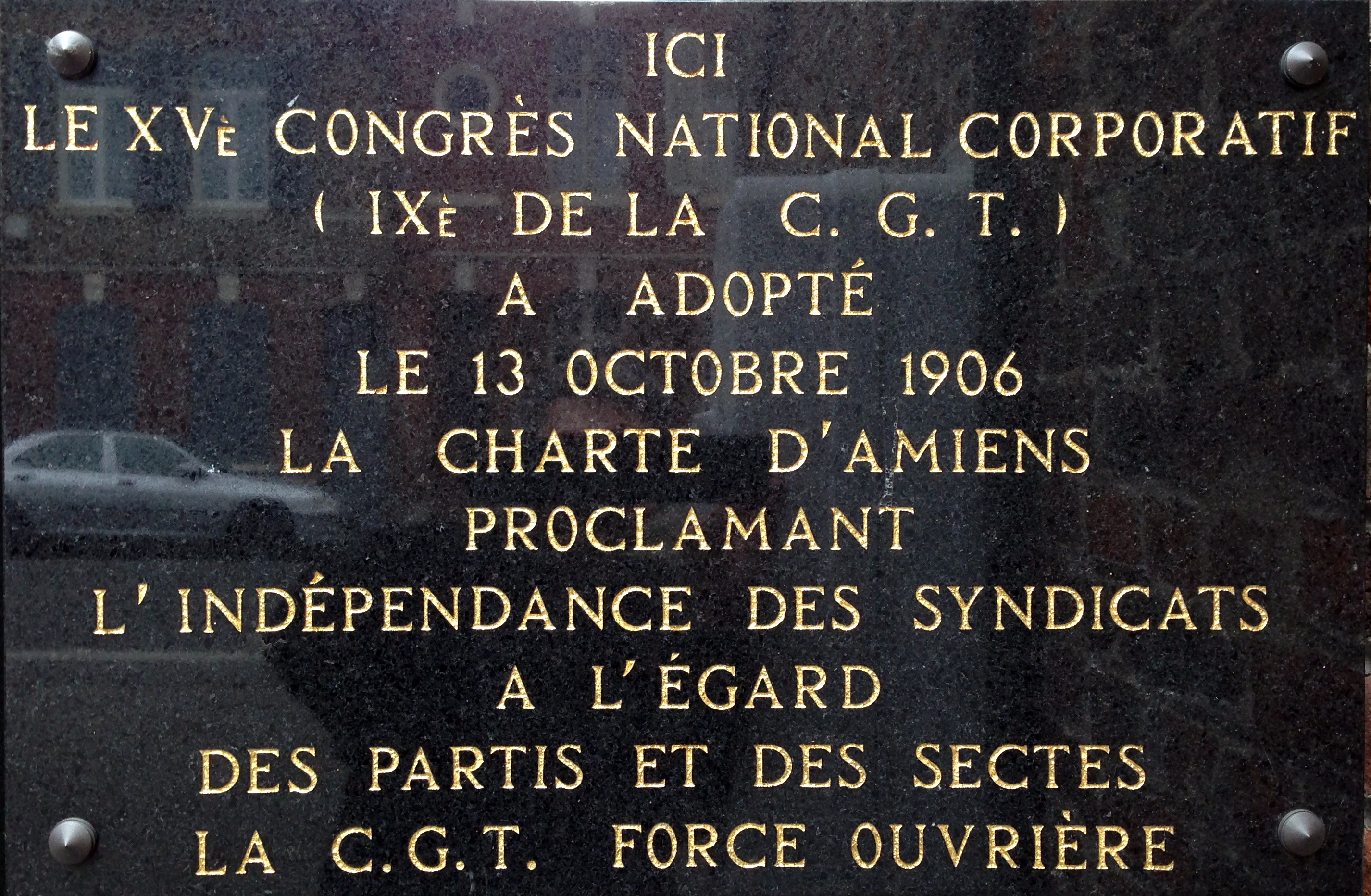
Plaque commémorative de la charte d'Amiens à l'entrée de l’École publique du Faubourg de Noyon, rue Rigollot.

En 1891, le Parti ouvrier socialiste révolutionnaire créa une coopérative d'alimentation qui devint l'une des plus importantes de France.
Louis Dutilloy mena une action politique et syndicale à partir de 1888. Il fut membre du syndicat des tisseurs et fonda en 1891, avec Charles Vérecque, le Groupe des socialistes picards. En 1895 fut élu conseiller général du canton Nord-Ouest d’Amiens ce qui marqua l'ascension électorale des socialistes amiénois. À partir de 1906, il collabora à l’organe socialiste picard Le Cri du Peuple.
En 1906, la Confédération générale du travail (C.G.T.) réunissant l'ensemble des syndicats ouvriers tint congrès à Amiens. Ce congrès adopta une motion connue sous le nom de Charte d'Amiens, le 13 octobre 1906, par lequel la C.G.T. se déclarait indépendante des partis politiques.
Le mouvement socialiste s'enracina progressivement, avec la création de la SFIO. À Amiens, cela se traduisit par l'élection du typographe Lucien Lecointe au conseil municipal en 1900 ; au conseil général de la Somme, en 1904 et à la chambre des députés, en 1909.

#### Les Amiénois et la colonisation

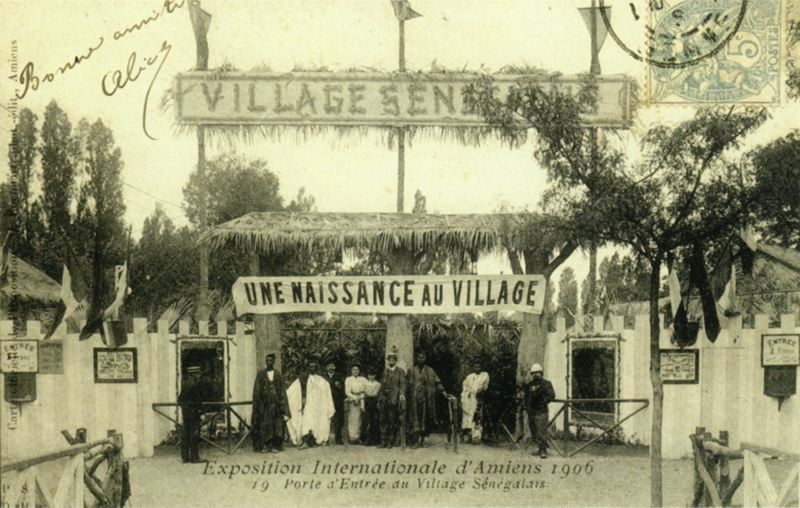
Zoo humain (village sénégalais) de l'exposition internationale d'Amiens en 1906.

La colonisation ne fut pas sans influence en Picardie. En 1906, se déroula à Amiens une exposition internationale. Dans ce cadre, fut inauguré le 14 mai un zoo humain appelé « Le village noir », avec la présence de Mamadou Seck, chef de tribu, maître-bijoutier à Gorée (Sénégal), recruté par le manager français Aimé Bouvier, entouré de sa femme et de ses enfants. Le 14 juillet, se déroula, en ville un défilé, le chef soussou Almany Boun-Sou-Ka ayant installé ses cases au sein de l'exposition dans laquellle le public pouvait apprécier « les mœurs, les coutumes de cette peuplade », le travail d'ouvriers indigènes : cordonniers, bijoutiers... « danseuses escortées de leurs musiciens aux instruments bizarres [...] écho de l'art rudimentaire de leur lointain pays ». Les visiteurs affluèrent. Le grand bal « noir et blanc » du 14 juillet fut un succès. Ainsi le village sénégalais tentait-il de sensibiliser les Picards aux « bienfaits » de la colonisation.

#### Amiens à la Belle Époque, travail et loisirs
Malgré la perte de vitesse de son industrie textile, Amiens était, au début du XXe siècle, une ville dynamique, classée au dixième rang des villes françaises pour le nombre d'habitants. La Belle Époque fut pour les Amiénois les plus aisés une période de prospérité : développement des grands magasins, du sport et des loisirs. Cet élan se brisa à l’été 1914 lorsqu’éclata la Première Guerre mondiale.
En parallèle de ces dynamiques, les anarchistes de la ville sont visés par la répression de janvier et février 1894.

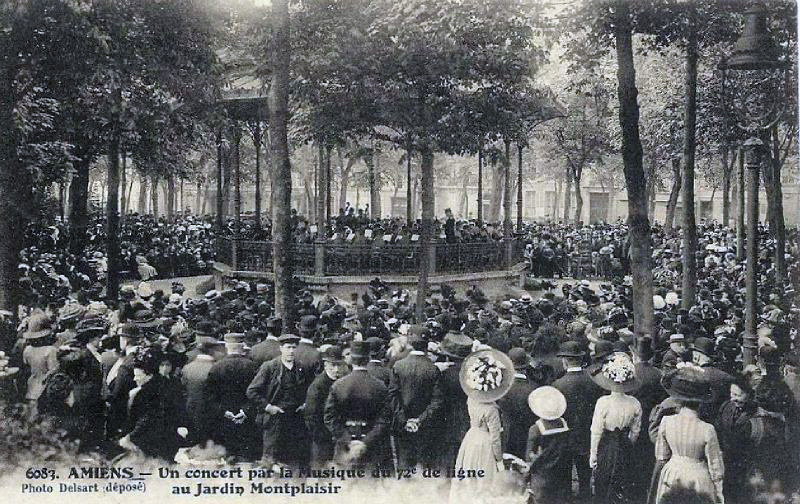
Un concert au kiosque Montplaisir vers 1908.

Devant la nécessité de loger les nouveaux arrivants venant des campagnes, la ville se transforma et s'étendit vers le sud-est par le faubourg de Noyon et le quartier Saint-Acheul, au sud-ouest par le faubourg de Beauvais, au nord, par le faubourg Saint-Pierre et le faubourg Saint-Maurice où se construisent de nombreuses maisons « amiénoises ».
Un réseau de tramway hippomobile fut créé en 1888, remplacé en 1899 par un tramway électrique qui fonctionna jusqu'aux bombardements aériens de mai 1940.
En 1896, Victor Pauchet professeur de pathologie, de clinique chirurgicale et obstétricale et chirurgien de renom créa à Amiens un établissement de santé privé qui comprenait deux entités : la clinique Victor Pauchet (qui existe toujours) et le Pavillon Duvauchel, « hôpital des pauvres », offert à la ville par son cousin l'industriel Victor Duvauchel (1823-1907).
Le 6 octobre 1907, Georges Clemenceau, Président du Conseil, ministre de l'Intérieur, vint à Amiens, inaugurer le monument à la mémoire de René Goblet, intitulé, La Conscience, situé boulevard de Belfort. Il fut conspué par des militants anarchistes.
En 1913, la ville comptait 38 entreprises de confection. Les quartiers Saint-Leu, Saint-Pierre ainsi que le faubourg de Hem, où prédominait l'industrie textile, contrastaient avec la prospérité du centre-ville et du quartier bourgeois d'Henriville.
Les Nouvelles Galeries, qui ouvrirent leurs portes en 1895, rue des Trois-Cailloux, concurrencèrent le petit commerce. En 1902, l'Amiénois Henri Devred y installa son premier magasin de prêt-à-porter.

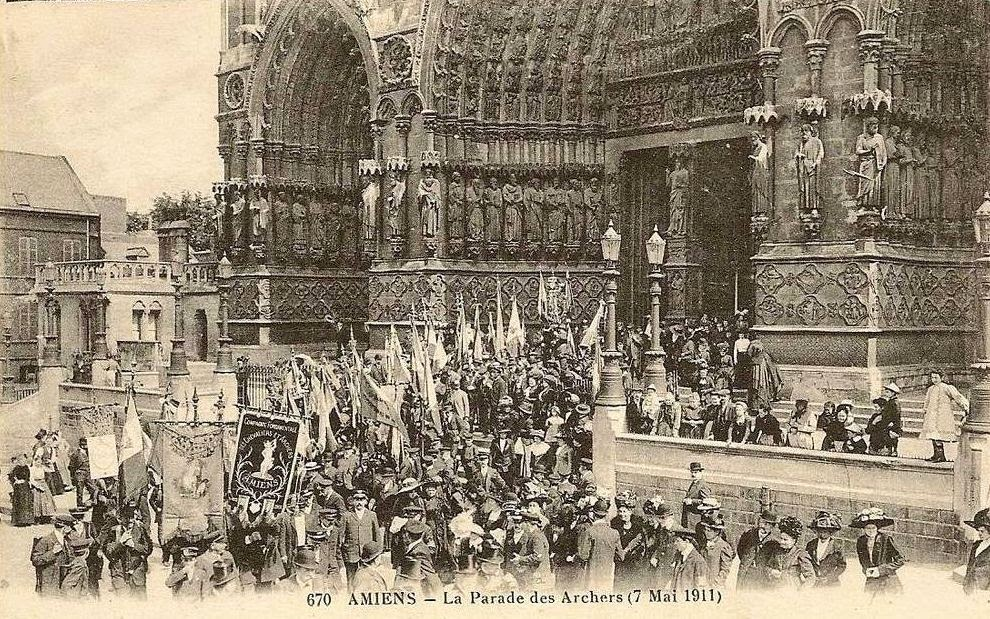
Amiens, Bouquet provincial de 1911

Naissance du sport amiénois: la capitale picarde était alors une cité animée, riche d'activités sportives et culturelles. Le tir à l'arc est très certainement la pratique sportive la plus ancienne de la ville. Il avait au Moyen Âge un rôle militaire de première importance. Avec l'apparition et le développement des armes à feu, le tir à l'arc devint un loisir. La Compagnie d'arc d'Amiens organisa le bouquet provincial à Amiens à cinq reprises, en 1893, 1899, 1903, 1911 et 1939. Le 7 juin 1903, la Compagnie d'arc d'Amiens organisa le bouquet provincial, avec l'aide de l'Union des francs-archers. 150 compagnies étaient présentes lors du défilé.
Au début du XXe siècle, la pratique du football se développa à Amiens. En 1901, l'Amiens Athlétic Club fut fondé. il participa de 1903 à 1914 au Championnat de Picardie (USFSA). En 1913, se déroula, à Amiens, le Grand Prix automobile de France qui réunit 100 000 spectateurs.
Arrivée du cinéma à Amiens: une grande activité intellectuelle eut cours dans la ville avec plusieurs sociétés savantes influentes comme la Société des antiquaires de Picardie, plusieurs journaux comme les quotidiens : Le Progrès de la Somme de tendance radicale, Le Journal d'Amiens de tendance cléricale et un théâtre. Le cinéma s'imposa dans la ville, en juillet 1902 : lors de la foire de la Saint-Jean, le Grand Palais des Cinématographes électriques proposait aux Amiénois de venir voir la « nouvelle invention américaine ». En 1907, Le Pathé Cinéma s'installa à la salle Omnia et en 1914, Amiens comptait cinq salles de cinématographe auxquelles s'ajoutèrent dans les faubourgs, des salles de projection aménagées dans des débits de boisson.

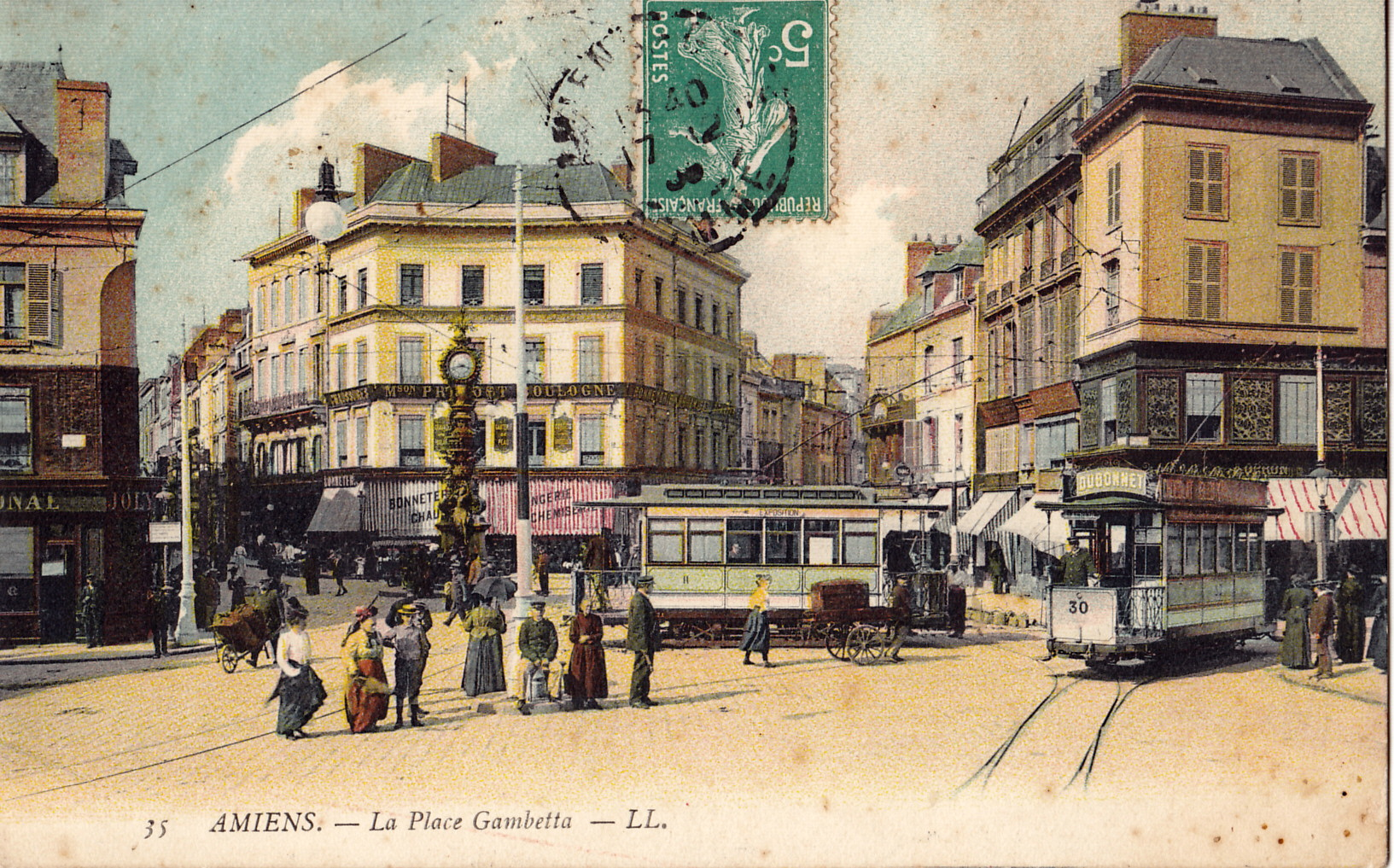
La place Gambetta (début du XXe siècle).
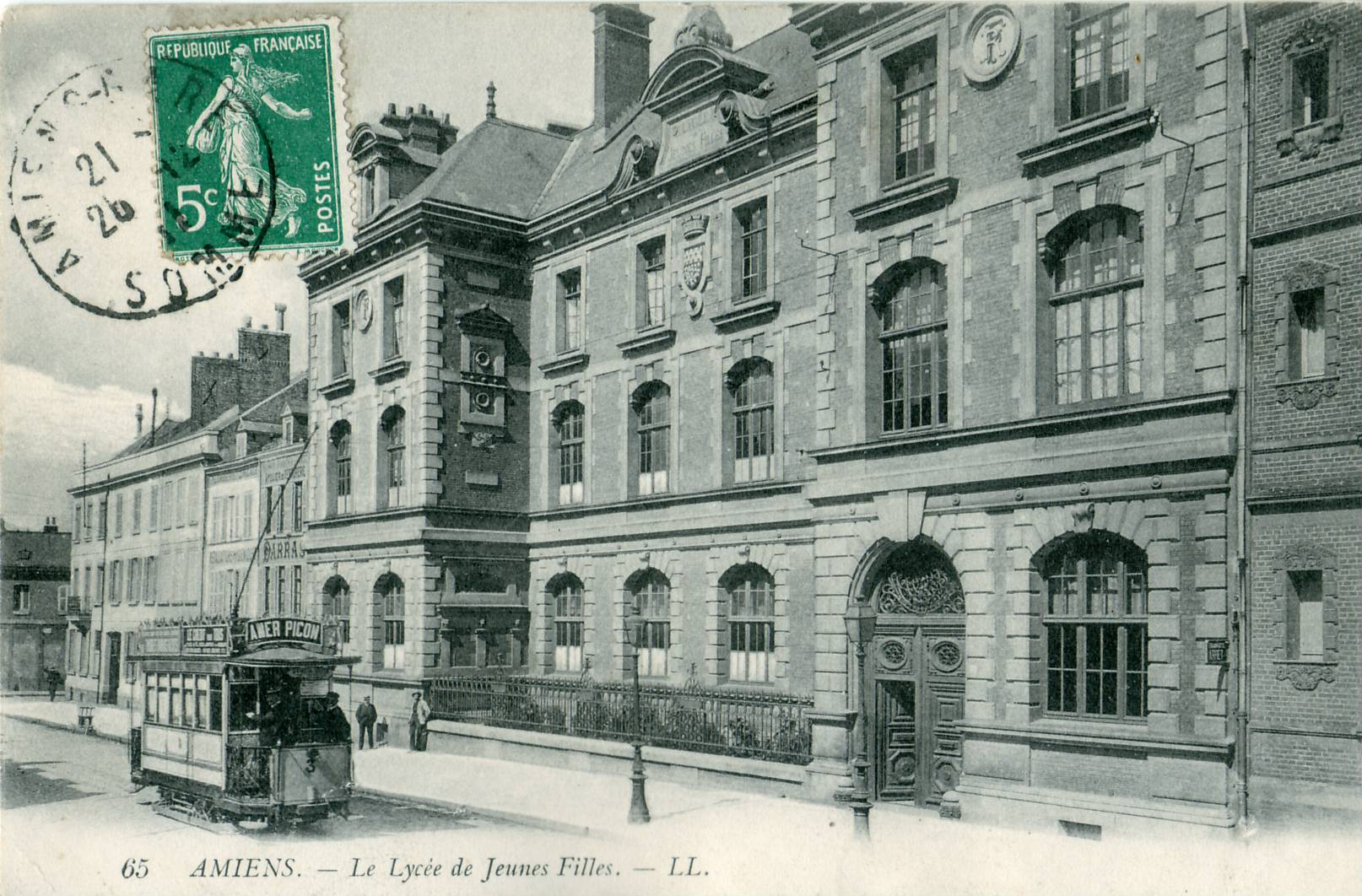
Le lycée de jeunes filles, rue Porte Paris.
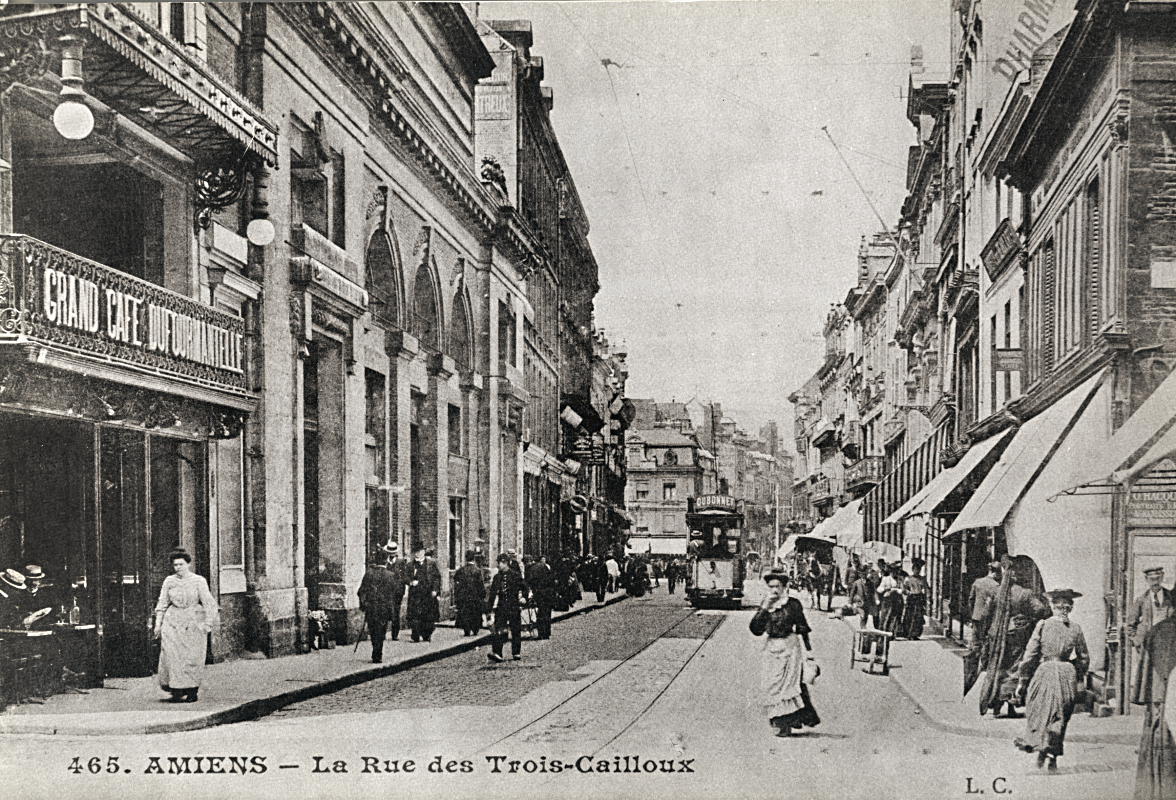
La rue des Trois-Cailloux vers 1907.
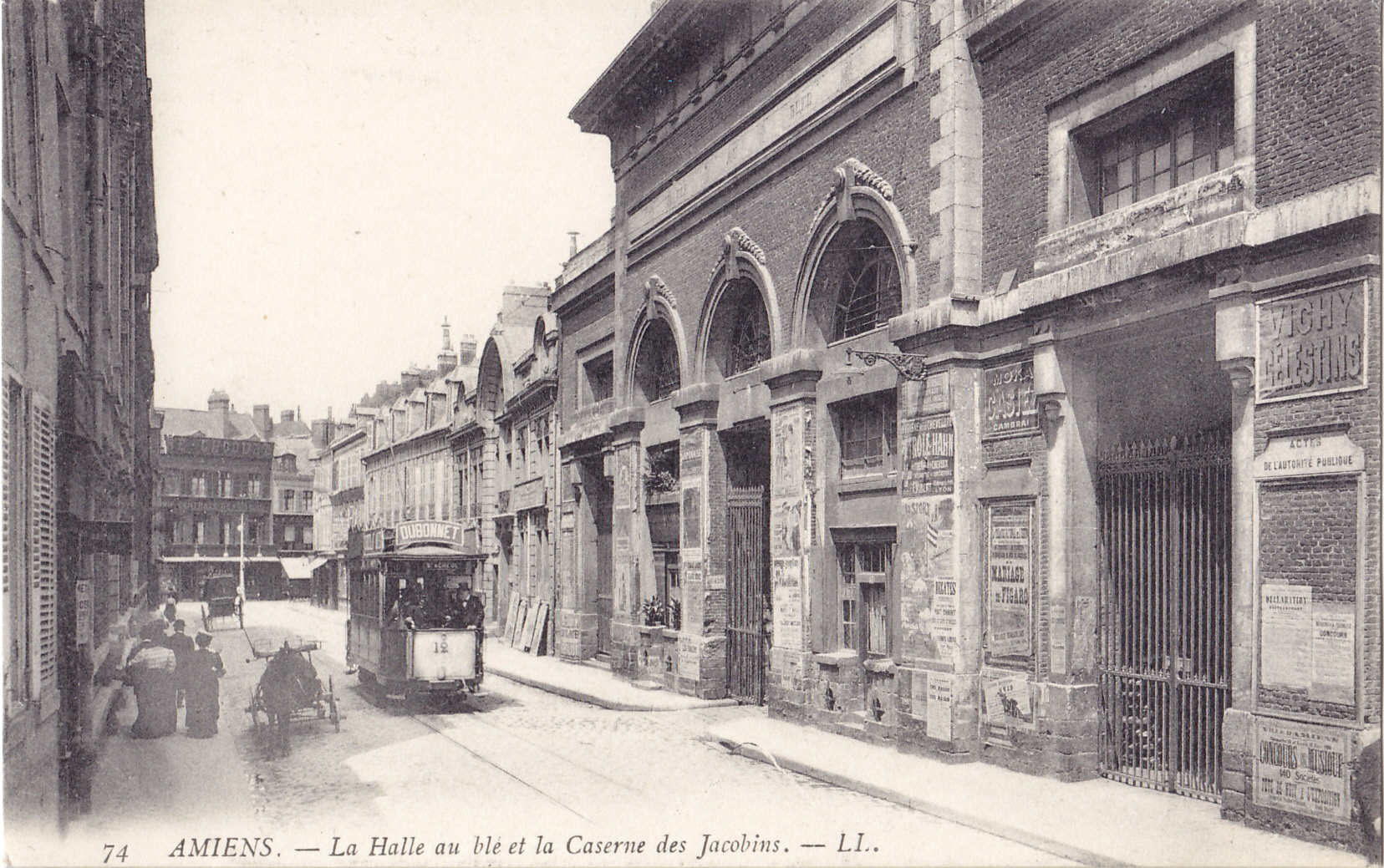
La Halle aux blés, début du XXe siècle.

#### Amiens dans la Première Guerre mondiale, une ville à l'arrière du front
Lors de la mobilisation générale du 1er août 1914, l'état-major de la 5e brigade d'infanterie (2e corps d'armée, 3e division) se mobilise à Amiens. Commandé par le général Desffontaines, il comprend un capitaine, un lieutenant, dix hommes de troupe (un caporal, deux secrétaires, deux vélocipédistes, quatre ordonnances d'officiers montés, un conducteur) et neuf chevaux (sept chevaux de selle dont deux provenant de réquisition et deux chevaux de trait réquisitionnés). L'état-major de la brigade prend le train à Amiens Nord, d'où il gagne Mouzay, dans l'est où il va combattre
Au début de la Grande Guerre, du 31 août au 10 septembre 1914, la ville d'Amiens fut occupée par l'armée allemande. En une journée pour rassembler  vivres et marchandises (40 000 kg de pain, 40 000 de conserve et de viande séchée, 100 chevaux, 500 lampes électriques, la totalité du carburant, 100 000 cigares, du vin et 20 rouleaux de papier toilette...). En cas de non-satisfaction, 20 millions de francs devront être versés. Le commandant des troupes allemandes, le général von Stockhausen, menace les Amiénois de représailles s'il ne coopèrent pas.
Le maire Alphonse Fiquet fut retenu prisonnier ainsi que douze membres du conseil municipal et le procureur général. Ils furent détenus comme otages et emmenés à Gannes (Oise) jusqu'au versement d'une indemnité de guerre. Un millier de prisonniers civils amiénois furent emmenés en Allemagne, à Rastatt (Bade-Wurtemberg).
Durant le conflit, la ville d'Amiens, située à proximité du front, occupa une position stratégique pour les Alliés. Ce fut un carrefour où passèrent de nombreuses troupes notamment britanniques, australiennes, canadiennes... et des matériels militaires. De 93 000 habitants à l'entrée en guerre, la population passa à 110 000. Plusieurs hôpitaux militaires furent créés dans la ville qui subit son premier bombardement le 16 avril 1915.
En 1917, vingt-cinq grèves se déroulèrent dans la ville.

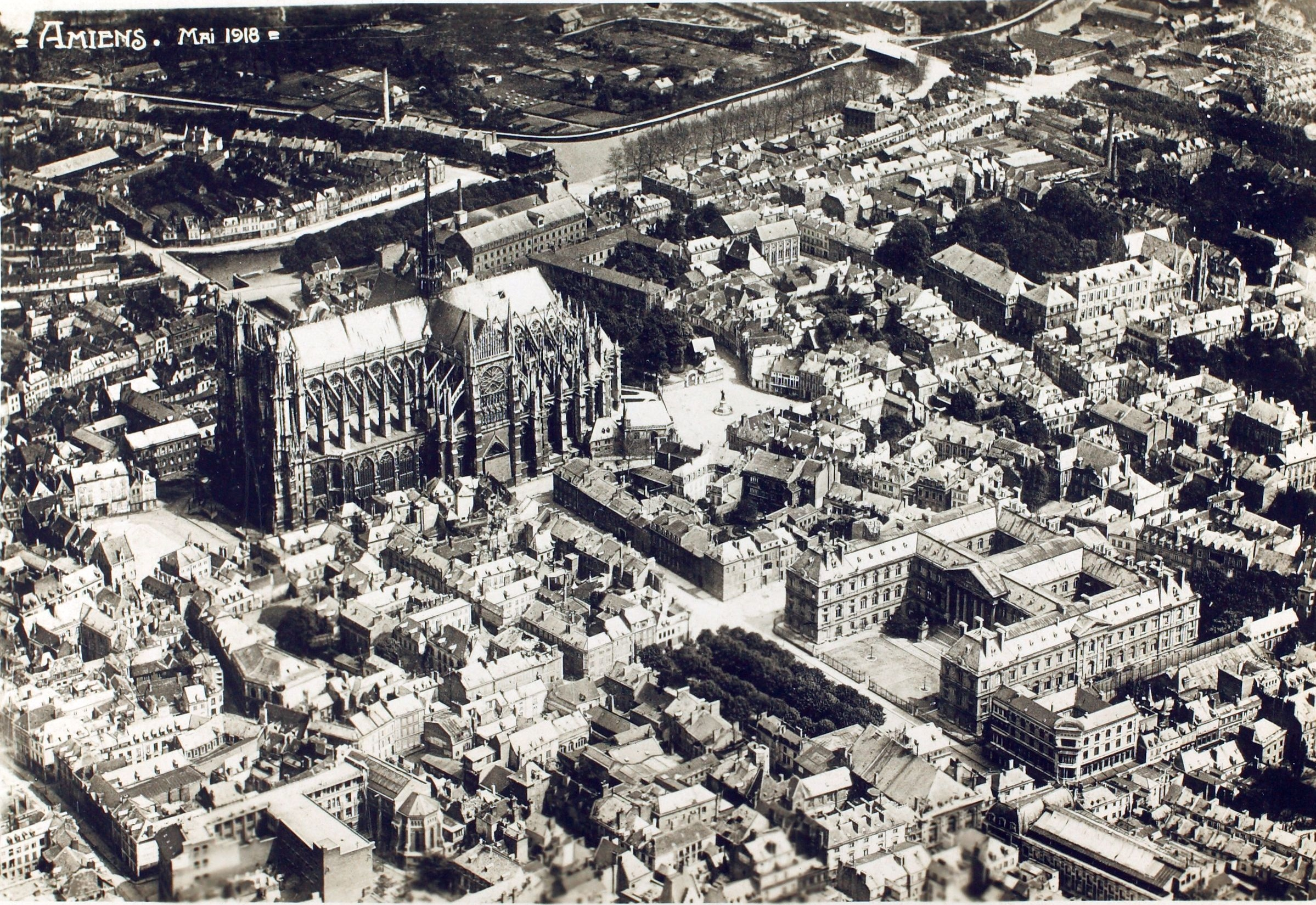
Vue aérienne du centre ville d'Amiens en mai 1918

Au printemps 1918, la ville d'Amiens subit de violents bombardements allemands qui occasionnèrent d'importantes destructions. Face aux bombardements réguliers, la municipalité mit en place dès 1915 la protection des monuments historiques, comme la cathédrale. Fin mars 1918, une vague de bombardements intense détruisit, les Nouvelles Galeries, la Halle aux blés, et en partie, la gare du Nord et le Musée de Picardie. La population fut évacuée ; la municipalité se réfugia à Neufchâtel-en-Bray. La ville échappa à une seconde occupation allemande par l'intervention décisif du corps expéditionnaire australien à Villers-Bretonneux.
Le bilan humain des victimes civiles fut pour la période 1914-1918 de 152 tués et 213 blessés, celui des dégâts matériels fut de 731 immeubles complètement détruits et près de 3 000 endommagés.

#### Amiens dans l'Entre-deux-guerres, la stagnation
Amiens fut décorée de la Croix de guerre 1914-1918 avec palme. Citation à l'ordre de l'armée du 24 août 1919 : « a supporté durant quatre ans, avec un courage et une dignité sans défaillance, le bombardement et la menace de l'ennemi. Par sa fermeté devant le péril, par la fière attitude de sa population, alors même que les vicissitudes de la lutte avait ramené la bataille jusque dans ses faubourgs, a bien mérité de la patrie. »
L'Entre-deux-guerres fut une période de reconstruction pour Amiens. À partir de mars 1919 Louis Duthoit, son cousin; Pierre Ansart et Joseph Mallet, furent chargés de préparer un plan de rénovation urbaine pour la ville d’Amiens. Jugé trop onéreux par l'État, la demande de dommages de guerre formulée par la municipalité fut rejeté en 1924. Les édiles picards réduisirent le projet à un simple redressement de voirie, de reconstruction et d’alignement d’immeubles.

##### Amiens des «Années folles» à la dépression des années 1930
Sur le plan économique et social : Amiens présente, pendant la période, la plus grande concentration et la plus grande diversité d'activités industrielles du département de la Somme. À la veille de la dépression des années 1930, le nombre d'ouvrières et d'ouvriers est estimée à 20 000 personnes environ soit presque le quart de la population totale. Les industries textiles dominent : filature, tissage (notamment le velours d'Utrecht tissé dans cinq entreprises), teinturerie (dans une quinzaine d'entreprises) et confection (une quarantaine d'entreprises emploient une main-d'œuvre surtout féminine). D'autres secteurs industriels sont représentés : métallurgie, construction mécanique (machines agricoles), cartonnage, agro-alimentaire, chaussure... Le secteur des transports quant à lui emploie près de 7 000 cheminots à Amiens et Longueau auxquels il convient d'ajouter les employés des tramways amiénois et les employés des transporteurs privés. Enfin, le secteur du bâtiment est aussi naturellement présent.
Sur le plan politique : la période fut marquée en Picardie par une certaine stabilité politique jusqu'en 1936. Le radicalisme s'était implanté dans les campagnes et à partir de 1920, un acteur politique nouveau, le Parti communiste français, fit son apparition après sa scission d'avec la SFIO au Congrès de Tours. En 1925, la cité cheminote de Longueau, élisait un maire communiste.
De 1925 à 1940, Amiens eut pour maire l'ancien ouvrier typographe et député Lucien Lecointe devenu socialiste indépendant en 1919.
Avec la crise de 1929 et la montée du chômage des années 1930, Amiens vécut des temps difficiles, les ligues d'extrême droite firent leur apparition telle les Chemises vertes d'Henri Dorgères.

Sur le plan sportif : Amiens se dota sous l'impulsion du Dr Albert Moulonguet, d'un stade dès 1921 qui porte depuis 1931 le nom de Stade Moulonguet. L'Amiens Athlétic Club connut une période faste, plusieurs de ses joueurs étant sélectionnés en équipe de France. De 1933 à 1937, sous l'impulsion du Dr de Buttler, le club amiénois accèda au niveau professionnel mais des problèmes financiers le contraignirent à retourner au niveau amateur.
Sur le plan culturel: les années 1930 marquèrent un renouveau de la culture populaire picarde avec la création en 1933, par Maurice Domon, du théâtre de marionnettes Chés Cabotans d'Amiens s'exprimant en langue picarde.
Dans le quartier de Montières, fut créée en 1917, un atelier de fabrication de céramique d'art par le commerçant amiénois, Désiré Borck qui confia la direction artistique de son atelier à Jean Barol, céramiste venu de Vallauris accompagné de François Sicard. La production débuta avec des poteries au décor style Napoléon III puis dans les années 1920, ce furent les décors art déco qui prédominèrent jusque 1933, date à laquelle l'atelier en perte de vitesse fut transféré à Paris. La production amiénoise de cette courte période est aujourd'hui recherchée des collectionneurs.

##### Le Front populaire à Amiens
La victoire du Front populaire, en 1936, marqua un net glissement à gauche de l'électorat picard. Amiens élisait deux députés communistes Jean Catelas et Louis Prot à Longueau. Un large mouvement de grève éclata dans de nombreuses entreprises de la ville et dans les chemins de fer. L'agitation sociale cessa après la signature des accords de Matignon, le 8 juin 1936. Dans son rapport mensuel du 1er septembre, le commissaire spécial d'Amiens signalait que la hausse générale des prix des produits alimentaires (pain, viande, poisson, légumes) et des produits manufacturés s'était accentuée mais ne suscitait pas, dans la population toute à sa joie des mesures législatives prises en juin (semaine de 40 heures de travail hebdomadaires, congés payés, hausse des salaires...), de mécontentement

##### L'arrivée de réfugiés juifs
Sous l'impulsion de Léon Louria, industriel à Amiens, la communauté israélite de la Somme se structura. Elle était composée de quelques dizaines de familles dont la majorité était arrivée à Amiens après 1918, en provenance de Pologne ou de Turquie. En novembre 1935 était inaugurée la synagogue d'Amiens, rue du cloître de la Barge, en présence de Jean Moulin, secrétaire général de la préfecture de la Somme. La communauté vint en aide aux Juifs fuyant le nazisme notamment aux Juifs autrichiens chassés de leur pays après l'Anschluss en mars 1938.

### Seconde Guerre mondiale

#### Drôle de guerre
Le 3 septembre 1939, débutait pour la France la Seconde Guerre mondiale. Après la Drôle de guerre, l'attaque allemande débuta le 10 mai 1940 ; le passage de la Meuse à Sedan débuta le 14 mai, l'objectif des blindés allemands étaient d'atteindre Abbeville le plus vite possible.

#### Bataille de France (1940), Amiens, ville martyre
Sur le sol de la Picardie se déroulèrent plusieurs batailles importantes de la Bataille de France. Les 18 et 19 mai 1940, la ville d'Amiens subit de très violents bombardements aériens et fut occupée dès le 20 mai par les Allemands. Du 20 mai au 8 juin 1940, de durs combats se déroulèrent autour d'Amiens, dans la vallée de la Somme et sur le plateau du Santerre pour tenter de dégager la ville et freiner la marche de la Wehrmacht vers Paris.

#### L'Occupation: Amiens, une ville entre deux zones
Les rigueurs de l'Occupation se firent sentirent dès le mois de juillet 1940. La Somme servait de limite entre deux zones d'occupation : au nord la zone interdite, au sud la zone occupée, il fallait un Ausweis (document d'identité allemand servant de laissez-passer) pour aller d'une zone à l'autre. La ville d'Amiens fut ainsi coupée en deux
La population manquait de tout: produits alimentaires, carburant, charbon, gaz etc. Des tickets de rationnement furent distribués par les mairies. Les rations alimentaires, fin 1942, se limitaient dans la Somme à 1 200 calories par jour pour un adulte. La ration de viande était fixée à 120 g de viande par semaine et par personne en avril 1943.
La presse locale était étroitement contrôlée par les Autorités d'Occupation qui supervisaient le contenu des articles et leur mise en page. Elle ne pouvait publier que des articles favorables à l'Allemagne comme le fit le quotidien Le Progrès de la Somme de juin 1940 à août 1944.
La loi du 16 février 1943 institua le Service du travail obligatoire (S.T.O.) qui frappait tous les jeunes gens du même classe d'âge ; 5 000 Picards du département de la Somme furent concernés.

#### La Collaboration séduit une toute petite minorité d'Amiénois
Les bureaux de placement pour le travail en Allemagne firent appel aux chômeurs. Des permanences s'ouvrirent à Abbeville, Albert, Amiens, Friville-Escarbotin, Montdidier, Péronne et Roye, mais le succès ne fut pas au rendez-vous malgré la promesse de primes alléchantes.
La Collaboration décidée à l'Entrevue de Montoire, entre Hitler et Pétain, le 24 octobre 1940 n'eut guère de succès en Picardie. Les partis politiques collaborationnistes ne recrutèrent qu'une centaine de personnes chacun, dans le département de la Somme. En 1943, le Parti franciste créa une section féminine à Amiens qui offrait aux mères une garderie pour leurs enfants, sans grand succès là encore. Seul le Parti populaire français (PPF) eut une certaine audience en organisant des séances de cinéma où furent projeter des films comme Le Péril juif, Les Forces occultes etc., à Amiens et à Albert, le PPF put imprimer ses propres tracts. Il milita pour que des Picards s'engageassent dans la Légion des volontaires français contre le bolchevisme (LVF) à partir de 1941. Les actions violentes des collaborationnistes se limitèrent à des bris de bustes de Marianne dans certaines mairies et le renommage de quelques rues de certaines villes.
Au printemps 1944, la Collaboration avec les Allemands entra dans une phase plus active. Elle se consacra à la recherche des réfractaires au STO et des Résistants. La Milice ne fut active dans la Somme qu'à partir de mai 1944 mais le Débarquement de Normandie, le 6 juin 1944 eut tôt fait de calmer les ardeurs des plus convaincus, beaucoup de collaborationnistes démissionnèrent, se cachèrent ou cherchèrent à entrer dans la Résistance.

#### La Résistance amiénoise

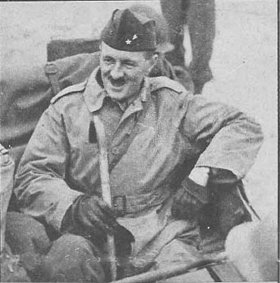
Le général Leclerc pendant la Seconde Guerre mondiale

Le Picard, Philippe de Hautecloque, capitaine de l'armée française, parvint à s'échapper des griffes allemandes en juin 1940 et à gagner l'Angleterre via le Portugal pour rejoindre la France libre du général de Gaulle. Il prit le nom de Général Leclerc et fut l'un des plus glorieux chefs militaires de la Résistance extérieure.
La Résistance intérieure dans la Somme, débuta dès 1940 par la collecte et la transmission de renseignements pour l'Angleterre et la France libre, la constitution de réseaux d'évasion pour les soldats des armées en déroute et des aviateurs alliés dont l'avion avait été abattu, la diffusion de tracts et de journaux clandestins, des actions de sabotage.
Jeanne Fourmentraux, professeure au lycée d'Amiens, entra en résistance dès octobre 1940, avec quelques jeunes gens, récupérant des armes abandonnées. Progressivement, elle entra en relation avec des salariés des PTT et de la SNCF et ce fut la fabrication de faux papiers. Ce groupe se rattacha au Bataillon de la mort de Paris en mars 1941.
Le Parti communiste clandestin, bien implanté dans la Somme, distribuait des tracts depuis août 1940 à Amiens, Longueau et Albert. Le Front national et Francs-tireurs et partisans (FTP) en étaient l'émanation. Le 31 octobre 1941, une gerbe était déposée au monument aux morts d'Amiens par les résistants. Le 24 décembre 1942, à 21 h 30, une explosion retentit au « Royal », restaurant d'Amiens transformé en Soldatenheim (foyer du soldat allemand) : 37 soldats furent tués et une centaine furent blessés.
Léon Gontier était chef de service à la préfecture de la Somme, militant socialiste, syndicaliste et franc-maçon. Il était dans l'entre-deux-guerres président de la section d'Amiens de la Ligue des droits de l'homme. Il fit partie du petit nombre de personnes avec Louis Sellier, Louis Saillant et Léon Tellier qui se réunirent dès août 1940 pour résister à l'occupant. Il entreprit de reconstituer clandestinement la Fédération SFIO de la Somme et en devint le secrétaire fédéral. En 1941, il fut l'un des cofondateurs du groupe de résistance Libération-Nord à Amiens. Il fut également membre du réseau Brutus chargé du renseignement, fournit des faux papiers aux réfractaires, fit circuler tracts et journaux clandestins. Ce fut un véritable chef qui guida de nombreuses actions contre l'armée d'occupation allemande.
Le « Groupe Michel » était un groupe de résistants affilié au Front national et aux FTP. Il réalisa une série de coups de main audacieux de février à avril 1943 : déraillements de trains par déboulonnage des voies ferrées à Montières, Thézy-Glimont, Remiencourt, Aveluy, Guillaucourt, Fontaine-sur-Somme, Hangest-sur-Somme (ce dernier déraillement faisant 25 tués et 50 blessés parmi les soldats allemands), dynamitage de l'écluse de Sailly-Laurette etc.
Madeleine Michelis, professeure de lettres au lycée de jeunes filles d'Amiens, fut et reste aujourd'hui encore une figure de la Résistance. Elle hébergea alors une jeune juive, Claude Bloch - dont le père, l'architecte Jean-André Bloch, avait été déporté - avant de réussir à lui faire passer la ligne de démarcation. Elle était membre du réseau Libération-Nord et aussi membre du réseau Shelburn, branche du Special Operations Executive des services secrets britanniques. Elle avait pour mission de mettre à l'abri et d'assurer le rapatriement en Angleterre des parachutistes et des aviateurs alliés. Son action dans la Résistance avait commencé en Normandie avant son arrivée à Amiens,.
D'autres réseaux comme l'Organisation civile et militaire (O.C.M.), le réseau Zéro France, se consacrèrent au renseignement et aux filières d'évasion. L'Organisation de résistance de l'armée (O.R.A.), non-gaulliste, était également implantée à Amiens.

#### Répression et déportation des résistants amiénois
Le 12 novembre 1940, furent fusillés dans les fossés de la citadelle d'Amiens, deux hommes originaires de Saint-Valery-sur-Somme : Lucien Brusque, marin-pêcheur, et Émile Masson, batelier, âgé de 18 ans, pour avoir coupé des câbles téléphoniques de l'armée allemande. L'exécution fut prise en photo par un soldat allemand qui fit développer sa pellicule par un photographe amiénois qui transmit un double des clichés à la Résistance. La photo fut publiée dans la presse anglo-saxonne.

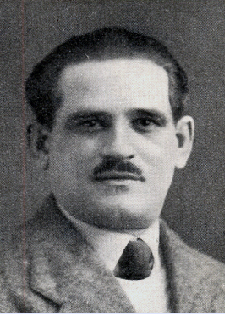
Jean Catelas

Jean Catelas, député d'Amiens fut une victime du Régime de Vichy. Au début de la Seconde Guerre mondiale, il défendit le pacte germano-soviétique en 1939 et entra dans la clandestinité, après l'interdiction du Parti communiste. Il participa à la réorganisation clandestine des syndicats de cheminots d'obédience communiste. Après l'entrée des Allemands dans Paris le 14 juin 1940, il participa, aux côtés de Maurice Tréand, aux négociations visant à faire reparaître le journal, L'Humanité, sans succès. Membre de la direction du Parti communiste clandestin, il fut arrêté, à Paris, par la police française, le 14 mai 1941 et incarcéré à la prison de la Santé avec Gabriel Péri. Le 9 septembre 1941 le gouvernement de Vichy créait le « Tribunal d'État », juridiction d'exception comme les Sections spéciales, pour juger les opposants politiques sous la pression des Allemands qui, à la suite de l'attentat du 21 août 1941 contre l'aspirant Moser, exigèrent de l'État français l'exécution de six communistes. Jean Catelas fut condamné à mort, le 21 septembre 1941 et guillotiné le 24 à la prison de la Santé.
Raymond Gourdain (1920-1942) était un ouvrier électricien, habitant à Amiens dans le quartier Saint-Acheul. Le 1er février 1942, le jeune FTP participa à un attentat contre la permanence de la LVF (volontaires français pour se battre sur le front russe dans la Waffen SS). Arrêté par la police française en uniforme, il fut condamné à mort par un Tribunal militaire allemand. Transféré à la prison de Fresnes, il fut fusillé le 21 mars 1942 au Mont Valérien.

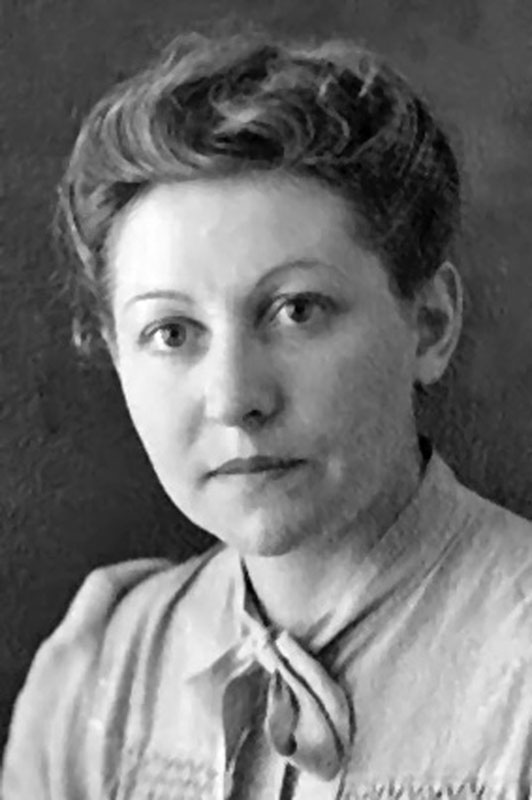
Madeleine Michelis

Madeleine Michelis, résistante amiénoise, fut arrêtée par la Gestapo à son domicile, le 12 février 1944, elle fut transférée à Paris, au Lycée Montaigne. Le mercredi 16 février, elle fut amenée vers 13 h 00, à l'Hôtel des États-Unis, boulevard du Montparnasse pour un interrogatoire. Le 21 février 1944, sa famille était officiellement informée de sa mort,.
Léon Gontier, résistant amiénois, fut arrêté à Paris, à la gare du Nord, le 13 janvier 1944 et fut incarcéré à Amiens, à la prison de la route d'Albert. Le 18 février 1944, lors de l'Opération Jéricho, Léon Gontier se distingua par son courage en aidant les personnes blessées à gagner la sortie, malgré les pressions de son entourage qui l'incitait à fuir. Il resta, de ce fait, prisonnier des Allemands. Transféré au camp de Royallieu à Compiègne dans l'Oise, il fut ensuite déporté, le 28 juillet 1944 au camp de concentration de Neuengamme, en Allemagne, où il mourut le 31 décembre 1944.
La Citadelle d'Amiens fut un lieu de détention, de torture et d'exécution pour les résistants tombés dans les griffes de la police française ou de la Gestapo. 35 résistants furent fusillés dans les fossés de la citadelle de 1940 à août 1944.

#### Rafles, internement et extermination des Juifs d'Amiens

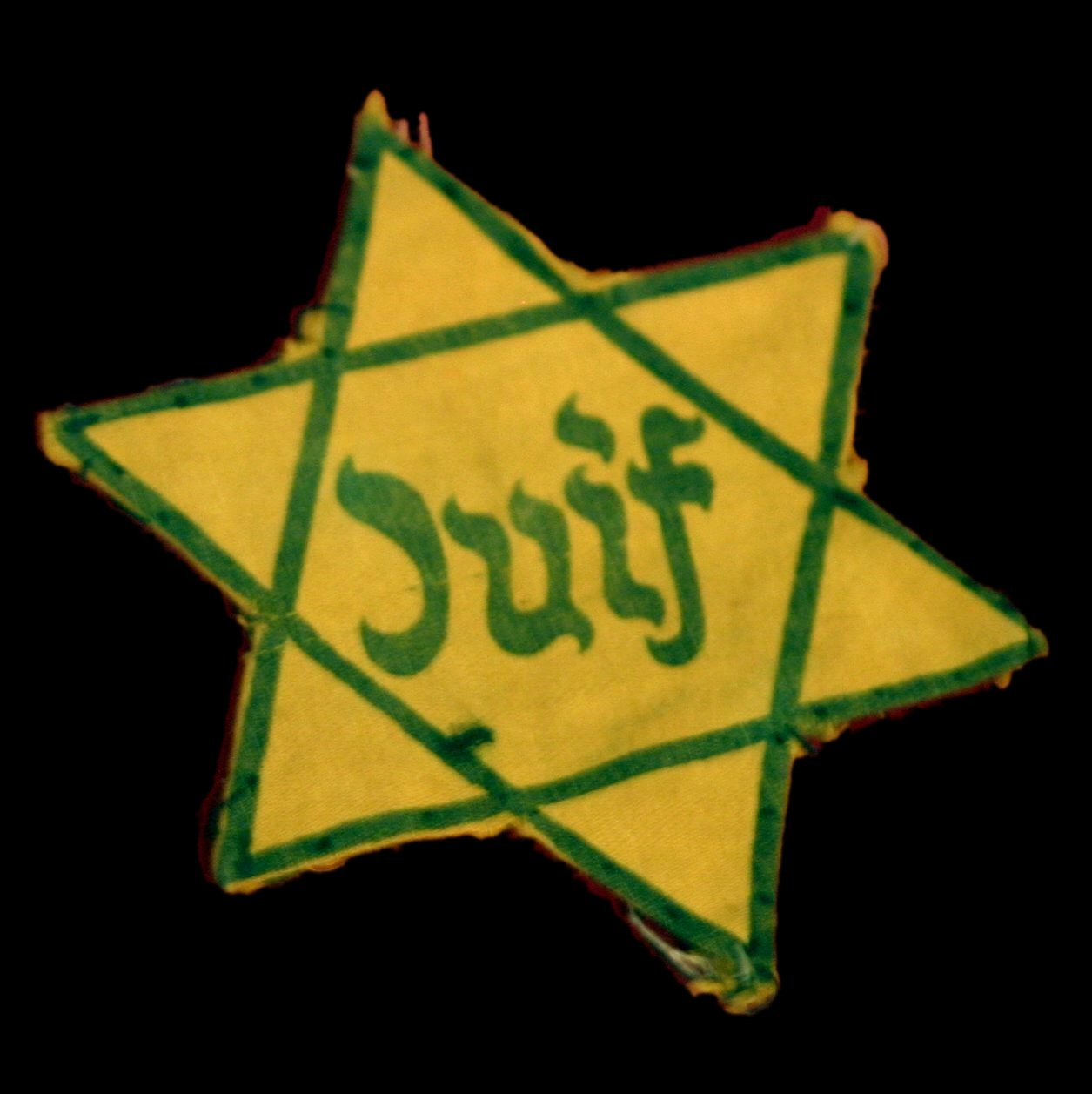
Étoile jaune dont le port fut imposé aux Juifs de la Zone occupée à partir du 7 juin 1942.

Le gouvernement de Vichy promulgua le premier statut des Juifs le 3 octobre 1940. Les Allemands avaient promulgué, le 27 septembre 1940, une ordonnance définissant le premier statut allemand des Juifs pour les zones occupées et les dispositions concernant leurs biens : recensement des Juifs dans chaque département, interdiction d'un retour en zone occupée pour les Juifs qui l'avaient quittée...
Dans le département de la Somme, 93 Juifs furent recensés en 1940 mais ce chiffre sous-estime vraisemblablement le nombre réel de Juifs du département car certains noms, absents de cette première liste, apparaissent dans des documents postérieurs. Un certain nombre de Juifs étrangers furent dirigés en décembre 1940 dans les camps du département de l'Yonne, on en retrouva également dans les Pyrénées-Orientales etc.
 Le 18 juillet 1942, sur ordre du Sicherheitspolizei Kommando (S.P.K.) de Saint-Quentin, la gendarmerie française procédait à l'arrestation de Juifs étrangers ou apatrides à Amiens, Pierrepont-sur-Avre et Ault. Ils furent dirigés vers le Camp de Drancy et de là vers les camps de la mort. 
 La plus importante rafle de Juifs eut lieu le 4 janvier 1944, certains furent arrêtés le 5. La plupart d'entre eux habitaient Amiens. Les Juifs arrêtés tôt le matin par les Allemands furent amenés à la gendarmerie d'Amiens et y restèrent jusqu'au soir où ils furent acheminés à la gare du Nord d'Amiens pour prendre le train à destination de Drancy, dans la nuit du 4 au 5 janvier. Ils furent, pour la plupart, déportés à Auschwitz-Birkenau, le 20 janvier, par le convoi no 66 et exterminés le 23. Une seule Amiénoise issue de ce convoi a survécu. Trois enfants juifs de la Somme furent déportés par ce convoi aucun d'eux n'est revenu,.

#### La Libération et l'épuration à Amiens

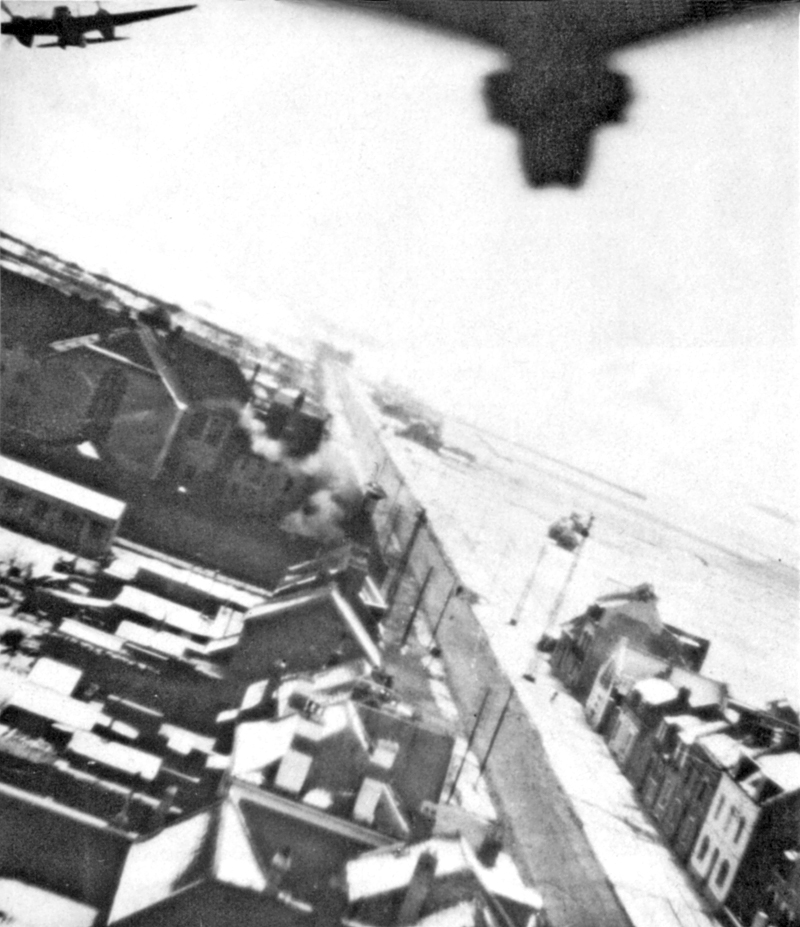
Opération Jéricho, 18 février 1944, 12 h 00

##### Amiens et Longueau bombardées
À partir 1942, les bombardements alliés sur la Picardie commencèrent, visant des objectifs militaires allemands, des nœuds ferroviaires etc. Le 13 mars 1943, Amiens subit un bombardement.
L'opération Jéricho est le nom donné à un raid aérien de la Royal Air Force qui se déroula le 18 février 1944. Il avait pour but de libérer des Résistants incarcérés dans la prison d'Amiens. Cette opération, qui fit 98 morts, fut une action préparatoire à la Libération.
En mars 1944, Longueau, important nœud ferroviaire voisin d'Amiens, subit des bombardements d'une violence telle que la ville fut évacuée par ordre des autorités d'occupation. Vingt et un bombardements en trois jours. 1 132 immeubles furent partiellement ou totalement détruits. Toutes les installations ferroviaires furent détruites (sauf la gare de voyageurs).
La ville d'Amiens subit d'importants bombardements en 1944 : celui du 11 mai fit 16 morts et 31 blessés ; les bombardements américains comme ceux de la Pentecôte, les 27 et 28 mai 1944, firent 204 tués et 250 blessés parmi la population civile. Plus de 4 000 immeubles furent totalement ou partiellement détruits. Le 13 juin, la Royal Air Force (R.A.F.) toucha principalement les installations ferroviaires d'Amiens et de Longueau. Chaque nuit du mois de juin des bombardements eurent lieu. Le 25 juin, les quartiers Saint-Pierre, Saint-Maurice et le Nouvel Hôpital (hôpital nord) furent lourdement atteints. Le population trouva refuge dans les carrières de la rue Octave Tierce, de la route de Flesselles, de la route de Doullens et de la rue Eloi Morel.

##### Libération d'Amiens par l'armée britannique et les F.F.I.
Le 31 août 1944, la ville d'Amiens était libérée par les Britanniques après plusieurs combats notamment pour le contrôle des ponts sur la Somme, les FFI réussirent à garder intact le pont Beauvillé, principal point de passage sur la Somme en allant vers le nord. Les premiers chars britanniques du Royal Tank pénétrèrent dans la ville vers 4 h 00 du matin. Les combats s'engagèrent entre les résistants et les Allemands pour la défense des ponts sur la Somme vers 4 h 30 : les ponts Cagnard, des Célestins, de la Citadelle et du Maulcreux furent détruits. Des combats se déroulèrent au pont Beauvillé, le principal de la ville, des policiers résistants et des FFI réussirent à faire échouer la destruction du pont par les Allemands. Vers 14 h 00, la citadelle était prise par les résistants, les combats firent cinq victimes parmi les FFI. Une trentaine de prisonniers britanniques et américains furent libérés, cinq cents Allemands furent faits prisonniers. À 15 h 00, la ville était libérée.

##### Épuration sauvage et Épuration judiciaire à Amiens
Dès la ville libérée, commença une épuration extra judiciaire qui se caractérisa par des exécutions sommaires et, à la citadelle, devant le palais de justice, rue Victor-Hugo et rue Rohaut, par la tonte de femmes accusées, à tort ou à raison, de relations personnelles avec des Allemands.
Une cour de justice nouvelle fut créée par le préfet Bernard Cornut-Gentille pour traiter spécifiquement des crimes de guerre et des faits de collaboration dès 1944. Cette cour prononça - entre autres - deux condamnations à mort dont une fut graciée.
Le 16 octobre 1944, un nouveau quotidien régional était fondé à Amiens, Le Courrier picard qui s'installa dans les locaux du Progrès de la Somme interdit de parution.

### IVeRépublique

#### La reconstruction d'Amiens
Le 11 mars 1945, le ministre de la Reconstruction, Raoul Dautry, vint se rendre compte sur place de l'étendue des destructions subies par la ville.
Le 11 août 1945, le général de Gaulle, chef du Gouvernement provisoire de la République française, effectua une visite officielle à Amiens. Le 28 février 1946 ce fut François Billoux, ministre de la Reconstruction qui vint à Amiens. Le 31 août 1946, le général Leclerc y fut, lui aussi, officiellement reçu.
La ville adopta le plan de reconstruction de Pierre Dufau, le 18 février 1946. Son plan de reconstruction et d'aménagement avait été élaboré dès juillet 1942. Il reposait sur la volonté d'améliorer la circulation par l'élargissement des rues et la densification des îlots. La place Gambetta fut aménagée par l'architecte Alexandre Courtois, la place Alphonse Fiquet fut reconstruite par Auguste Perret. Dufau se concentra quant à lui sur la place au Fil et au parvis de la cathédrale. Le 16 février 1946, 300 maisons préfabriquées pour le relogement des familles sinistrées arrivèrent à Amiens, grâce à l'aide des États-Unis.

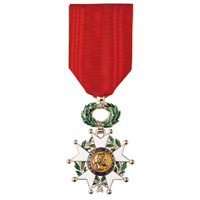

Le 8 mai 1948, ce fut Vincent Auriol, Président de la République qui effectua une visite officielle à Amiens. Le 28 novembre 1948, les chantiers de reconstruction d'Amiens reçurent la visite d'Eleanor Roosevelt, déléguée des Nations-Unies, John Foster Dulles et Eugène Claudius-Petit, ministre de la Reconstruction. Le 2 juin 1948, la Légion d'honneur était attribuée à la ville d'Amiens par décret du Président de la République. La Croix de guerre 1939-1945 avec palme fut également attribuée à la ville.
La reconstruction d'Amiens fut marquée par deux événements qui constituèrent, à l'époque, un exploit technique. En 1950, on procéda dans la rue des Trois Cailloux, principale rue commerçante de la ville, au recul de cinq mètres de la façade de l'ancien théâtre, d'un seul tenant. De 1949 à 1952, s'édifia, en face de la gare du Nord, la Tour Perret qui fut en son temps, le plus haut gratte-ciel d'Europe de l'Ouest.
Le 22 mai 1952, fut inauguré le zoo d'Amiens.

#### Extension de la ville à l'ouest et au nord
Le plan de reconstruction d'Amiens avait prévu la réalisation d'une zone industrielle de compensation à l'ouest de la ville pour les industries sinistrées. La Zone de compensation de Montières-Faubourg de Hem accueillit l'usine de fabrication de yaourts de la coopérative laitière La Clara, l'usine de confection Cosserat, le constructeur de machines à laver C.E.M.A. - Philips et plusieurs entrepôts.
En novembre 1950, sous l'impulsion de Roger Dumoulin, son président, la Chambre de commerce et d'industrie d'Amiens fit l'acquisition de terrains au nord de la ville pour constituer la zone industrielle de Longpré. C'est sur cet espace que se sont installées par la suite de nouvelles activités industrielles : pneumatiques, savonnerie, chimie, construction mécanique...
En 1956, la Chambre de commerce et d'industrie d'Amiens entreprit la construction d'un nouveau quartier à l'ouest d'Amiens. Étouvie est un espace formé de grands ensembles d'immeubles dont la construction s'est échelonnée jusqu'aux années 1970. En 1958, débuta la construction du quartier du « Pigeonnier » (officiellement Amiens-Nord) formé de grands barres d'immeubles parallèles.

#### Vie politique: Amiens, une ville de gauche
La vie politique de la ville d'Amiens fut dominée pendant toute la IVe République et jusqu'au années 1980 par la gauche : la municipalité SFIO fut dirigée par Maurice Vast de 1944 à 1953 puis Camille Goret de 1953 à 1959 puis à nouveau par Maurice Vast de 1959 à 1971. Cependant en 1965, ce dernier fit alliance avec le centre et la droite. Le PCF bien implanté depuis le Front populaire avait vu son influence croître pendant la Résistance. De 1945 à 1958, les électeurs désignèrent deux députés communistes René Lamps et Louis Prot au scrutin de liste à représentation proportionnelle.

Monuments historiques d'Amiens
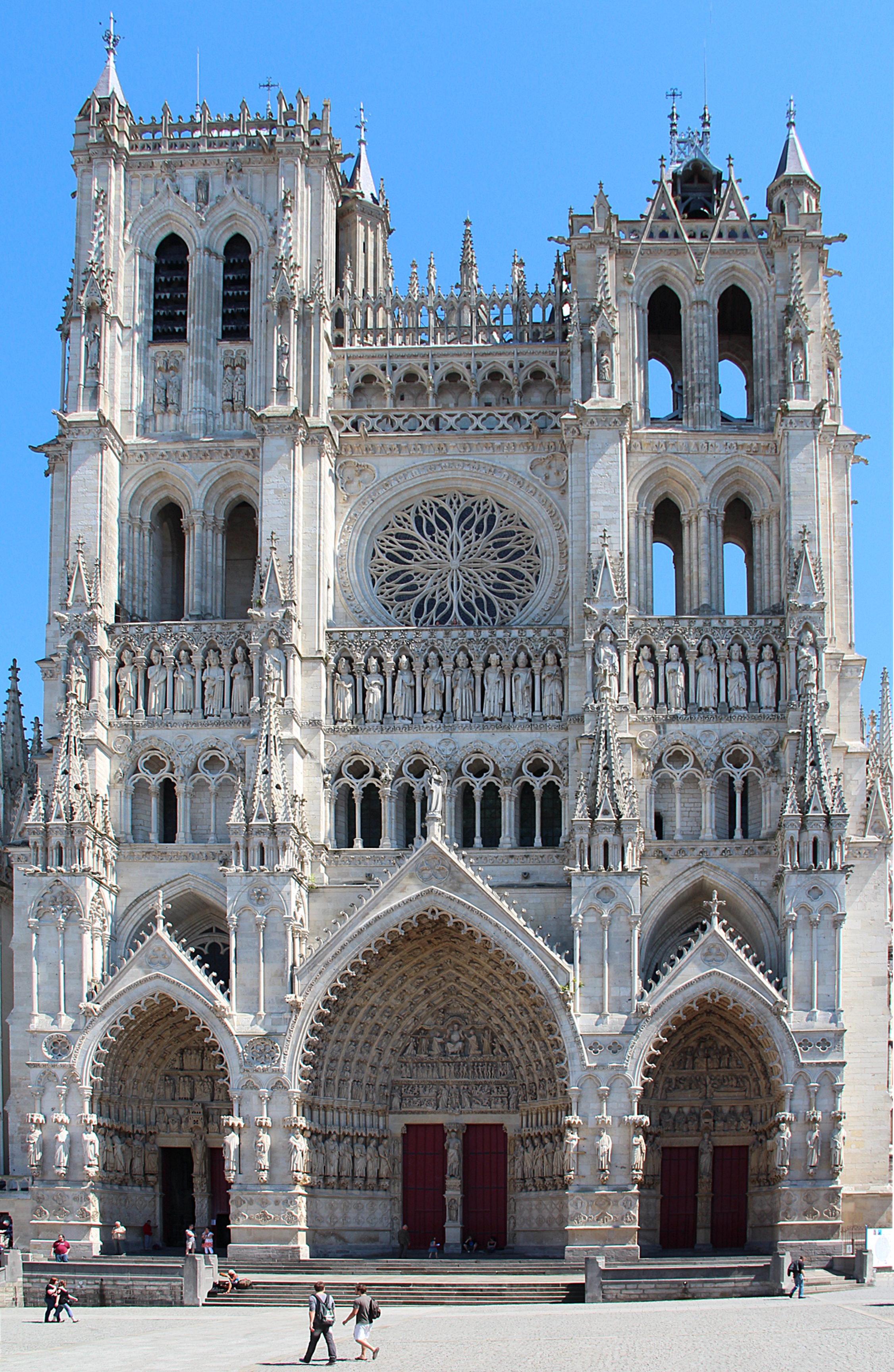
Façade de la cathédrale Notre-Dame d'Amiens (XIIIe siècle)  Classée MH (1862) -  Patrimoine mondial (1981).
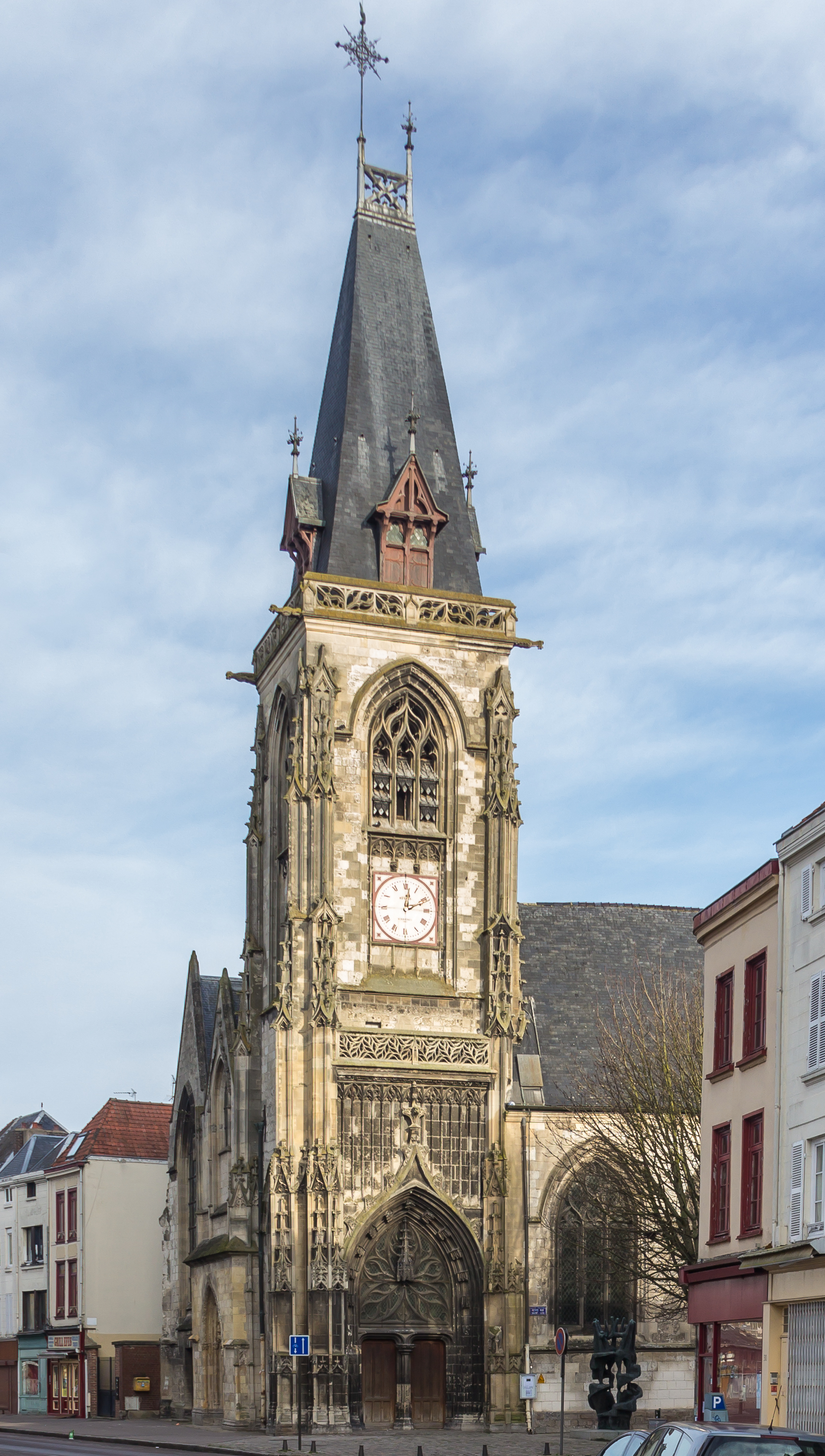
Église Saint-Leu d'Amiens (XVe siècle)  Classé MH (1906) .
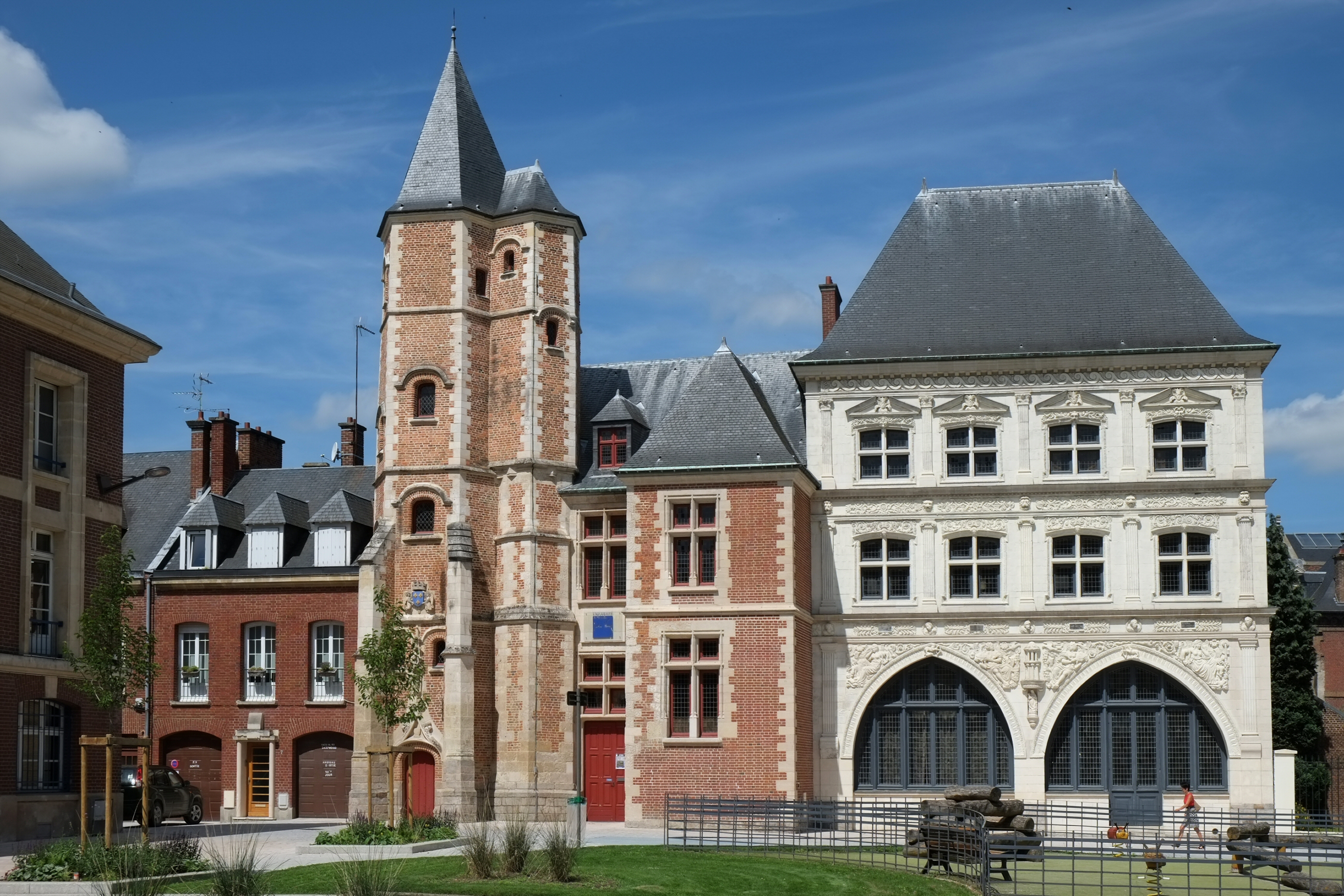
Logis du Roy  Inscrit MH (1926) et Maison du Sagittaire  Classé MH (1941) (XVIe siècle).
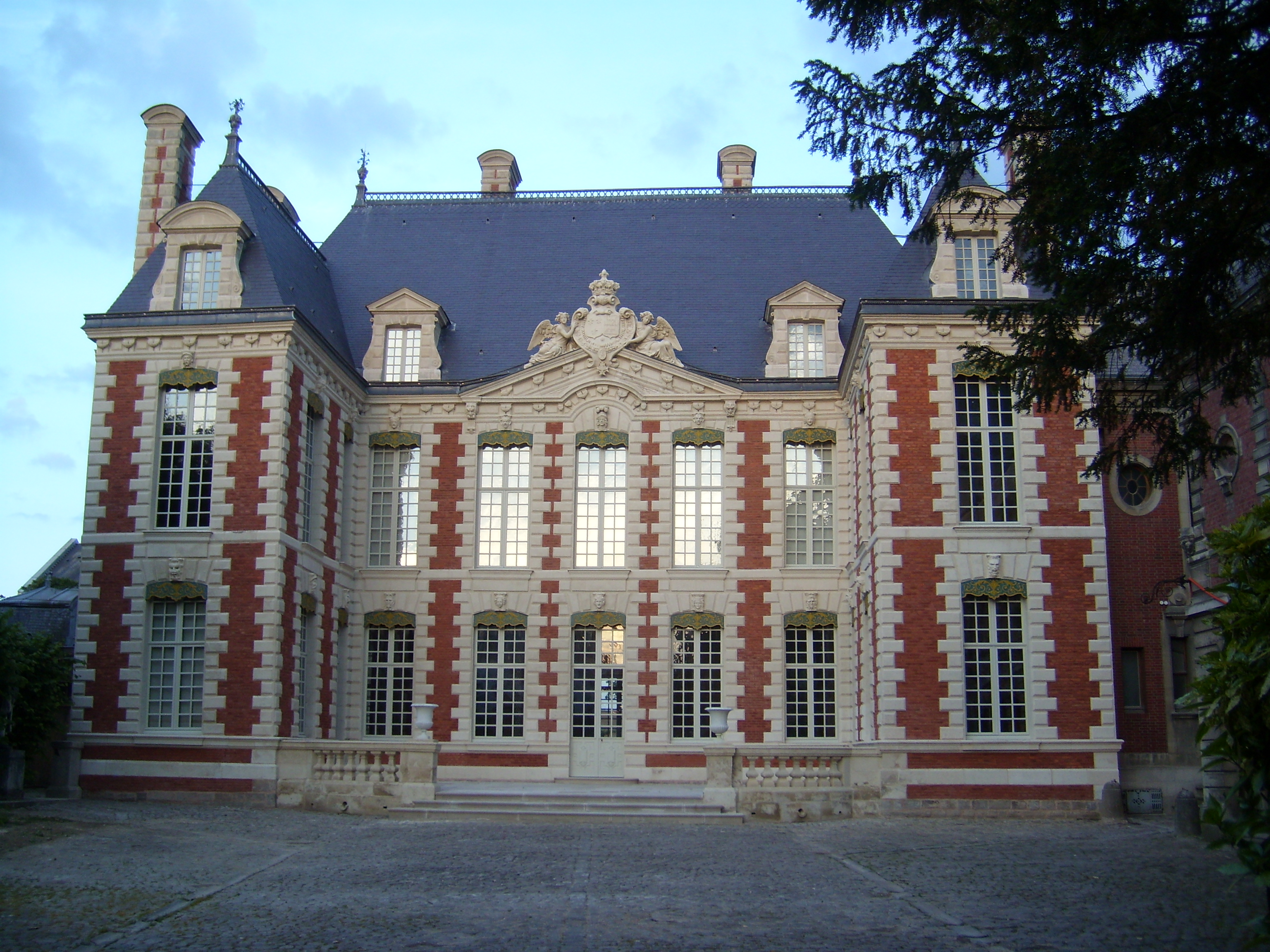
Ancien Hôtel des Trésoriers de France (1634)  Classé MH (1993).
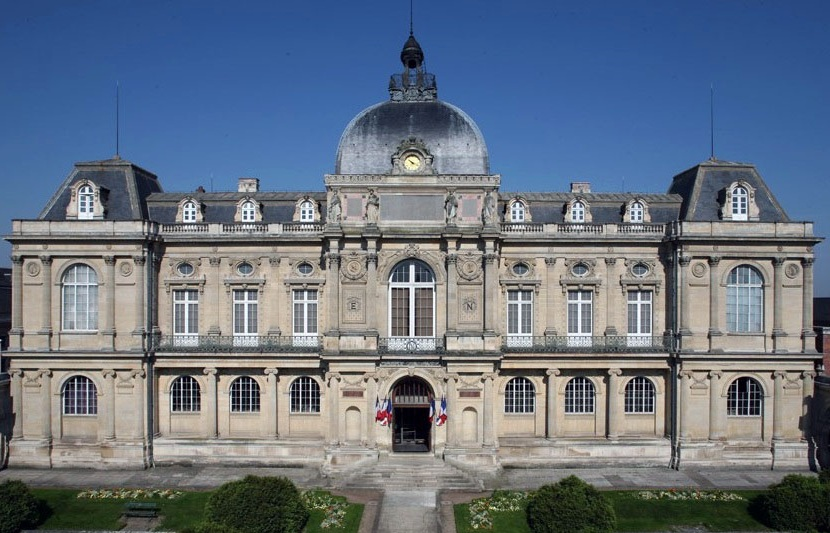
Musée de Picardie (1855-1867)  Classé MH (2012).
La tour Perret (190-1950) vue du parvis de la gare  Inscrit MH (1975).

### VeRépublique (XXesiècle)

#### Échos de la Guerre d'Algérie à Amiens
Au début de la Guerre d'Algérie, le 24 mai 1956, une manifestation de conscrits rappelés se déroula à Amiens. Un grand meeting fut organisé au cirque municipal, le 31 mai 1956, « Pour la paix en Algérie », par la Ligue des droits de l'homme.
En 1962, des pieds-noirs ainsi que des harkis et leurs familles furent rapatriés d'Algérie à Amiens. Un rapport de la Préfecture de la Somme fait état de leur situation au 15 février 1964. Le département de la Somme accueillait à cette date 4 600 rapatriés, dont 1 600 musulmans. Les harkis arrivèrent dans le sillage du 22e Régiment de tirailleurs. 800 d'entre eux furent installés dans des conditions précaires voire insalubres à la citadelle d'Amiens jusque 1965.
Le retour au pouvoir du général de Gaulle marqua une évolution de l'électorat qui glissa vers la droite. Aux législatives de 1958, René Lamps député communiste d'Amiens fut battu dans une triangulaire au profit du gaulliste Fred Moore.

#### La fin des Trente Glorieuses, rôle accru d'Amiens au niveau régional

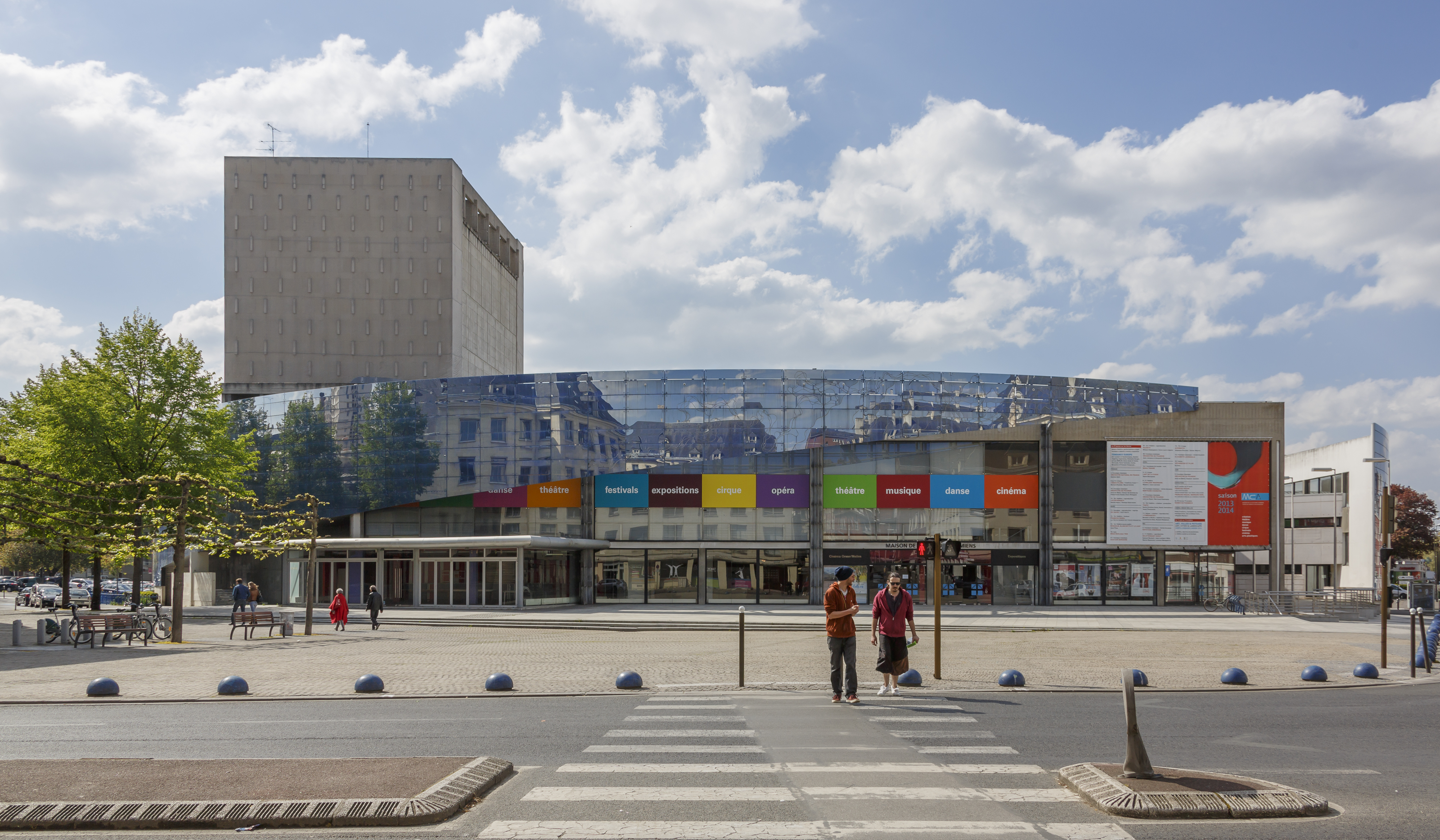
Maison de la culture d'Amiens

##### Amiens, capitale régionale
En 1960, la région Picardie était créée en tant que circonscription d'action régionale. En 1964, elle était dotée d'un préfet de région, Amiens étant la capitale régionale.
La 9 juin 1964, fut créée l'Académie d'Amiens, dont Robert Mallet devint le premier recteur. Le 19 mars 1966, le ministre des affaires culturelles André Malraux vint à inaugurer la Maison de la culture d'Amiens.
Amiens se dota d'un équipement sportif moderne au milieu des années 1960 : le palais des sports Pierre de Coubertin avec piscine olympique et patinoire. Le Hockey Club Amiens Somme (« Les Gothiques d'Amiens ») fut fondé en 1967.

##### Amiens, un foyer de contestation sociale et politique
Le vent de contestation qui soufflait sur la France et dans le monde à la fin des années 1960, toucha également Amiens. D'abord, une manifestation opposée à la guerre du Viêt Nam fut organisée le 21 octobre 1967. Ensuite, alors que la Maison de la Culture avait accueilli le ministre de l'Éducation nationale Alain Peyrefitte en mi-mars 1968, à l'occasion d'un colloque sur l'éducation, les étudiants amiénois emboîtèrent le pas des événements parisiens en défilant les 6 et 7 mai.
Les ouvriers de la Somme rejoignirent le mouvement de contestation le 17, tandis que le lendemain, les cheminots de Longueau bloquaient les aiguillages. Les ouvriers de Ferodo occupèrent leur usine à partir du 20 mai pour cinq semaines.
Sans connaître d'affrontements comparables aux nuits parisiennes, la ville fut rapidement paralysée : l'absence de collecte des déchets ménagers donna aux rues des odeurs nauséabondes, et le département fut à court d'essence à partir du 22. Face à ce mouvement de gauche, l'extrême-droite ne resta pas inactive : alors que des militants avaient lancé un engin explosif sur la permanence communiste de la ville le 23 décembre 1967, des membres d'Occident s'opposèrent aux étudiants le 21 mai, devant le cinéma Picardy. Dans la nuit du 27 au 28 mai, les étudiants tentèrent de prendre la Maison de la Culture. Au lendemain de l'allocution du général de Gaulle, ses partisans amiénois défilèrent le 31 mai, tandis que la reprise du travail s'engageait la semaine suivante. Par la loi Faure promulguée le 12 novembre 1968, le collège universitaire d'Amiens se transforma en université le 26 octobre suivant.

#### Vie politique: essor et reflux de la gauche à Amiens
Les conséquences de ce vaste et profond mouvement de contestation allaient provoquer d'importants changements politiques. Maurice Vast, maire d'Amiens depuis la Libération, élu sous l'étiquette SFIO était un adversaire de la stratégie d'union avec les communistes. Il évolua donc vers le centre et s'allia avec la droite pour remporter les élections municipales de 1965.
René Lamps (PCF) réélu député sans discontinuer de 1962 à 1978 incarnait l'union à gauche. En 1971, il conduisit une liste d'union de la gauche qui remporta les élections municipales. Amiens fut la seule capitale régionale dirigée par un maire communiste. En 1978, le maire d'Amiens céda son siège de député à Maxime Gremetz. La victoire de François Mitterrand à l'élection présidentielle de 1981 provoqua aux élections législatives qui suivirent, le reflux communiste, le socialiste Jean-Claude Dessein adjoint au maire d'Amiens arrivé largement en tête au premier tour fut élu député.
Cependant le malaise social grandissant et l'usure de l'équipe municipale de gauche provoqua, en 1989, l'élection du centriste Gilles de Robien à la tête de la municipalité. Maxime Gremetz était néanmoins réélu député de la 1re circonscription de la Somme de 1986 à 1988 et de 1993 à 2011, date de sa démission.
L'alternance à gauche arriva en 2008 avec l'élection de la liste conduite par Gilles Demailly (PS) mais sa gestion municipale ne convainquit pas les électeurs qui en 2014 donnèrent la majorité absolue (50,39 % des voix) à la liste de droite conduite par Brigitte Fouré (UDI) face à la liste de gauche (33,8 %) et à la liste d'extrême droite (15,8 %).
Aux élections législatives de 2012, dans la 1re circonscription de la Somme (Amiens-nord-Flixecourt-Abbeville), Pascale Boistard (Parti socialiste) et dans la 2e circonscription (Amiens-sud), Barbara Pompili (Europe Écologie Les Verts) furent élues députées.

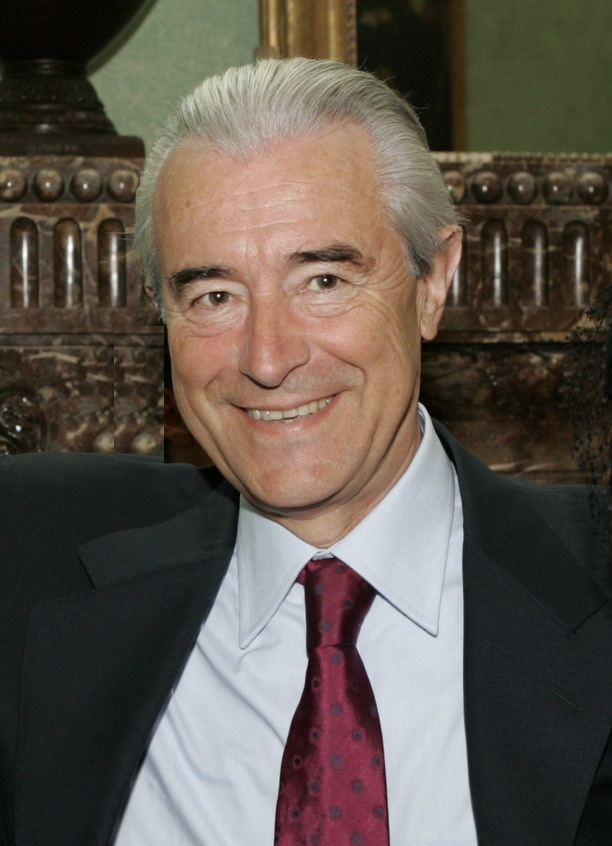
Gilles de Robien
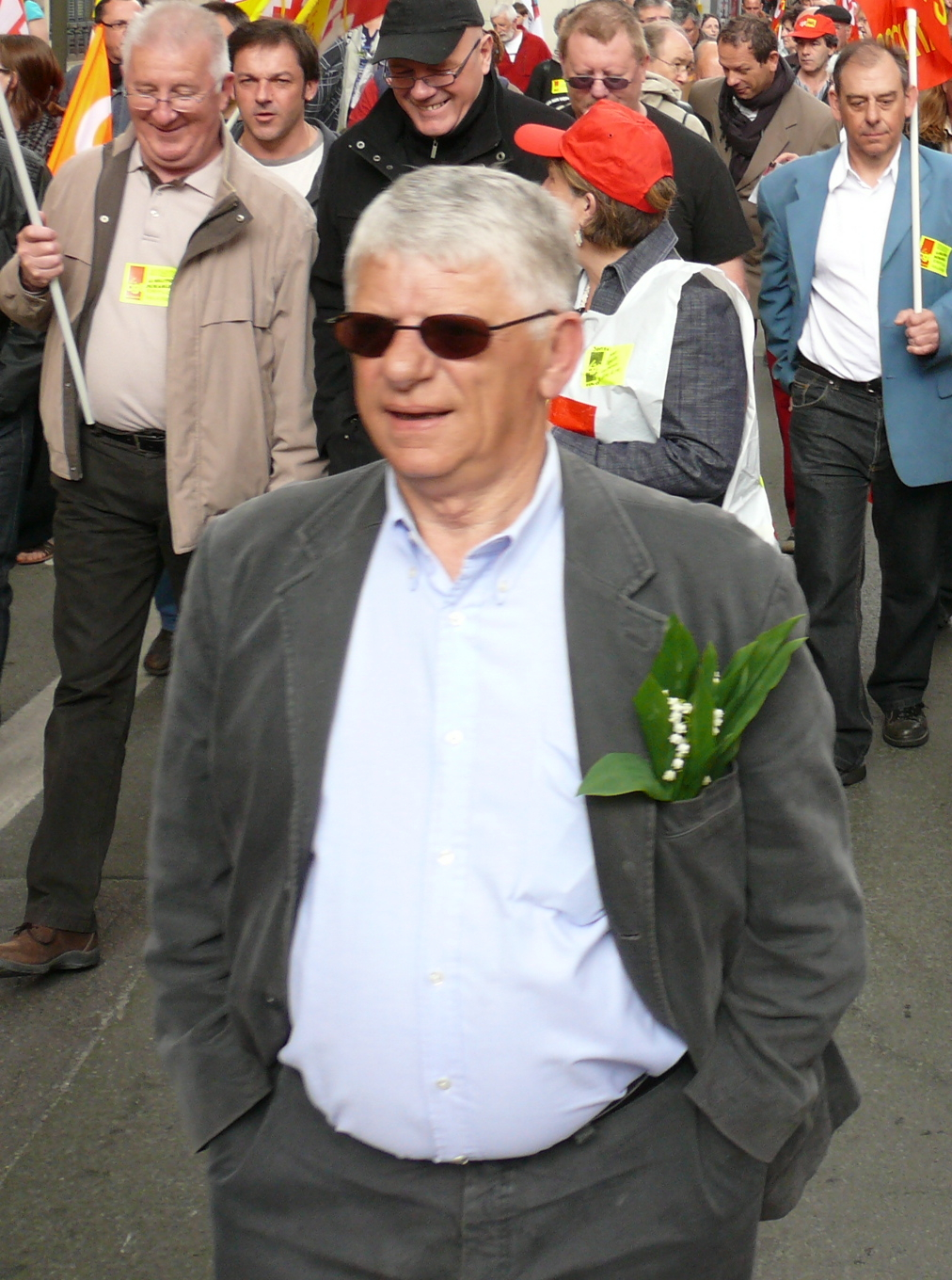
Maxime Gremetz en 2010

#### Préservation de l'environnement et rénovation urbaine à Amiens
En 1975, fut créée sous l'impulsion de Nisso Pelossof, une association pour la sauvegarde des hortillonnages qui devaient être traversés par une route à quatre voies. En 1988, une usine de retraitement des ordures ménagères de l'agglomération d'Amiens fut créée. Les déchets sont traités selon un procédé biologique. Après broyage, les ordures sont entassées dans des cuves où elles se décomposent par fermentation. La production de gaz méthane qui en résulte est vendue comme source d’énergie et les résidus comme compost pour l’agriculture.
Dans les années 1980, la rénovation du quartier Saint-Leu au pied de la cathédrale fut entreprise de même que la piétonisation des principales rues du centre ville. Le processus de gentrification s'est poursuivi jusqu'à nos jours dans les secteurs de la cathédrale, de la gare du Nord, du secteur Saint-Germain, de l'îlot Yvert et Tellier...
La ville modernisa et développa ses équipements sportifs avec la construction du Coliseum de l'architecte Pierre Parat, inauguré le 5 janvier 1996, la construction du stade de la Licorne, œuvre de l'Atelier d'architecture Chaix & Morel et associés, inauguré le 24 juillet 1999.

#### La désindustrialisation: Amiens frappée au cœur
Depuis le milieu des années 1970, à l'image du pays, la Picardie subit un inexorable processus de désindustrialisation. L'emploi industriel privé qui était dominant fut dépassé en 1978 par l'emploi tertiaire privé. De 1975 à 1985, Amiens perdit 6 000 emplois dans l'industrie et n'en gagna que 2 000 dans les services marchands, les services publics à leur tour perdirent des emplois (PTT, SNCF...). Des secteurs entiers de la production industrielle ont presque totalement disparu à Amiens : l'industrie du velours a déserté la ville, l'industrie de la confection avec comme fleuron la société Lee Cooper ou la société Cosserat, n'existe plus à Amiens. En 1984, l'entreprise Optalix, fabricant de postes-radios à transistors, était mise en liquidation judiciaire. L'usine de fabrication de yaourts La Clara du groupe Yoplait ferma son site d'Amiens en 1999. Cette fermeture largement ignorée par les publications de la municipalité est à l'origine de la fondation de Fakir, journal indépendant et alternatif engagé à gauche.
En 2000 l'équipementier Magneti Marelli supprima 550 emplois (sur 725) dans son usine d'Amiens. En 2002, la société Whirlpool fabriquant des machines à laver, délocalisa la production de lave-linge et ne laissa à Amiens que la production de sèche-linge. Le nombre de salariés est passé de 800 à 300 en dix ans. En 2005, c'était l'entreprise Matifas, spécialisée dans la fabrication de matériel médico-chirurgical et dentaire qui était mise en liquidation.
Dans les années 2000 et 2010, les industries d'équipements automobiles connurent également d'importantes difficultés à l'image de la fermeture du site Goodyear (1 143 emplois perdus lors de la fermeture de l'usine d'Amiens-Nord en janvier 2014). Il s'ensuivit un chômage de masse de travailleurs peu qualifiés qui provoqua un profond malaise social. En janvier 2017, ce fut l'entreprise américaine Whirlpool qui décida de délocaliser la fabrication de sèche-linges en Pologne. De 1000 salariés en 1990, l'effectif était tombé à 290 personnes en 2017. L'usine ferma en juin 2018.

#### Le choix du tertiaire pour dynamiser l'emploi à Amiens
Au milieu des années 1990, pour tenter de compenser les pertes d'emplois dans le secteur secondaire, la ville orienta son action de développement économique vers le secteur tertiaire. Amiens se spécialisa ainsi dans l'accueil des centres d'appels (création de 3 500 emplois en 10 ans).
En 2017, Amazon, entreprise de commerce en ligne américaine ouvrit à Boves, un entrepôt de stockage de 100 000 m2 et 68 quais de chargement, en 2020, l'entrepôt comptait 1100 salariés en C.D.I., C.D.D. ou intérimaires.

### VeRépublique (XXIesiècle): les réformes territoriales, une nouvelle donne pour Amiens

#### La création de la communauté d'agglomération «Amiens Métropole»
En 1991-1992 fut créé le Syndicat Intercommunal d’Étude et de Programmation Amiénois (SIEPA), qui, en 1994, se transforma, en District du Grand Amiens, regroupant 18 communes. La Loi relative au renforcement et à la simplification de la coopération intercommunale (dite loi Chevènement) du 12 juillet 1999 obligea toutes les communes à intégrer un Établissement public de coopération intercommunale (EPCI). En 2000, le district du Grand Amiens se transforma en communauté d'agglomération qui prit le nom d'Amiens Métropole ; elle regroupe aujourd'hui 33 communes.

#### La réforme territoriale de 2015
En vertu de la Loi no 2015-991 du 7 août 2015 portant nouvelle organisation territoriale de la République, la Picardie est fusionnée avec la région Nord-Pas-de-Calais. Depuis le 4 janvier 2016, la région Hauts-de-France se substituant aux régions Nord-Pas-de-Calais et Picardie, Amiens a perdu son statut de capitale régionale et les institutions lui étant liées (Conseil régional, préfecture de région, Conseil économique social et environnemental régional). Amiens conserve toutefois le siège de deux directions régionales de services de l’État sur cinq, la Direction régionale de la Jeunesse, des Sports et de la Cohésion sociale (DRJSCS), le pôle « Cohésion sociale et politique de la ville » étant maintenu à Lille et la Direction régionale de l'Alimentation, de l'Agriculture et de la Forêt (DRAAF). Lille, capitale régionale du nouvel ensemble, conserve trois directions régionales, la Direction régionale des Affaires culturelles (DRAC), la Direction régionale de l'environnement, de l'aménagement et du logement (DREAL), le pôle « Eau, biodiversité et risques naturels » restant à Amiens et la Direction régionale des entreprises, de la concurrence, de la consommation, du travail et de l'emploi (DIRECCTE).

### Une première médicale à Amiens
Le 27 novembre 2005, le professeur Bernard Devauchelle et son équipe, dont Sylvie Testelin et Benoît Lengelé de l'université catholique de Louvain, ont réalisé la première greffe partielle du visage (greffe du triangle formé par le nez et la bouche) sur une femme de 38 ans, Isabelle Dinoire, défigurée par les morsures son chien. Cette opération chirurgicale menée en collaboration avec le professeur Jean-Michel Dubernard de l'Hôpital Édouard-Herriot de Lyon fut une première mondiale. Malheureusement, Isabelle Dinoire est décédée, le 22 avril 2016 après avoir subi un nouveau rejet du greffon malgré le lourd traitement anti-rejet qu'elle suivait et qui avait favorisé la survenue de deux cancers.

### Un Amiénois président de la République

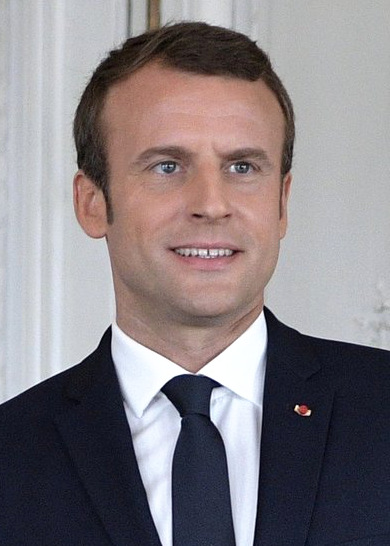
Emmanuel Macron en 2017.

Le 6 avril 2016, Emmanuel Macron, alors ministre de l'Économie, de l'Industrie et du Numérique, annonça à Amiens, au cours d'une réunion publique, la création du mouvement politique En marche !, qui devait porter sa candidature à la présidence de la République.
Pendant la campagne des élections présidentielles, la ville d'Amiens fut le théâtre d'une « bataille médiatique ». Le 6 avril 2017, avant le premier tour de l'élection présidentielle, au cours de l’émission télévisée de France 2, L'Emission politique, François Ruffin, fondateur du journal Fakir et réalisateur du film Merci patron ! interpellait Emmanuel Macron sur la fermeture programmée de l'usine Whirpool d'Amiens.
Au premier tour de l'élection, Emmanuel Macron obtenait dans la ville d'Amiens, 28,01 % des suffrages exprimés, Jean-Luc Mélenchon, candidat de La France insoumise, 24,87 % et Marine Le Pen, du Front national, 18,42 % des voix.
Entre les deux tours, le 26 avril, dans la matinée, Emmanuel Macron se rendit dans sa ville natale pour rencontrer les délégués syndicaux de l'usine à la chambre de commerce et d'industrie d'Amiens. Le même jour, son adversaire, Marine Le Pen, se rendit devant l'usine Whirpool vers 13 h 15 pour rencontrer des ouvriers et sous l’œil des caméras des chaînes de télévision promit, si elle était élue, de sauver l'usine dont la fermeture était programmée pour juin 2018. Emmanuel Macron se rendit, lui aussi à l'usine vers 15 h 30 où il fut accueilli par les huées des ouvriers en grève. Ayant pénétré à l'intérieur de l'usine, il discuta avec les salariés, refusant de promettre le maintien de l'usine et de ses 286 emplois mais promettant de tout faire pour la reprise du site et le reclassement des salariés.

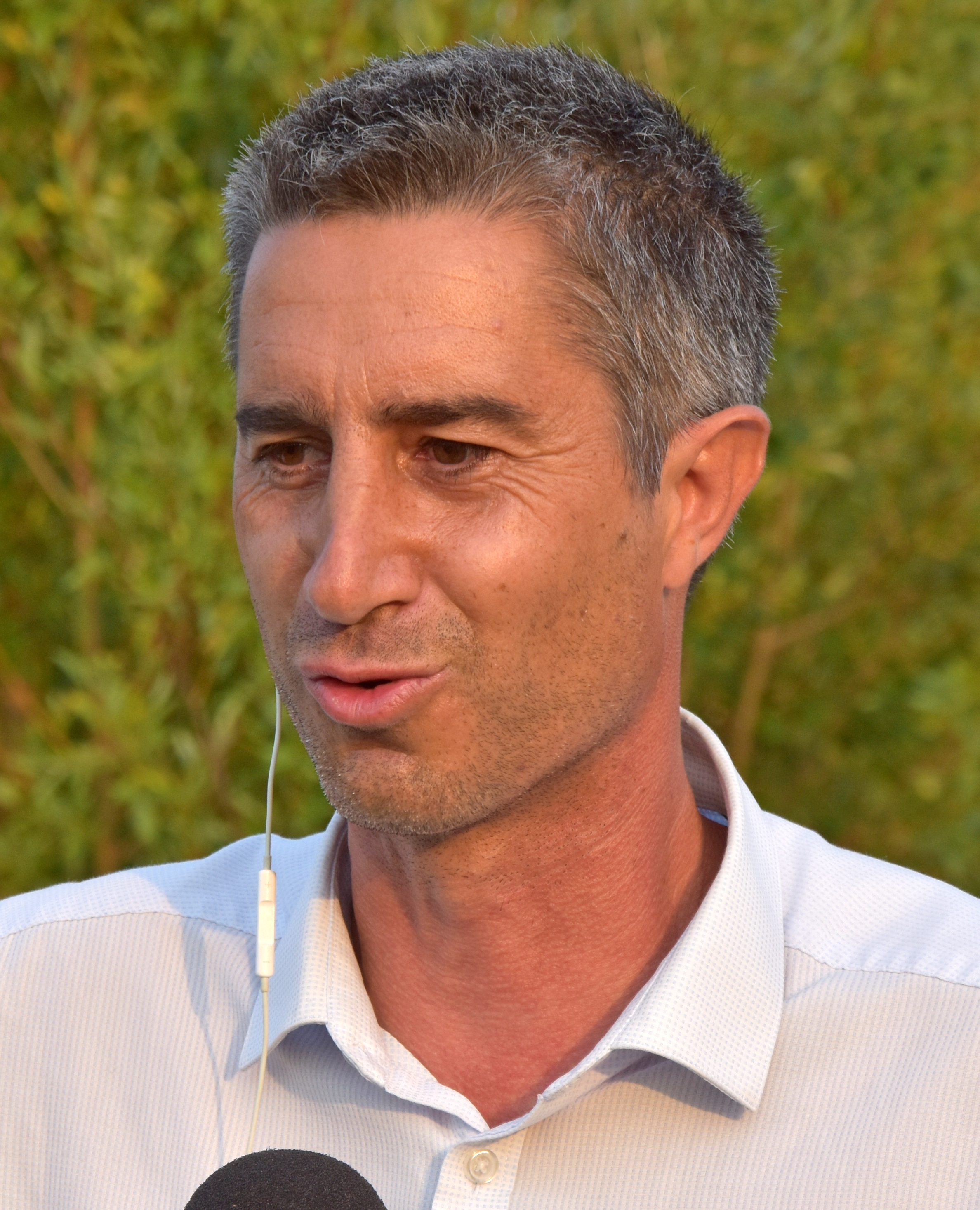
François Ruffin en 2020

Cette « bataille médiatique » ne porta pas préjudice au candidat Macron. Le 7 mai 2017, Emmanuel Macron était élu président de la République, à 39 ans. Il obtenait à Amiens 72,63 % des suffrages exprimés.
Aux élections législatives de juin 2017, dans la 1re circonscription de la Somme (Amiens-nord-Flixecourt-Abbeville), François Ruffin candidat de La France insoumise réussit à refaire, au second tour, son retard du premier tour face à Nicolas Dumont, maire d'Abbeville, candidat de La République en marche ! et à être élu député avec le soutien de Pascale Boistard, ancienne secrétaire d'État, candidate du Parti socialiste éliminée dès le premier tour, de la comédienne Corinne Masiero et des sociologues Monique Charlot et Michel Pinçon.

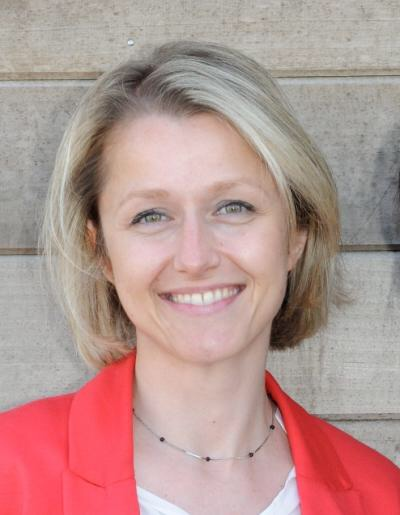
Barbara Pompili

Dans la 2e circonscription (Amiens-sud), Barbara Pompili, ancienne secrétaire d'État, retrouva aisément son siège de députée avec l'étiquette de La République en marche !
En 2022, une inflexion du choix des électeurs, lors du premier tour de l'élection présidentielle amena en tête, à Amiens, Jean-Luc Mélenchon, avec 31,27 % des voix contre 30,05 % à Emmanuel Macron et 17,88 % à Marine Le Pen. Au second tour, Emmanuel Macron obtint 67,36 % des voix contre 32,14 % à Marine Le Pen. Aux élections législatives qui suivirent furent réélus députés, François Ruffin sous l'étiquette Nouvelle Union populaire écologique et sociale (NUPES) avec 75,12 % des voix à Amiens contre 24,88 % des voix à la candidate du Rassemblement national, dans la 1re circonscription de la Somme, et Barbara Pompili, ministre de la transition écologique, candidate de la majorité présidentielle, devancée pourtant au premier tour par la candidate de la NUPES, Zahia Hamdame qui obtint à Amiens, au second tour, 50,37 % des voix, dans la 2e circonscription.
La gauche à Amiens, se renforça quelque peu électoralement, en 2022. Ce renforcement s'est confirmé lors des élections législatives anticipées de juin 2024. Dans la 1re circonscription, François Ruffin, candidat du Nouveau Front populaire l'a emporté au second tour avec 52,95 % des suffrages exprimés (70 % dans la ville d'Amiens) contre 47,05 % à la candidate du Rassemblement national, Nathalie Ribeiro Billet. Dans la 2e circonscription, Zahia Hamdane, candidate du Nouveau Front populaire, l'a emporté à l'issue d'une triangulaire avec 35,76 % des suffrages exprimés (41,07 % à Amiens) contre 33,09 % à Hubert de Jenlis, candidat centriste (Ensemble pour la République) et 31,15 % à Damien Toumi, candidat du Rassemblement national.
Élue maire d'Amiens, en 2014, Brigitte Fouré à la tête d'une liste d'union de la droite et du centre, fut réélue en 2020. Le 7 octobre 2024, alors qu'elle avait déclaré être à nouveau candidate aux élections municipales de 2026, Brigitte Fouré démissionnait de sa fonction de maire créant ainsi la surprise. C'est son premier adjoint, Hubert de Jenlis qui fut élu maire, le 24 octobre suivant, par 29 voix contre 6 à Évelyne Becker, candidate de l'opposition, sur un total de 55 conseillers municipaux.

#### Ouvrages généraux
- Xavier Bailly et Jean-Bernard Dupont (sous la direction de), Histoire d'une ville: Amiens, Amiens, Scérén-C.R.D.P., 2013  (ISBN 978 - 2 - 86 615 - 391 - 5).
- Albéric de Calonne, Histoire de la ville d'Amiens, tomes 1, 2 et 3, Amiens, Piteux Frères, 1899, réédition, Bruxelles, Éditions culture et civilisation, 1976.
- Père Daire, Histoire de la ville d'Amiens depuis son origine jusqu'à présent ; ouvrage enrichi de cartes, de plans et de différentes gravures, Paris, Veuve Delaguette, 1757. lire en ligne tome 1 tome 2.
- François-Hyacinthe Dusevel, Histoire de la ville d'Amiens depuis les Gaulois jusque 1830, Amiens, Imprimerie R. Machart 1832 - lire en ligne sur Books.google.
- Ronald Hubscher (sous la direction de), Histoire d'Amiens, Toulouse, Éditions Privat, 1986  (ISBN 2 - 7 089 - 8 232 - X).
- Adrian de La Morlière, chanoine de la cathédrale d'Amiens, Histoire des antiquités et choses plus remarquables de la ville d'Amiens, Paris, Denys Moreau, 1627.
- Raymond Regrain, Michel Gilloir, Joëlle Acoulon, Jean-François Leblond, Yvan Brohard, Michel Lazure, Paul Oudart, Amiens, Paris, Christine Bonneton éditeur, 1989  (ISBN 2 - 86 253 - 090 - 5).
- Jean Estienne et François Vasselle, Le Bel Amiens, préface de Robert Mallet, Amiens, Étienne et Vasselle Éditeurs, 1967.

#### Antiquité
- Didier Bayard, Jean-Luc Massy, Amiens romain, Samarobriva, Ambianorum, Amiens, Revue archéologique de Picardie, 1983.
- Jean-Luc Massy, Amiens gallo-romain, Amiens, Crédit agricole de la Somme, 1979
- Charles Joseph Pinsard, Manuscrits (dessins, inventaires de découvertes archéologiques), seconde moitié du XIXe siècle, Bibliothèque municipale d'Amiens.

#### Moyen Âge
- Jean-Luc Bouilleret (sous la direction de), Amiens, collection La Grâce d'une cathédrale, Editions La Nuée Bleue, 2012, 504 pages  (ISBN 9 782 716 507 820).
- Michel Delost, La Crise du négoce de la guède à Amiens (1380-1490) mémoire de maîtrise sous la direction de Pierre Desportes, professeur à l'Université de Picardie, Amiens, 1979.
- Louis Douchet, Manuscrits de Pagès sur Amiens et la Picardie (rédigés fin XVIIe-début XVIIIe siècles), Nabu Press, 2019, 326 pages  (ISBN 978-1 273 407 123).
- Julie Pilorget, La place des femmes dans l’espace public à la fin du Moyen Âge : l’exemple d’Amiens, mémoire de Master 2, sous la direction d'Elisabeth Crouzet-Pavan, Université Paris IV, 2012.
- Julie Pilorget, Des femmes dans la ville : Amiens (1380-1520), thèse de doctorat, sous la direction d'Elisabeth Crouzet-Pavan, Sorbonne Université, 2018.

#### Époque moderne
- Scarlett Beauvalet et Gérard Hurpin, Amiens à l'époque moderne (1500-1850) : Aspects d'une société urbaine en Picardie, Amiens, Encrage Éditions, 336 pages, 2005  (ISBN 2-911576-60-8).
- Olivier Carpi, Une République imaginaire : Amiens pendant les troubles de religion (1559-1597). collection Histoire et société, Paris, Belin, 2005, p. 254.  (ISBN 2-7011-3239-8).
- Pierre Deyon, Amiens capitale provinciale, étude sur la société urbaine au XVIIe siècle, Amiens, CNDP-CRDP, 1986 (OCLC 26737350).
- Louis Douchet, Manuscrits de Pagès sur Amiens et la Picardie (rédigés fin XVIIe-début XVIIIe siècles), Nabu Press, 2019, 326 pages  (ISBN 978-1 273 407 123).
- David Rosenberg, Les Protestants amiénois au milieu du XVIe siècle in Mémoires de la Société des Antiquaires de Picardie, Amiens, 1994.

#### Révolution française
- Jean Desobry, Un aspect peu connu de la Révolution française de 1789 à Amiens : Le Monastère des Clarisses, Mémoires de la Société des antiquaires de Picardie, 1986.
- Chanoine Michel Destombe, Le Clergé du diocèse d'Amiens et le serment à la constitution civile 1790-1791, Mémoires de la Société des antiquaires de Picardie, tome 53, Amiens, 1971.
- François-Irénée Darsy, Amiens et le département de la Somme pendant la révolution. Episodes historiques tirés des documents administratifs, deux volumes, Amiens, Imprimerie A. Douillet, 1898-1883.
- François-Irénée Darsy, Le clergé de L'Eglise d'Amiens en 1789, Amiens, Yvert et Tellier, 1892 [lire en ligne].

#### Histoire culturelle
- Ouvrage collectif, Amiens 1900-2000, un siècle de vie, Fécamp, Éditions des Falaises, 2003  (ISBN 2 - 84 811 - 010 - 4)
- Hervé Cultru, Amiens « Belle Époque », vie culturelle et artistique, Amiens, Encrage Édition, 1994  (ISBN 2 - 906 389 - 56 - 0).
- François Dubois, Naissance et essor du football à Amiens, Amiens, Encrage Édition, 1992  (ISBN 2-906389-36-6).
- Aimé et Louis Duthoit, Le Vieil Amiens, Amiens, P. Théodore Jeunet, 1874 - réédition, Amiens CNDP-CRDP, 1978.
- Paule Roy et Maurice Duvanel, Amiens : De Daguerre à Jules Verne, 1849-1905, Amiens: Éditions Poiré-Choquet. p. 155., 1988  (ISBN 978-2-9502147-2-0).
- Alain Trogneux, Amiens entre deux guerres : fêtes, spectacles et distractions Amiens, Encrage Édition, 1991  (ISBN 9782906389298).

#### Histoire économique
- Pierre Dubois, Histoire de l'industrie et du commerce à Amiens et en Picardie des origines à nos jours, Amiens, 1920.

#### Histoire politique
- Julien Cahon, Les Gauches dans la Somme 1924-1978, Amiens, Encrage Edition, 2014  (ISBN 978 - 2 -36 058 - 043 - 9).
- Renaud Quillet, La Gauche dans la Somme 1848-1924, Amiens, Encrage Edition, 2009  (ISBN 978 -2 -911 576 - 73 -7).

#### Première Guerre mondiale
- Bruno Barbier, La Grande Guerre à Amiens, Amiens, Encrage Éditions, 192 pages, 1992,  (ISBN 2-906389-39-0).
- Albert Chatelle, Amiens pendant la guerre (1914-1918), préface de Gabriel Hanotaux, Amiens, Imprimerie du Progrès de la Somme, 1924.
- Philippe Nivet, « L'occupation d'Amiens (31 août-11 septembre 1914) » in Revue du Nord no 404-405, Lire sur Cairn-info

#### Entre-deux-guerres
- Bruno Le Touzé, Les Mouvements de grève dans la Somme de 1915 à 1935, Amiens, CNDP-CRDP 1977
- Noël Mahéo, Amiens 1936, mémoire de maîtrise, Amiens, Université de Picardie, 1975.

#### Seconde Guerre mondiale
- Ginette Hirtz, Les Hortillonnages sous la grêle, Histoire d'une famille juive en France sous l'Occupation, Paris, Mercure de France, 1982  (ISBN 2 - 7 152 - 0 014 - 5).
- Jacques Lejosne, Les Martyrs de la Résistance dans l'Amiénois, Amiens, Jacques Lejosne, 2001  (ISBN 2-9 510 480-2-5).
- Jacques Lejosne, Claude Leleu, Jackie et Françoise Fusillier, A.B.C.DAIRE des victimes du nazisme dans la métropole d'Amiens, Amiens, A.D.I.F - Somme, 2008  (ISBN 978 - 2 - 9 530 196 - 1 - 2).
- Jacques Lejosne, Jackie et Françoise Fusillier, 1940 - Amiens – 1944, Dans les griffes de la Gestapo, Amiens, auto-édition, 2012  (ISBN 978-2-9530196-4-3).
- Renée Louria, Les Russes sont à Lemberg, Paris, Gallimard, 1979, numéro d'édition : 25 524.
- Gérald Maisse, Occupation et Résistance dans la Somme, 1940-1944, Abbeville, F. Paillart, 2005, 474 p.  (ISBN 978 - 2 853 - 140 195).
- Nisso Pelossof, Nisso, d'une île à l'autre suivi de Les hortillonnages : une tradition maraîchère, Amiens, Édition Encrage, 2007, 191 pages,  (ISBN 978 - 2 - 911 576 - 74 - 4).
- J. P. Petges, Bataille d'Amiens: 1940, New York, Éditions de la Maison française, inc., 1943, 152 p.
- Elouan Rochcongar, Devenir collaborateur. Carrières d'indignes dans les dossiers de la cour de justice de la Somme (1940-1948), thèse de doctorat, université Paris 1 Panthéon-Sorbonne, 25 juin 2019.
- David Lee Rosenberg, « L'Ombre du Vel' d'Hiv' dans la Somme : la rafle des "Juifs étrangers et apatrides" en juillet 1942 » in Bulletin de la Société des antiquaires de Picardie, Amiens, février 2015.
- David Lee Rosenberg, « L'Étoile jaune dans la Somme : mise en place et résistance » in Bulletin de la Société des antiquaires de Picardie, Amiens, juillet 2016.
- Pierre Vasselle, La Bataille au sud d'Amiens, 20 mai-8 juin 1940, Abbeville, F. Paillart, 1947 (ASIN B001BN7FOE) 211 p.
- Pierre Vasselle, La Tragédie d'Amiens mai-juin 1940, Amiens, Librairie Léveillard, 1952.
- Claude Watteel, A la Recherche de Cécile, Paris, Rue de Seine, septembre 2022  (ISBN 978-2-493 270-27-6).

#### Seconde moitié duXXesiècle
- Alain Trogneux, « Amiens au lendemain de la Libération d'après la presse locale (1944-1945) » in Revue du Nord, tome 78, no 315, avril-juin 1996.
- Alain Trogneux, Amiens dans les années 50 : de la Libération à la Ve République Amiens, Encrage Édition, 1997  (ISBN 9782906389830).
- Alain Trogneux, Amiens dans les années 60 : naissance d'une capitale régionale Amiens, Encrage Édition, 2000  (ISBN 9782906389830).
- Alain Trogneux, Amiens dans les années 70 : la fin des Trente glorieuses Amiens, Encrage Édition, 2014  (ISBN 9782360580408).

#### Urbanisme
- Marc Breitman et Rob Krier (sous la direction de), Le Nouvel Amiens, Liège, Pierre Marga, 1989  (ISBN 2 - 87 009 - 368 - 3).
- Antoine Goze, Histoire des rues d'Amiens, Amiens, Alfred Caron imprimeur-éditeur, 1854.
- Antoine Goze, Les Enceintes successives d'Amiens, Amiens, 1874.
- Jean-Samuel Herbay et Louis Teyssedou, Regards de reconstruction, Amiens 1945-1955, Amiens, Amiens Wiki, 2025  (ISBN 9 782 959 893 803)
- Paul Oudart, Les Grandes Villes de la couronne urbaine de Paris, de la Picardie à la Champagne (Amiens, Saint-Quentin, Reims et Troyes), thèse de doctorat d'État, Université de Paris I-Sorbonne, 1982.
- Paule Roy, Chronique des rues d'Amiens, onze tomes, Amiens, CNDP-CRDP, 1980-1983.